# Lista conducătorilor de stat în anul 2014

Lista conducătorilor de stat în anul 2014 se bazează pe Lista statelor lumii și pe Lista de teritorii dependente, așa cum sunt ele cunoscute de la 1 ianuarie 2014 pâna la 31 decembrie 2014.
Lista principală numără, în anul 2014, 193 state membre sau observatori în cadrul ONU. Listele adiționale conțin:  State independente recunoscute parțial de comunitatea internațională, State independente nerecunoscute, Teritorii independente de facto,  Entități cu statut apropiat de cel de stat,  Territorii nesuverane, autonome sau cu administrație specială și Guverne alternative și / sau în exil .
Șefii executivului statelor suverane sunt în principal șefii de stat și șefii de guvern:
- Un șef de stat este o persoană fizică, uneori  juridică, care reprezintă simbolic continuitatea și legitimitatea statului. Lui îi sunt rezervate în mod tradițional diverse funcții: reprezentarea externă, promulgarea legilor, nominalizarea titularilor unor funcții publice la nivel înalt. În funcție de stat el poate fi cel mai important deținător al puterii executive sau doar să personalizeze puterea supremă exercitată în numele lui de alte personalități politice.
- Un șef de guvern este o persoană fizică care deține primul sau al doilea rol executiv (conform tipului de regim politic) și se află în fruntea guvernului adică a  totalității miniștrilor sau secretarilor de stat însărcinați cu responsabilități executive.

În cazul teritoriilor autonome și a altor colectivități nesuverane, adică dependente de un stat suveran, titlurile șefului executiv local sunt diferite: prefect, bailiff, guvernator, președinte, etc.

## State independente recunoscute cvasigeneral
| Statul                                                                               | Funcția                                                                | Numele | Începând cu                           |
| ------------------------------------------------------------------------------------ | ---------------------------------------------------------------------- | --- | ------------------------------------- |
| Afganistan                                                                           | Președinți ai Republicii (succesivi)                                   | Ashraf Ghani | 29 septembrie 2014                    |
| Afganistan                                                                           | Președinți ai Republicii (succesivi)                                   | Hamid Karzai | 22 decembrie 2001                     |
| Afganistan                                                                           | Șef al executivului (prim-ministru)                                    | Abdullah Abdullah | 29 septembrie 2014                    |
| Africa de Sud · (vezi și : §13)                                                      | Președinte al Republicii                                               | Jacob Zuma | 9 mai 2009                            |
| Albania                                                                              | Președinte al Republicii                                               | Bujar Nishani | 24 iulie 2012                         |
| Albania                                                                              | Prim-ministru                                                          | Edi Rama | 15 septembrie 2013                    |
| Algeria                                                                              | Președinte al Republicii                                               | Abdelaziz Bouteflika | 27 aprilie 1999                       |
| Algeria                                                                              | Prim-miniștri (succesivi)                                              | Abdelmalek Sellal | 29 aprilie 2014                       |
| Algeria                                                                              | Prim-miniștri (succesivi)                                              | Youcef Yousfi (interimar) | 13 martie 2014                        |
| Algeria                                                                              | Prim-miniștri (succesivi)                                              | Abdelmalek Sellal | 3 septembrie 2012                     |
| Andorra                                                                              | Coprinț episcopal                                                      | Joan Enric Vives Sicília | 12 mai 2003                           |
| Andorra                                                                              | Coprinț francez                                                        | François Hollande | 15 mai 2012                           |
| Andorra                                                                              | Reprezentant personal al coprințului episcopal                         | Josep Maria Mauri | 20 iulie 2012                         |
| Andorra                                                                              | Reprezentantă personală a coprințului francez                          | Sylvie Hubac | 21 mai 2012                           |
| Andorra                                                                              | Șef al guvernului                                                      | Antoni Martí | 12 mai 2011                           |
| Angola                                                                               | Președinte al Republicii                                               | José Eduardo dos Santos | 10 septembrie 1979                    |
| Antigua și Barbuda · (vezi și:§13)                                                   | Regină                                                                 | Elisabeta a II-a | 1 noiembrie 1981                      |
| Antigua și Barbuda · (vezi și:§13)                                                   | Guvernatori generali (succesivi)                                       | sir Rodney Williams | 14 august 2014                        |
| Antigua și Barbuda · (vezi și:§13)                                                   | Guvernatori generali (succesivi)                                       | dame Louise Lake-Tack | 17 iulie 2007                         |
| Antigua și Barbuda · (vezi și:§13)                                                   | Prim-miniștri (succesivi)                                              | Gaston Browne | 13 iunie 2014                         |
| Antigua și Barbuda · (vezi și:§13)                                                   | Prim-miniștri (succesivi)                                              | Baldwin Spencer | 24 martie 2004                        |
| Arabia Saudită                                                                       | Rege                                                                   | Abdullah , | 1 august 2005                         |
| Arabia Saudită                                                                       | Președinte al Consiliului de Miniștri                                  | Abdullah | 1 august 2005                         |
| Argentina · (vezi și: §13)                                                           | Președintă a Națiunii                                                  | Cristina Fernández de Kirchner | 10 decembrie 2007                     |
| Argentina · (vezi și: §13)                                                           | Șef al cabinetului                                                     | Jorge Capitanich | 20 noiembrie 2013                     |
| Armenia                                                                              | Președinte al Republicii                                               | Serzh Sargsyan < | 9 aprilie 2008                        |
| Armenia                                                                              | Prim-miniștri (succesivi)                                              | Hovik Abrahamyan | 13 aprilie 2014                       |
| Armenia                                                                              | Prim-miniștri (succesivi)                                              | Tigran Sargsyan | 9 aprilie 2008                        |
| Australia · (vezi și: §6)                                                            | Regină                                                                 | Elisabeta a II-a | 6 februarie 1952                      |
| Australia · (vezi și: §6)                                                            | Guvernatori generali (succesivi)                                       | sir Peter Cosgrove | 27 martie 2014                        |
| Australia · (vezi și: §6)                                                            | Guvernatori generali (succesivi)                                       | dame Quentin Bryce | 5 septembrie 2008                     |
| Australia · (vezi și: §6)                                                            | Prim-ministru                                                          | Tony Abbott | 18 septembrie 2013                    |
| Austria                                                                              | Președinte federal al Republicii                                       | Heinz Fischer | 8 iulie 2004                          |
| Austria                                                                              | Cancelar federal                                                       | Werner Faymann | 2 decembrie 2008                      |
| Azerbaidjan · (vezi și: §3 și §13)                                                   | Președinte al Republicii                                               | Ilham Aliyev , | 15 octombrie 2003                     |
| Azerbaidjan · (vezi și: §3 și §13)                                                   | Prim-ministru                                                          | Artur Rasizade | 31 octombrie 2003                     |
| Bahamas                                                                              | Regină                                                                 | Elisabeta a II-a | 10 iulie 1973                         |
| Bahamas                                                                              | Guvernatori generali (succesivi)                                       | dame Marguerite Pindling , | 8 iulie 2014                          |
| Bahamas                                                                              | Guvernatori generali (succesivi)                                       | sir Arthur Foulkes | 14 aprilie 2010                       |
| Bahamas                                                                              | Prim-ministru                                                          | Perry Christie | 7 mai 2012                            |
| Bahrain                                                                              | Rege                                                                   | șeic Hamad bin Isa al Khalifa | 6 martie 1999                         |
| Bahrain                                                                              | Prim-ministru (ministru președinte)                                    | șeic Khalifa bin Salman al-Khalifa , | 19 ianuarie 1970                      |
| Bangladesh                                                                           | Președinte al Republicii                                               | Abdul Hamid | 20 martie 2013                        |
| Bangladesh                                                                           | Prim-ministru                                                          | șeica Hasina Wazed , | 6 ianuarie 2009                       |
| Barbados                                                                             | Regină                                                                 | Elisabeta a II-a | 30 noiembrie 1966                     |
| Barbados                                                                             | Guvernator general                                                     | sir Elliott Belgrave | 1 iunie 2012                          |
| Barbados                                                                             | Prim-ministru                                                          | Freundel Stuart | 23 octombrie 2010                     |
| Belarus (vezi și : §15)                                                              | Președinte                                                             | Aleksandr Lukașenko | 20 iulie 1994                         |
| Belarus (vezi și : §15)                                                              | Prim-miniștri (succesivi)                                              | Andrei Kobyakov | 27 decembrie 2014                     |
| Belarus (vezi și : §15)                                                              | Prim-miniștri (succesivi)                                              | Mihail Miasnikovič | 28 decembrie 2010                     |
| Belgia                                                                               | Rege (al belgienilor)                                                  | Filip | 21 iulie 2013                         |
| Belgia                                                                               | Prim-miniștri (succesivi)                                              | Charles Michel | 11 noiembrie 2014                     |
| Belgia                                                                               | Prim-miniștri (succesivi)                                              | Elio Di Rupo | 5 decembrie 2011                      |
| Belize                                                                               | Regină                                                                 | Elisabeta a II-a | 21 septembrie 1981                    |
| Belize                                                                               | Guvernator general                                                     | sir Colville Young | 17 noiembrie 1993                     |
| Belize                                                                               | Prim-ministru                                                          | Dean Barrow | 8 februarie 2008                      |
| Benin                                                                                | Președinte al Republicii                                               | Yayi Boni | 6 aprilie 2006                        |
| Bhutan                                                                               | Rege                                                                   | Jigme Khesar Namgyel Wangchuck | 14 decembrie 2006                     |
| Bhutan                                                                               | Prim-ministru (lyonchen)                                               | lyonchen Jigme Thinley | 29 iulie 2013                         |
| Birmania                                                                             | Președinte al Republicii                                               | Thein Sein | 4 februarie 2011                      |
| Bolivia                                                                              | Președinte constituțional al statului plurinațional                    | Evo Morales | 22 ianuarie 2006                      |
| Bosnia și Herzegovina                                                                | Președinți ai Consiliului Prezidențial (succesivi)                     | Mladen Ivanić | 17 noiembrie 2014                     |
| Bosnia și Herzegovina                                                                | Președinți ai Consiliului Prezidențial (succesivi)                     | Bakir Izetbegović | 10 martie 2014                        |
| Bosnia și Herzegovina                                                                | Președinți ai Consiliului Prezidențial (succesivi)                     | Željko Komšić | 10 noiembrie 2013                     |
| Bosnia și Herzegovina                                                                | Președinte al Consiliului de Miniștri                                  | Vjekoslav Bevanda | 12 ianuarie 2012                      |
| Bosnia și Herzegovina                                                                | Înalt reprezentant internațional                                       | Valentin Inzko (Austria) | 26 martie 2009                        |
| Botswana                                                                             | Președinte al Republicii                                               | Seretse Ian Khama | 1 aprilie 2008                        |
| Brazilia · (vezi și : §13)                                                           | Președintă a Republicii federale                                       | Dilma Rousseff | 1 ianuarie 2011                       |
| Brunei                                                                               | Sultan [și suveran (Yang Di Pertuan)]                                  | sir Hassanal Bolkiah | 5 octombrie 1967                      |
| Brunei                                                                               | Prim-ministru                                                          | sir Hassanal Bolkiah | 1 ianuarie 1984                       |
| Bulgaria                                                                             | Președinte al Republicii                                               | Rosen Plevneliev | 22 ianuarie 2012                      |
| Bulgaria                                                                             | Prim-miniștri (miniștri președinți) (succesivi)                        | Boiko Borisov | 7 noiembrie 2014                      |
| Bulgaria                                                                             | Prim-miniștri (miniștri președinți) (succesivi)                        | Georgi Bliznashki (interimar) | 6 august 2014                         |
| Bulgaria                                                                             | Prim-miniștri (miniștri președinți) (succesivi)                        | Plamen Oresharski | 29 mai 2013                           |
| Burkina Faso                                                                         | Șefi de stat (succesivi)                                               | Michel Kafando (șef de stat de tranziție) | 18 noiembrie 2014                     |
| Burkina Faso                                                                         | Șefi de stat (succesivi)                                               | Yacouba Isaac Zida (șef de stat interimar) | 1 noiembrie 2014                      |
| Burkina Faso                                                                         | Șefi de stat (succesivi)                                               | Honoré Traoré (șef de stat interimar) | 30 octombrie 2014                     |
| Burkina Faso                                                                         | Șefi de stat (succesivi)                                               | Blaise Compaoré [președinte al Faso (Republicii)] | 15 octombrie 1987                     |
| Burkina Faso                                                                         | Prim-miniștri (succesivi)                                              | Yacouba Isaac Zida (interimar) | 19 noiembrie 2014                     |
| Burkina Faso                                                                         | Prim-miniștri (succesivi)                                              | funcție vacantă | 30 octombrie 2014                     |
| Burkina Faso                                                                         | Prim-miniștri (succesivi)                                              | Luc-Adolphe Tiao | 18 aprilie 2011                       |
| Burundi                                                                              | Președinte al Republicii                                               | Pierre Nkurunziza | 26 august 2005                        |
| Cambodgia                                                                            | Rege                                                                   | Norodom Sihamoni | 29 octombrie 2004                     |
| Cambodgia                                                                            | Prim-ministru                                                          | samdech Hun Sen | 31 decembrie 1984                     |
| Camerun                                                                              | Președinte al Republicii                                               | Paul Biya | 6 noiembrie 1982                      |
| Camerun                                                                              | Prim-ministru                                                          | Philémon Yang | 30 iunie 2009                         |
| Canada                                                                               | Regină                                                                 | Elisabeta a II-a | 6 februarie 1952                      |
| Canada                                                                               | Guvernator general                                                     | David Johnston | 1 octombrie 2010                      |
| Canada                                                                               | Prim-ministru                                                          | Stephen Harper | 6 februarie 2006                      |
| Capul Verde                                                                          | Președinte al Republicii                                               | Jorge Carlos Fonseca | 21 august 2011                        |
| Capul Verde                                                                          | Prim-ministru                                                          | José Maria Neves | 1 februarie 2001                      |
| Cehia                                                                                | Președinte al Republicii                                               | Miloš Zeman | 7 martie 2013                         |
| Cehia                                                                                | Prim-miniștri (președinți ai Guvernului) (succesivi)                   | Bohuslav Sobotka | 29 ianuarie 2014                      |
| Cehia                                                                                | Prim-miniștri (președinți ai Guvernului) (succesivi)                   | Jiří Rusnok | 10 iulie 2013                         |
| Centrafricană, Republica (vezi și: §3)                                               | Șefi de stat de tranziție (succesivi)                                  | Catherine Samba-Panza | 20 ianuarie 2014                      |
| Centrafricană, Republica (vezi și: §3)                                               | Șefi de stat de tranziție (succesivi)                                  | Alexandre-Ferdinand Nguendet (interimar) | 10 ianuarie 2014                      |
| Centrafricană, Republica (vezi și: §3)                                               | Șefi de stat de tranziție (succesivi)                                  | Michel Djotodia | 24 martie 2013                        |
| Centrafricană, Republica (vezi și: §3)                                               | Prim-miniștri (succesivi)                                              | Mahamat Kamoun (de tranziție) | 10 august 2014                        |
| Centrafricană, Republica (vezi și: §3)                                               | Prim-miniștri (succesivi)                                              | André Nzapayeké (de tranziție) | 25 ianuarie 2014                      |
| Centrafricană, Republica (vezi și: §3)                                               | Prim-miniștri (succesivi)                                              | funcție vacantă | 10 ianuarie 2014                      |
| Centrafricană, Republica (vezi și: §3)                                               | Prim-miniștri (succesivi)                                              | Nicolas Tiangaye | 17 ianuarie 2013                      |
| Chile · (vezi și : §13)                                                              | Președinți ai Republicii (succesivi)                                   | Michelle Bachelet | 11 martie 2014                        |
| Chile · (vezi și : §13)                                                              | Președinți ai Republicii (succesivi)                                   | Sebastián Piñera | 11 martie 2010                        |
| China (vezi și : §2, §13 și §15)                                                     | Secretar general al Partidului Comunist Chinez                         | Xi Jinping | 15 noiembrie 2012                     |
| China (vezi și : §2, §13 și §15)                                                     | Președinte al Republicii                                               | Xi Jinping | 14 martie 2013                        |
| China (vezi și : §2, §13 și §15)                                                     | Premier al Consiliului de stat                                         | Li Keqiang | 16 martie 2013                        |
| Ciad                                                                                 | Președinte al Republicii                                               | Idriss Déby Itno | 2 decembrie 1990                      |
| Ciad                                                                                 | Prim-ministru                                                          | Kalzeubé Pahimi Deubet | 21 noiembrie 2013                     |
| Cipru · (vezi și : §2)                                                               | Președinte al Republicii                                               | Nicos Anastasiades | 28 februarie 2013                     |
| Coasta de Fildeș                                                                     | Președinte al Republicii                                               | Alassane Ouattara , | 4 decembrie 2010                      |
| Coasta de Fildeș                                                                     | Prim-ministru                                                          | Daniel Kablan Duncan | 21 noiembrie 2012                     |
| Columbia · (vezi și: §13)                                                            | Președinte al Republicii                                               | Juan Manuel Santos | 7 august 2010                         |
| Comore                                                                               | Președinte al Uniunii                                                  | Ikililou Dhoinine | 26 decembrie 2010                     |
| Congo, Republica                                                                     | Președinte al Republicii                                               | Denis Sassou-Nguesso , | 25 octombrie 1997                     |
| Congo, Republica Democrată                                                           | Președinte al Republicii                                               | Joseph Kabila , | 17 ianuarie 2001                      |
| Congo, Republica Democrată                                                           | Prim-ministru                                                          | Augustin Matata Ponyo | 18 aprilie 2012                       |
| Coreea, Republica                                                                    | Președintă a Republicii                                                | Park Geun-hye | 25 februarie 2013                     |
| Coreea, Republica                                                                    | Prim-ministru                                                          | Chung Hong-won | 26 februarie 2013                     |
| Coreeană, R.P.D.                                                                     | Lider suprem                                                           | Kim Jong-un , | 29 decembrie 2011                     |
| Coreeană, R.P.D.                                                                     | Secretar general etern al Partidului Muncii din Coreea                 | Kim Jong-il , | 11 aprilie 2012                       |
| Coreeană, R.P.D.                                                                     | Prim secretar al Partidului Muncii din Coreea                          | Kim Jong-un , | 11 aprilie 2012                       |
| Coreeană, R.P.D.                                                                     | Președinte etern al Comisiei Apărării Naționale                        | Kim Jong-il . | 12 aprilie 2012                       |
| Coreeană, R.P.D.                                                                     | Prim președinte al Comitetului Apărării Naționale                      | Kim Jong-un , | 13 aprilie 2012                       |
| Coreeană, R.P.D.                                                                     | Președinte etern                                                       | Kim Ir-sen , | 5 septembrie 1998                     |
| Coreeană, R.P.D.                                                                     | Președinte al Prezidiului Adunării Populare Supreme                    | Kim Yong-nam | 5 septembrie 1998                     |
| Coreeană, R.P.D.                                                                     | Premier al Cabinetului                                                 | Pak Pong-ju | 1 aprilie 2013                        |
| Costa Rica                                                                           | Președinți ai Republicii (succesivi)                                   | Luis Guillermo Solís | 8 mai 2014                            |
| Costa Rica                                                                           | Președinți ai Republicii (succesivi)                                   | Laura Chinchilla | 8 mai 2010                            |
| Croația                                                                              | Președinte al Republicii                                               | Ivo Josipovic | 18 februarie 2010                     |
| Croația                                                                              | Prim-ministru (președinte al Guvernului)                               | Zoran Milanović | 23 decembrie 2011                     |
| Cuba                                                                                 | Prim secretar al Partidului Comunist Cubanez                           | Raul Castro , | 31 iulie 2006                         |
| Cuba                                                                                 | Președinte al Consiliului de Stat                                      | Raúl Castro , | 31 iulie 2006                         |
| Cuba                                                                                 | Președinte al Consiliului de Miniștri                                  | Raúl Castro , | 31 iulie 2006                         |
| Danemarca · (vezi și : §13)                                                          | Regină                                                                 | Margareta a II-a | 14 ianuarie 1972                      |
| Danemarca · (vezi și : §13)                                                          | Prim-ministru (ministru de stat)                                       | Helle Thorning-Schmidt | 2 octombrie 2011                      |
| Djibouti                                                                             | Președinte al Republicii                                               | Ismail Omar Guelleh | 8 mai 1999                            |
| Djibouti                                                                             | Prim-ministru                                                          | Abdoulkader Kamil Mohamed | 1 aprilie 2013                        |
| Dominica                                                                             | Președinte al Commonwealth-ului                                        | Charles Savarin | 2 septembrie 2013                     |
| Dominica                                                                             | Prim-ministru                                                          | Roosevelt Skerrit | 8 ianuarie 2004                       |
| Dominicană, Republica                                                                | Președinte al Republicii                                               | Danilo Medina | 16 august 2012                        |
| Ecuador · (vezi și §13)                                                              | Președinte constituțional al Republicii                                | Rafael Correa | 15 ianuarie 2007                      |
| Egipt                                                                                | Președinți ai Republicii (succesivi)                                   | Abdel Fattah el-Sisi | 8 iulie 2014                          |
| Egipt                                                                                | Președinți ai Republicii (succesivi)                                   | Adly Mansour (interimar) | 4 iulie 2013                          |
| Egipt                                                                                | Prim-miniștri (președinți al Consiliului de Miniștri) (succesivi)      | Ibrahim Mahlab | 1 martie 2014                         |
| Egipt                                                                                | Prim-miniștri (președinți al Consiliului de Miniștri) (succesivi)      | Hazem Al Beblawi (interimar) | 16 iulie 2013                         |
| El Salvador                                                                          | Președinți ai Republicii (succesivi)                                   | Salvador Sánchez Cerén | 1 iunie 2014                          |
| El Salvador                                                                          | Președinți ai Republicii (succesivi)                                   | Mauricio Funes | 1 iunie 2009                          |
| Elveția                                                                              | Președinte al Confederației                                            | Didier Burkhalter | 1 ianuarie 2014                       |
| Emiratele Arabe Unite                                                                | Președinte                                                             | șeic Khalifa bin Zayed Al Nahyan | 3 noiembrie 2004                      |
| Emiratele Arabe Unite                                                                | Prim-ministru (președinte al Consiliului de Miniștri)                  | șeic Mohammed ben Rachid Al Maktoum | 5 ianuarie 2006                       |
| Eritreea                                                                             | Președinte al Statului                                                 | Issayas Afewerki | 24 mai 1993                           |
| Estonia · (vezi și : §15)                                                            | Președinte al Republicii                                               | Toomas Hendrik Ilves | 9 octombrie 2006                      |
| Estonia · (vezi și : §15)                                                            | Prim-miniștri (miniștri șefi) (succesivi)                              | Taavi Rõivas | 26 martie 2014                        |
| Estonia · (vezi și : §15)                                                            | Prim-miniștri (miniștri șefi) (succesivi)                              | Andrus Ansip | 13 aprilie 2005                       |
| Etiopia                                                                              | Președinte al Republicii                                               | Mulatu Teshome | 7 octombrie 2013                      |
| Etiopia                                                                              | Prim-ministru                                                          | Haile Mariam Dessalegn | 20 august 2012                        |
| Fiji                                                                                 | Președinte al Republicii                                               | Epeli Nailatikau | 30 iulie 2009                         |
| Fiji                                                                                 | Prim-ministru                                                          | Frank Bainimarama , | 11 aprilie 2009                       |
| Filipine · (vezi și : §13)                                                           | Președinte al Republicii                                               | Benigno Aquino III | 30 iunie 2010                         |
| Finlanda · (vezi și : §13)                                                           | Președinte al Republicii                                               | Sauli Niinistö | 1 martie 2012                         |
| Finlanda · (vezi și : §13)                                                           | Prim-miniștri (miniștri șefi) (succesivi)                              | Alexander Stubb | 24 iunie 2014                         |
| Finlanda · (vezi și : §13)                                                           | Prim-miniștri (miniștri șefi) (succesivi)                              | Jyrki Katainen | 22 iunie 2011                         |
| Franța (vezi și : §8)                                                                | Președinte al Republicii                                               | François Hollande | 15 mai 2012                           |
| Franța (vezi și : §8)                                                                | Prim-miniștri (succesivi)                                              | Manuel Valls | 1 aprilie 2014                        |
| Franța (vezi și : §8)                                                                | Prim-miniștri (succesivi)                                              | Jean-Marc Ayrault | 15 mai 2012                           |
| Gabon                                                                                | Președinte al Republicii                                               | Ali Bongo Ondimba | 16 octombrie 2009                     |
| Gabon                                                                                | Prim-miniștri (succesivi)                                              | Daniel Ona Ondo | 24 ianuarie 2014                      |
| Gabon                                                                                | Prim-miniștri (succesivi)                                              | Raymond Ndong Sima | 27 februarie 2012                     |
| Gambia                                                                               | Președinte al Republicii                                               | Yahya Jammeh | 22 iulie 1994                         |
| Georgia · (vezi și : §2, §13 și §15)                                                 | Președinte                                                             | Giorgi Margvelashvili | 17 noiembrie 2013                     |
| Georgia · (vezi și : §2, §13 și §15)                                                 | Prim-ministru                                                          | Irakli Garibashvili | 20 noiembrie 2013                     |
| Germania                                                                             | Președinte federal                                                     | Joachim Gauck | 18 martie 2012                        |
| Germania                                                                             | Cancelară federală                                                     | Angela Merkel | 22 noiembrie 2005                     |
| Ghana                                                                                | Președinte al Republicii                                               | John Dramani Mahama | 24 iulie 2012                         |
| Grecia · (vezi și : §13)                                                             | Președinte al Republicii                                               | Karolos Papoulias | 12 martie 2005                        |
| Grecia · (vezi și : §13)                                                             | Prim-ministru                                                          | Antonis Samaras | 20 iunie 2012                         |
| Grenada · (vezi și : §13)                                                            | Regină                                                                 | Elisabeta a II-a | 7 februarie 1974                      |
| Grenada · (vezi și : §13)                                                            | Guvernatoare generală                                                  | dame Cécile La Grenade | 7 aprilie 2013                        |
| Grenada · (vezi și : §13)                                                            | Prim-ministru                                                          | Keith Mitchell | 20 februarie 2013                     |
| Guatemala                                                                            | Președinte al Republicii                                               | Otto Pérez Molina | 14 ianuarie 2012                      |
| Guineea                                                                              | Președinte al Republicii                                               | Alpha Condé | 21 decembrie 2010                     |
| Guineea                                                                              | Prim-ministru                                                          | Mohamed Saïd Fofana | 24 decembrie 2010                     |
| Guineea-Bissau                                                                       | Președinți ai Republicii (succesivi)                                   | José Mário Vaz | 23 iunie 2014                         |
| Guineea-Bissau                                                                       | Președinți ai Republicii (succesivi)                                   | Manuel Serifo Nhamadjo (de transiție) | 11 mai 2012                           |
| Guineea-Bissau                                                                       | Prim-miniștri (succesivi)                                              | Domingos Simões Pereira | 4 iulie 2014                          |
| Guineea-Bissau                                                                       | Prim-miniștri (succesivi)                                              | Rui Duarte de Barros (de transiție) | 16 mai 2012                           |
| Guineea Ecuatorială                                                                  | Președinte al Republicii                                               | Teodoro Obiang Nguema Mbasogo , | 3 august 1979                         |
| Guineea Ecuatorială                                                                  | Prim-ministru                                                          | Vicente Ehate Tomi | 18 mai 2012                           |
| Guyana                                                                               | Președinte al Republicii                                               | Donald Ramotar | 3 decembrie 2011                      |
| Guyana                                                                               | Prim-ministru                                                          | Sam Hinds | 11 august 1999                        |
| Haiti                                                                                | Președinte al Republicii                                               | Michel Martelly | 14 mai 2011                           |
| Haiti                                                                                | Prim-miniștri (succesivi)                                              | Florence Duperval Guillaume (interimară) | 21 decembrie 2014                     |
| Haiti                                                                                | Prim-miniștri (succesivi)                                              | Laurent Lamothe | 16 mai 2012                           |
| Honduras                                                                             | Președinți ai Republicii (succesivi)                                   | Juan Orlando Hernández | 27 ianuarie 2014                      |
| Honduras                                                                             | Președinți ai Republicii (succesivi)                                   | Porfirio Lobo Sosa | 27 ianuarie 2010                      |
| India · (vezi și : §2)                                                               | Președinte al Republicii                                               | Pranab Mukherjee | 25 iulie 2012                         |
| India · (vezi și : §2)                                                               | Prim-miniștri (succesivi)                                              | Narendra Modi | 26 mai 2014                           |
| India · (vezi și : §2)                                                               | Prim-miniștri (succesivi)                                              | Manmohan Singh | 22 mai 2004                           |
| Indonezia · (vezi și : §15)                                                          | Președinți ai Republicii (succesivi)                                   | Joko Widodo | 20 octombrie 2014                     |
| Indonezia · (vezi și : §15)                                                          | Președinți ai Republicii (succesivi)                                   | Susilo Bambang Yudhoyono | 20 octombrie 2004                     |
| Iordania                                                                             | Rege                                                                   | Abdullah al II-lea | 7 februarie 1999                      |
| Iordania                                                                             | Prim-ministru (ministru președinte)                                    | Abdullah Ensour | 11 octombrie 2012                     |
| Irak · (vezi și : §3 și §13)                                                         | Președinți ai Republicii (succesivi)                                   | Fuad Masum | 24 iulie 2014                         |
| Irak · (vezi și : §3 și §13)                                                         | Președinți ai Republicii (succesivi)                                   | Jalal Talabani | 7 aprilie 2005                        |
| Irak · (vezi și : §3 și §13)                                                         | Prim-miniștri (miniștri președinți) (succesivi)                        | Haider al-Abadi | 8 septembrie 2014                     |
| Irak · (vezi și : §3 și §13)                                                         | Prim-miniștri (miniștri președinți) (succesivi)                        | Nouri al-Maliki | 20 mai 2006                           |
| Iran                                                                                 | Lider suprem                                                           | ayatollah Ali Khamenei | 4 iunie 1989                          |
| Iran                                                                                 | Președinte al Republicii                                               | hojatolislam Hassan Rouhani | 3 august 2013                         |
| Irlanda                                                                              | Președinte                                                             | Michael D. Higgins | 11 noiembrie 2011                     |
| Irlanda                                                                              | Prim-ministru (Taoiseach)                                              | Enda Kenny | 9 martie 2011                         |
| Islanda                                                                              | Președinte                                                             | Ólafur Ragnar Grímsson | 1 august 1996                         |
| Islanda                                                                              | Prim-ministru (ministru președinte)                                    | Sigmundur Davíð Gunnlaugsson | 24 mai 2013                           |
| Israel · (vezi și : §2)                                                              | Președinți ai Statului (succesivi)                                     | Reuven Rivlin | 24 iulie 2014                         |
| Israel · (vezi și : §2)                                                              | Președinți ai Statului (succesivi)                                     | Shimon Peres | 15 iulie 2007                         |
| Israel · (vezi și : §2)                                                              | Prim-ministru (șef al guvernului)                                      | Beniamin Netaniahu | 31 martie 2009                        |
| Italia                                                                               | Președinte al Republicii                                               | Giorgio Napolitano | 15 mai 2006                           |
| Italia                                                                               | Președinți ai Consiliului de Miniștri (succesivi)                      | Matteo Renzi | 22 februarie 2014                     |
| Italia                                                                               | Președinți ai Consiliului de Miniștri (succesivi)                      | Enrico Letta | 28 aprilie 2013                       |
| Jamaica                                                                              | Regină                                                                 | Elisabeta a II-a | 6 august 1962                         |
| Jamaica                                                                              | Guvernator general                                                     | sir Patrick Allen | 26 februarie 2009                     |
| Jamaica                                                                              | Prim-ministru                                                          | Portia Simpson-Miller | 5 ianuarie 2012                       |
| Japonia                                                                              | Împărat                                                                | Akihito | 7 ianuarie 1989                       |
| Japonia                                                                              | Prim-ministru                                                          | Shinzō Abe , | 26 decembrie 2012                     |
| Kazahstan                                                                            | Președinte al Republicii                                               | Nursultan Nazarbaev | 24 aprilie 1990                       |
| Kazahstan                                                                            | Prim-miniștri (succesivi)                                              | Karim Massimov | 2 aprilie 2014                        |
| Kazahstan                                                                            | Prim-miniștri (succesivi)                                              | Serik Akhmetov | 24 septembrie 2012                    |
| Kârgâzstan                                                                           | Președinte al Republicii                                               | Almazbek Atambaïev | 30 octombrie 2011                     |
| Kârgâzstan                                                                           | Prim-miniștri (succesivi)                                              | Djoomart Otorbaev | 25 martie 2014                        |
| Kârgâzstan                                                                           | Prim-miniștri (succesivi)                                              | Zhantoro Satybaldiyev | 5 septembrie 2012                     |
| Kenya                                                                                | Președinte al Republicii                                               | Uhuru Kenyatta | 9 aprilie 2013                        |
| Kiribati                                                                             | Președinte al Republicii                                               | Anote Tong | 10 iulie 2003                         |
| Kuweit                                                                               | Emir                                                                   | șeic Sabah Al-Ahmad Al-Jaber Al-Sabah , | 24 ianuarie 2006                      |
| Kuweit                                                                               | Prim-ministru (ministru președinte)                                    | șeic Jaber Al-Mubarak Al-Hamad Al-Sabah | 4 decembrie 2011                      |
| Laos                                                                                 | Secretar general al Partidului Popular Revoluționar Laoțian            | Choummaly Sayasone | 21 martie 2006                        |
| Laos                                                                                 | Președinte al Republicii                                               | Choummaly Sayasone | 8 iunie 2006                          |
| Laos                                                                                 | Prim-ministru                                                          | Thongsing Thammavong | 23 decembrie 2010                     |
| Lesotho                                                                              | Rege (Marena)                                                          | Letsie al III-lea | 7 februarie 1996                      |
| Lesotho                                                                              | Prim-miniștri (Tona-Kholo)                                             | Mothetjoa Metsing (interimar) | 31 august 2014 - 3 septembrie 2014    |
| Lesotho                                                                              | Prim-miniștri (Tona-Kholo)                                             | Tom Thabane | 8 iunie 2012                          |
| Letonia                                                                              | Președinte al Republicii                                               | Andris Bērziņš | 8 iulie 2011                          |
| Letonia                                                                              | Prim-miniștri (miniștri președinți) (succesivi)                        | Laimdota Straujuma | 22 ianuarie 2014                      |
| Letonia                                                                              | Prim-miniștri (miniștri președinți) (succesivi)                        | Valdis Dombrovskis | 12 martie 2009                        |
| Liban                                                                                | Președinți ai Republicii (succesivi)                                   | Tammam Salam , (interimar) | 25 mai 2014                           |
| Liban                                                                                | Președinți ai Republicii (succesivi)                                   | Michel Sleiman | 25 mai 2008                           |
| Liban                                                                                | Președinți ai Consiliului de Miniștri (succesivi)                      | Tammam Salam | 15 februarie 2014                     |
| Liban                                                                                | Președinți ai Consiliului de Miniștri (succesivi)                      | Najib Mikati | 13 iunie 2011                         |
| Liberia                                                                              | Președintă al Republicii                                               | Ellen Johnson Sirleaf | 16 ianuarie 2006                      |
| Libia · (vezi și : §15)                                                              | Șefi de stat (succesivi)                                               | Aguila Salah Issa , (președinte al Camerei Reprezentanților-Guvernul Provizoriu (al Camerei Reprezentanților) ) (corevendicator ȋncepȃnd cu 25 august 2014)                                             | 5 august 2014                         |
| Libia · (vezi și : §15)                                                              | Șefi de stat (succesivi)                                               | Abu Bakr Baira (președinte al Camerei Reprezentanților) (interimar) | 4 august 2014                         |
| Libia · (vezi și : §15)                                                              | Șefi de stat (succesivi)                                               | Nouri Abusahmain , (președinte al Congresului Național General) | 5 iunie 2013                          |
| Libia · (vezi și : §15)                                                              | Prim-miniștri (miniștri președinți) (succesivi)                        | Ahmed Maiteeq (corevendicator din 4 mai 2014 până în 9 iunie 2014) | 4 mai 2014 - 9 iunie 2014             |
| Libia · (vezi și : §15)                                                              | Prim-miniștri (miniștri președinți) (succesivi)                        | Abdullah al-Thani , [prim-ministru (ministru președinte) al Guvernului Provizoriu (al Camerei Reprezentanților) ] (corevendicator începând cu 6 septembrie 2014 și din 4 mai 2014 până în 9 iunie 2014) | 11 martie 2014                        |
| Libia · (vezi și : §15)                                                              | Prim-miniștri (miniștri președinți) (succesivi)                        | Ali Zeidan | 31 octombrie 2012                     |
| Liechtenstein                                                                        | Prinți suverani                                                        | Alois (regent) | 15 august 2004                        |
| Liechtenstein                                                                        | Prinți suverani                                                        | Hans Adam al II-lea . (prinț suveran) | 13 noiembrie 1989                     |
| Liechtenstein                                                                        | Șef al guvernului                                                      | Adrian Hasler | 27 martie 2013                        |
| Lituania                                                                             | Președintă a Republicii                                                | Dalia Grybauskaitė | 12 iulie 2009                         |
| Lituania                                                                             | Prim-ministru (ministru președinte)                                    | Algirdas Butkevičius | 12 decembrie 2012                     |
| Luxemburg                                                                            | Mare Duce                                                              | Henric | 7 octombrie 2000                      |
| Luxemburg                                                                            | Prim-ministru                                                          | Xavier Bettel | 4 decembrie 2013                      |
| Macedonia <                                                                          | Președinte al Republicii                                               | Gjorge Ivanov | 12 mai 2009                           |
| Macedonia <                                                                          | Prim-ministru (președinte al guvernului)                               | Nikola Gruevski | 27 august 2006                        |
| Madagascar                                                                           | Șefi de stat (succesivi)                                               | Hery Rajaonarimampianina (președinte al Republicii) | 25 ianuarie 2014                      |
| Madagascar                                                                           | Șefi de stat (succesivi)                                               | Andry Rajoelina (președinte al Înaltei Autorități de Tranziție) | 17 martie 2009                        |
| Madagascar                                                                           | Prim-miniștri (succesivi)                                              | Roger Kolo | 16 aprilie 2014                       |
| Madagascar                                                                           | Prim-miniștri (succesivi)                                              | Omer Beriziky (de tranziție) | 2 noiembrie 2011                      |
| Malaezia                                                                             | Șef de stat (Yang di-Pertuan Agong)                                    | Abdul Halim Muadzam Shah | 13 decembrie 2011                     |
| Malaezia                                                                             | Prim-ministru                                                          | datuk seri Najib Tun Razak | 3 aprilie 2009                        |
| Malawi                                                                               | Președinți ai Republicii (succesivi)                                   | Peter Mutharika | 31 mai 2014                           |
| Malawi                                                                               | Președinți ai Republicii (succesivi)                                   | Joyce Banda | 7 aprile 2012                         |
| Maldive                                                                              | Președinte al Republicii                                               | Abdulla Yameen | 17 noiembre 2013                      |
| Mali                                                                                 | Președinte al Republicii                                               | Ibrahim Boubacar Keita | 4 septembrie 2013                     |
| Mali                                                                                 | Prim-miniștri (miniștri șefi) (succesivi)                              | Moussa Mara | 5 aprilie 2014                        |
| Mali                                                                                 | Prim-miniștri (miniștri șefi) (succesivi)                              | Oumar Tatam Ly | 5 septembrie 2013                     |
| Malta                                                                                | Președinți ai Republicii (succesivi)                                   | Marie Louise Coleiro Preca | 4 aprilie 2014                        |
| Malta                                                                                | Președinți ai Republicii (succesivi)                                   | George Abela | 4 aprilie 2009                        |
| Malta                                                                                | Prim-ministru                                                          | Joseph Muscat | 11 martie 2013                        |
| Maroc · (vezi și : §2)                                                               | Rege                                                                   | Mohammed al VI-lea | 23 iulie 1999                         |
| Maroc · (vezi și : §2)                                                               | Șef al guvernului                                                      | Abdelilah Benkirane | 29 noiembrie 2011                     |
| Marshall, Insulele                                                                   | Președinte al Republicii                                               | Christopher Loeak | 10 ianuarie 2012                      |
| Mauritania                                                                           | Președinte al Republicii                                               | Mohamed Ould Abdel Aziz , | 5 august 2009                         |
| Mauritania                                                                           | Prim-miniștri (succesivi)                                              | Yahya Ould Hademine | 20 august 2014                        |
| Mauritania                                                                           | Prim-miniștri (succesivi)                                              | Moulaye Ould Mohamed Laghdhaf | 14 august 2008                        |
| Mauritius · (vezi și : §13)                                                          | Președinte al Republicii                                               | Rajkeswur Purryag | 21 iulie 2012                         |
| Mauritius · (vezi și : §13)                                                          | Prim-miniștri (succesivi)                                              | Anerood Jugnauth | 17 decembrie 2014                     |
| Mauritius · (vezi și : §13)                                                          | Prim-miniștri (succesivi)                                              | Navin Ramgoolam , | 5 iulie 2005                          |
| Mexic                                                                                | Președinte al Statelor Unite Mexicane                                  | Enrique Peña Nieto | 1 decembrie 2012                      |
| Micronezia                                                                           | Președinte al Republicii (și șef al Guvernului)                        | Manny Mori | 11 mai 2007                           |
| Moldova, Republica (vezi și: §3 și §13)                                              | Președinte al Republicii                                               | Nicolae Timofti | 23 martie 2012                        |
| Moldova, Republica (vezi și: §3 și §13)                                              | Prim-ministru                                                          | Iurie Leancă | 30 mai 2013                           |
| Monaco                                                                               | Prinț suveran                                                          | Albert al II-lea | 6 aprilie 2005                        |
| Monaco                                                                               | Ministru de stat (prim-ministru)                                       | Michel Roger | 29 martie 2010                        |
| Mongolia                                                                             | Președinte al Republicii                                               | Tsakhiagiyn Elbegdorj | 18 iunie 2009                         |
| Mongolia                                                                             | Prim-miniștri (succesivi)                                              | Chimediin Saikhanbileg | 21 noiembrie 2014                     |
| Mongolia                                                                             | Prim-miniștri (succesivi)                                              | Dendev Terbishdagda (interimar) | 5 noiembrie 2014                      |
| Mongolia                                                                             | Prim-miniștri (succesivi)                                              | Norovyn Altankhuyag | 10 august 2012                        |
| Mozambic                                                                             | Președinte al Republicii                                               | Armando Guebuza | 2 februarie 2005                      |
| Mozambic                                                                             | Prim-ministru                                                          | Alberto Vaquina | 8 octombrie 2012                      |
| Muntenegru                                                                           | Președinte                                                             | Filip Vujanović , | 22 mai 2003                           |
| Muntenegru                                                                           | Prim-ministru (premier)                                                | Milo Đukanović | 4 decembrie 2012                      |
| Namibia                                                                              | Președinte al Republicii                                               | Hifikepunye Pohamba | 21 martie 2005                        |
| Namibia                                                                              | Prim-ministru                                                          | Hage Geingob | 4 decembrie 2012                      |
| Nauru                                                                                | Președinte al Republicii                                               | Baron Waqa | 11 iunie 2013                         |
| Nepal                                                                                | Președinte                                                             | Ram Baran Yadav | 23 iulie 2008                         |
| Nepal                                                                                | Prim-miniștri (succesivi)                                              | Bam Dev Gautam (interimar) | 16 iunie 2014 - 22 iulie 2014         |
| Nepal                                                                                | Prim-miniștri (succesivi)                                              | Sushil Koirala | 11 februarie 2014                     |
| Nepal                                                                                | Prim-miniștri (succesivi)                                              | Khil Raj Regmi (interimar) | 13 martie 2013                        |
| Nicaragua                                                                            | Președinte al Republicii                                               | Daniel Ortega | 10 ianuarie 2007                      |
| Niger                                                                                | Președinte                                                             | Mahamadou Issoufou | 7 aprilie 2011                        |
| Niger                                                                                | Prim-ministru                                                          | Brigi Rafini | 7 aprilie 2011                        |
| Nigeria                                                                              | Președinte al Republicii                                               | Goodluck Jonathan | 9 februarie 2010                      |
| Norvegia · (vezi și : §9)                                                            | Rege                                                                   | Harald al V-lea, | 17 ianuarie 1991                      |
| Norvegia · (vezi și : §9)                                                            | Prim-ministru (ministru de stat)                                       | Erna Solberg | 16 octombrie 2013                     |
| Noua Zeelandă · (vezi și : §10)                                                      | Regină                                                                 | Elisabeta a II-a | 6 februarie 1952                      |
| Noua Zeelandă · (vezi și : §10)                                                      | Guvernator general                                                     | sir Jerry Mateparae | 31 august 2011                        |
| Noua Zeelandă · (vezi și : §10)                                                      | Prim-ministru                                                          | John Key | 19 noiembrie 2008                     |
| Oman                                                                                 | Sultan                                                                 | Qaboos bin Said Al Said | 23 iulie 1970                         |
| Oman                                                                                 | Prim-ministru                                                          | Qaboos bin Said Al Said | 2 ianuarie 1972                       |
| Pakistan · (vezi și : §2, §4 și §13)                                                 | Președinte al Republicii                                               | Mamnoon Hussain | 9 septembrie 2013                     |
| Pakistan · (vezi și : §2, §4 și §13)                                                 | Prim-ministru (mare vizir)                                             | Nawaz Sharif | 5 iunie 2013                          |
| Palau                                                                                | Președinte al Republicii                                               | Tommy Remengesau , | 17 ianuarie 2013                      |
| Panama                                                                               | Președinți ai Republicii (succesivi)                                   | Juan Carlos Varela | 1 iulie 2014                          |
| Panama                                                                               | Președinți ai Republicii (succesivi)                                   | Ricardo Martinelli | 1 iulie 2009                          |
| Papua Noua Guinee · (vezi și : §13)                                                  | Regină                                                                 | Elisabeta a II-a | 16 septembrie 1975                    |
| Papua Noua Guinee · (vezi și : §13)                                                  | Guvernator general                                                     | sir Michael Ogio , | 20 decembrie 2010                     |
| Papua Noua Guinee · (vezi și : §13)                                                  | Prim-ministru                                                          | Peter O’Neill , | 2 august 2011                         |
| Paraguay                                                                             | Președinte al Republicii                                               | Horacio Cartes | 15 august 2013                        |
| Peru                                                                                 | Președinte al Republicii                                               | Ollanta Humala | 28 iulie 2011                         |
| Peru                                                                                 | Președinți ai Consiliului de Miniștri (succesivi)                      | Ana Jara Velásquez | 22 iulie 2014                         |
| Peru                                                                                 | Președinți ai Consiliului de Miniștri (succesivi)                      | René Cornejo | 24 februarie 2014                     |
| Peru                                                                                 | Președinți ai Consiliului de Miniștri (succesivi)                      | César Villanueva | 31 octombrie 2013                     |
| Polonia                                                                              | Președinte al Republicii                                               | Bronisław Komorowski | 6 august 2010                         |
| Polonia                                                                              | Prim-miniștri (președinți ai Consiliului de Miniștri) (succesivi)      | Ewa Kopacz | 22 septembrie 2014                    |
| Polonia                                                                              | Prim-miniștri (președinți ai Consiliului de Miniștri) (succesivi)      | Donald Tusk | 16 noiembrie 2007                     |
| Portugalia · (vezi și : §13)                                                         | Președinte al Republicii                                               | Aníbal Cavaco Silva | 9 martie 2006                         |
| Portugalia · (vezi și : §13)                                                         | Prim-ministru                                                          | Pedro Passos Coelho | 21 iunie 2011                         |
| Qatar                                                                                | Emir                                                                   | șeic Tamim bin Hamad Al Thani | 25 iunie 2013                         |
| Qatar                                                                                | Prim-ministru (ministru președinte)                                    | șeic Abdullah bin Nasser bin Khalifa Al Thani | 26 iunie 2013                         |
| Regatul Unit (vezi și : §6)                                                          | Regină                                                                 | Elisabeta a II-a | 6 februarie 1952                      |
| Regatul Unit (vezi și : §6)                                                          | Prim-ministru                                                          | David Cameron | 11 mai 2010                           |
| România                                                                              | Președinți (succesivi)                                                 | Klaus Iohannis | 21 decembrie 2014                     |
| România                                                                              | Președinți (succesivi)                                                 | Traian Băsescu , | 20 decembrie 2004                     |
| România                                                                              | Prim-ministru                                                          | Victor Ponta | 7 mai 2012                            |
| Rusia · (vezi și : §15)                                                              | Președinte al Federației                                               | Vladimir Putin | 7 mai 2012                            |
| Rusia · (vezi și : §15)                                                              | Prim-ministru (președinte al Guvernului)                               | Dmitri Medvedev | 8 mai 2012                            |
| Rwanda                                                                               | Președinte al Republicii                                               | Paul Kagame | 24 martie 2000                        |
| Rwanda                                                                               | Prim-miniștri (succesivi)                                              | Anastase Murekezi | 23 iulie 2014                         |
| Rwanda                                                                               | Prim-miniștri (succesivi)                                              | Pierre-Damien Habumuremyi | 7 octobrie 2011                       |
| Samoa                                                                                | Șef al statului (O le Ao o le Malo)                                    | tuimaleali'ifano Tupua Tamasese Tupuola Tufuga Efi | 20 iunie 2007                         |
| Samoa                                                                                | Prim-ministru (Palemia o le Malo)                                      | Tuilaepa Sailele Malielegaoi | 23 noiembrie 1998                     |
| San Marino                                                                           | Căpitani regenți (succesivi)                                           | Gian Franco Terenzi și Guerrino Zanotti | 1 octombrie 2014                      |
| San Marino                                                                           | Căpitani regenți (succesivi)                                           | Valeria Ciavatta și Luca Beccari | 1 apriie 2014                         |
| San Marino                                                                           | Căpitani regenți (succesivi)                                           | Gian Carlo Capicchioni și Annamaria Muccioli | 1 octombrie 2013                      |
| São Tomé și Príncipe · (vezi și : §13)                                               | Președinte al Republicii                                               | Manuel Pinto da Costa | 3 septembrie 2011                     |
| São Tomé și Príncipe · (vezi și : §13)                                               | Prim-miniștri (succesivi)                                              | Patrice Trovoada , | 12 decembrie 2012                     |
| São Tomé și Príncipe · (vezi și : §13)                                               | Prim-miniștri (succesivi)                                              | Gabriel Costa | 12 decembrie 2012                     |
| Senegal                                                                              | Președinte al Republicii                                               | Macky Sall | 2 aprilie 2012                        |
| Senegal                                                                              | Prim-miniștri (succesivi)                                              | Mohamed Ben Abdallah Dionne | 6 iulie 2014                          |
| Senegal                                                                              | Prim-miniștri (succesivi)                                              | Aminata Touré | 1 septembrie 2013                     |
| Serbia · (vezi și : §2 și §15)                                                       | Președinte al Republicii                                               | Tomislav Nikolić | 31 mai 2012                           |
| Serbia · (vezi și : §2 și §15)                                                       | Prim-miniștri (președinți ai guvernului) (succesivi)                   | Aleksandar Vučić | 27 aprilie 2014                       |
| Serbia · (vezi și : §2 și §15)                                                       | Prim-miniștri (președinți ai guvernului) (succesivi)                   | Ivica Dačić | 27 iulie 2012                         |
| Seychelles                                                                           | Președinte al Republicii                                               | James Michel | 14 aprilie 2004                       |
| Sfânta Lucia · (Saint Lucia)                                                         | Regină                                                                 | Elisabeta a II-a | 22 februarie 1979                     |
| Sfânta Lucia · (Saint Lucia)                                                         | Guvernatoare generală                                                  | dame Pearlette Louisy | 17 septembre 1997                     |
| Sfânta Lucia · (Saint Lucia)                                                         | Prim-ministru                                                          | Kenny Anthony | 30 noiembrie 2011                     |
| Sfântul Cristofor și Nevis · [Saint Kitts (Christopher) and Nevis] · (vezi și : §13) | Regină                                                                 | Elisabeta a II-a | 19 septembrie 1983                    |
| Sfântul Cristofor și Nevis · [Saint Kitts (Christopher) and Nevis] · (vezi și : §13) | Guvernator general                                                     | sir Edmund Lawrence | 2 ianuarie 2013                       |
| Sfântul Cristofor și Nevis · [Saint Kitts (Christopher) and Nevis] · (vezi și : §13) | Prim-ministru                                                          | Denzil Douglas | 6 iulie 1995                          |
| Sfântul Vincențiu și Grenadinele (Saint Vincent and the Grenadines)                  | Regină                                                                 | Elisabeta a II-a | 27 octombrie 1979                     |
| Sfântul Vincențiu și Grenadinele (Saint Vincent and the Grenadines)                  | Guvernator general                                                     | sir Frederick Ballantyne | 2 septembrie 2002                     |
| Sfântul Vincențiu și Grenadinele (Saint Vincent and the Grenadines)                  | Prim-ministru                                                          | Ralph Gonsalves | 29 martie 2001                        |
| Sierra Leone                                                                         | Președinte al Republicii                                               | Ernest Bai Koroma | 17 septembrie 2007                    |
| Singapore                                                                            | Președinte al Republicii                                               | Tony Tan Keng Yam | 1 septembrie 2011                     |
| Singapore                                                                            | Prim-miniștri                                                          | Lee Hsien Loong | 12 august 2004                        |
| Siria · (vezi și : §3 și §15)                                                        | Președinte al Republicii                                               | Bashar al-Assad | 17 iulie 2000                         |
| Siria · (vezi și : §3 și §15)                                                        | Prim-ministru (ministru președinte)                                    | Wael Al-Halqi | 9 august 2012                         |
| Slovacia                                                                             | Președinți ai Republicii (succesivi)                                   | Andrej Kiska | 15 iunie 2014                         |
| Slovacia                                                                             | Președinți ai Republicii (succesivi)                                   | Ivan Gašparovič | 15 iunie 2004                         |
| Slovacia                                                                             | Prim-ministru (președinte al guvernului)                               | Robert Fico | 4 aprilie 2012                        |
| Slovenia                                                                             | Președinte al Republicii                                               | Borut Pahor | 22 decembrie 2012                     |
| Slovenia                                                                             | Prim-miniștri (președinți ai guvernului) (succesivi)                   | Miro Cerar | 18 septembrie 2014                    |
| Slovenia                                                                             | Prim-miniștri (președinți ai guvernului) (succesivi)                   | Alenka Bratušek | 20 martie 2013                        |
| \| Solomon, Insulele                                                                 | Regină                                                                 | Elisabeta a II-a | 7 iulie 1978                          |
| \| Solomon, Insulele                                                                 | Guvernator general                                                     | sir Frank Kabui | 7 iulie 2009                          |
| \| Solomon, Insulele                                                                 | Prim-miniștri (succesivi)                                              | Manasseh Sogavare | 9 decembrie 2014                      |
| \| Solomon, Insulele                                                                 | Prim-miniștri (succesivi)                                              | Gordon Darcy Lilo | 16 noiembrie 2011                     |
| Somalia · (vezi și : §3, §13 și §15)                                                 | Președinte al Republicii federale                                      | Hassan Sheikh Mohamoud | 10 septembrie 2012                    |
| Somalia · (vezi și : §3, §13 și §15)                                                 | Prim-miniștri (succesivi)                                              | Omar Abdirashid Ali Sharmarke | 24 decembrie 2014                     |
| Somalia · (vezi și : §3, §13 și §15)                                                 | Prim-miniștri (succesivi)                                              | Abdiweli Sheikh Ahmed | 12 decembrie 2013                     |
| Spania · (vezi și : §13)                                                             | Regi (succesivi)                                                       | Felipe al VI-lea | 17 iunie 2014                         |
| Spania · (vezi și : §13)                                                             | Regi (succesivi)                                                       | Juan Carlos I | 22 noiembrie 1975                     |
| Spania · (vezi și : §13)                                                             | Președinte al Guvernului                                               | Mariano Rajoy | 21 decembrie 2011                     |
| Sri Lanka                                                                            | Președinte al Republicii                                               | Mahinda Rajapaksa | 19 noiembrie 2005                     |
| Sri Lanka                                                                            | Prim-ministru                                                          | D. M. Jayaratne | 21 aprilie 2010                       |
| Statele Unite ale Americii · (vezi și : §11)                                         | Președinte                                                             | Barack Obama | 20 ianuarie 2009                      |
| Sudan                                                                                | Președinte al Republicii                                               | Omar Hasan Ahmad al-Bashir | 30 iunie 1989                         |
| Sudanul de Sud                                                                       | Președinte al Republicii                                               | Salva Kir Mayardit | 9 iulie 2011                          |
| Suedia                                                                               | Rege                                                                   | Carl al XVI-lea Gustaf | 19 septembrie 1973                    |
| Suedia                                                                               | Prim-miniștri (miniștri de stat) (succesivi)                           | Stefan Löfven | 3 octombrie 2014                      |
| Suedia                                                                               | Prim-miniștri (miniștri de stat) (succesivi)                           | Fredrik Reinfeldt | 6 octombrie 2006                      |
| Surinam                                                                              | Președinte                                                             | Dési Bouterse | 12 august 2010                        |
| Surinam                                                                              | Vicepreședinte                                                         | Robert Ameerali | 12 august 2010                        |
| Swaziland                                                                            | Șef al statului [rege (iNgwenyama)]                                    | Mswati al III-lea | 25 aprilie 1986                       |
| Swaziland                                                                            | Prim-ministru (Ndvunankhulu)                                           | Barnabas Sibusiso Dlamini | 23 octombrie 2008                     |
| Tadjikistan · (Vezi și: §13)                                                         | Președinte al Trpublicii                                               | Emomali Rahmon | 19 noiembrie 1992                     |
| Tadjikistan · (Vezi și: §13)                                                         | Prim-ministru                                                          | Kokhir Rasulzoda | 23 noiembrie 2013                     |
| Tanzania · (vezi și : §13)                                                           | Președinte al Republicii                                               | Jakaya Mrisho Kikwete | 21 decembrie 2005                     |
| Tanzania · (vezi și : §13)                                                           | Prim-ministru (ministru șef)                                           | Mizengo Pinda | 9 februarie 2008                      |
| Thailanda                                                                            | Rege                                                                   | Bhumibol Adulyadej | 9 iunie 1946                          |
| Thailanda                                                                            | Prim-miniștri (miniștri de stat șefi) (succesivi)                      | gen. Prayuth Chan-ocha | 22 mai 2014                           |
| Thailanda                                                                            | Prim-miniștri (miniștri de stat șefi) (succesivi)                      | Niwatthamrong Boonsongpaisan (interimar) | 7 mai 2014                            |
| Thailanda                                                                            | Prim-miniștri (miniștri de stat șefi) (succesivi)                      | Yingluck Shinawatra | 8 august 2011                         |
| Timorul de Est                                                                       | Președinte al Republicii                                               | Taur Matan Ruak | 20 mai 2012                           |
| Timorul de Est                                                                       | Prim-ministru                                                          | Xanana Gusmão | 8 august 2007                         |
| Togo                                                                                 | Președinte al Republicii                                               | Faure Eyadéma , | 4 mai 2005                            |
| Togo                                                                                 | Prim-ministru                                                          | Kwesi Ahoomey-Zunu | 23 iulie 2012                         |
| Tonga                                                                                | Rege                                                                   | Tupou al VI-lea | 18 martie 2012                        |
| Tonga                                                                                | Primi-miniștri (premieri) (succesivi)                                  | ʻAkilisi Pohiva | 30 decembrie 2014                     |
| Tonga                                                                                | Primi-miniștri (premieri) (succesivi)                                  | Sialeʻataongo Tuʻivakanō | 22 decembrie 2010                     |
| Trinidad și Tobago (vezi și : §13)                                                   | Președinte al Republicii                                               | Anthony Carmona | 18 martie 2013                        |
| Trinidad și Tobago (vezi și : §13)                                                   | Prim-ministru                                                          | Kamla Persad-Bissessar | 26 mai 2010                           |
| Tunisia                                                                              | Președinți ai Republicii (succesivi)                                   | Béji Caïd Essebsi | 31 decembrie 2014                     |
| Tunisia                                                                              | Președinți ai Republicii (succesivi)                                   | Moncef Marzouki | 13 decembrie 2011                     |
| Tunisia                                                                              | Șefi ai guvernului (succesivi)                                         | Mehdi Jomaa (interimar) | 29 ianuarie 2014                      |
| Tunisia                                                                              | Șefi ai guvernului (succesivi)                                         | Ali Laarayedh | 14 martie 2013                        |
| Turcia                                                                               | Președinți ai Republicii (succesivi)                                   | Recep Tayyip Erdoğan | 28 august 2014                        |
| Turcia                                                                               | Președinți ai Republicii (succesivi)                                   | Abdullah Gül | 28 august 2007                        |
| Turcia                                                                               | Prim-miniștri (succesivi)                                              | Ahmet Davutoğlu | 28 august 2014                        |
| Turcia                                                                               | Prim-miniștri (succesivi)                                              | Recep Tayyip Erdoğan | 14 martie 2003                        |
| Turkmenistan                                                                         | Președinte                                                             | Gurbangulî Berdimuhamedov | 21 decembrie 2006                     |
| Tuvalu                                                                               | Regină                                                                 | Elisabeta a II-a | 1 octombrie 1978                      |
| Tuvalu                                                                               | Guvernator general                                                     | sir Iakoba Italeli | 16 aprilie 2010                       |
| Tuvalu                                                                               | Prim-ministru (Ulu o te Malo)                                          | Enele Sopoaga , | 1 august 2013                         |
| Țările de Jos · (vezi și : §11)                                                      | Rege                                                                   | Willem-Alexander | 30 aprilie 2013                       |
| Țările de Jos · (vezi și : §11)                                                      | Prim-ministru (ministru președinte)                                    | Mark Rutte | 14 octombrie 2010                     |
| Ucraina · (vezi și: §2, §3, §13 și §15)                                              | Președinți (succesivi)                                                 | Petro Poroshenko | 7 iunie 2014                          |
| Ucraina · (vezi și: §2, §3, §13 și §15)                                              | Președinți (succesivi)                                                 | Oleksandr Turchynov (interimar) | 23 februarie 2014                     |
| Ucraina · (vezi și: §2, §3, §13 și §15)                                              | Președinți (succesivi)                                                 | Viktor Ianukovici | 25 februarie 2010                     |
| Ucraina · (vezi și: §2, §3, §13 și §15)                                              | Prim-miniștri (succesivi)                                              | Volodymyr Groysman (interimar) | 24 iulie 2014 - 31 iulie 2014         |
| Ucraina · (vezi și: §2, §3, §13 și §15)                                              | Prim-miniștri (succesivi)                                              | Arseniy Yatsenyuk | 27 februarie 2014                     |
| Ucraina · (vezi și: §2, §3, §13 și §15)                                              | Prim-miniștri (succesivi)                                              | Oleksandr Turchynov (interimar) | 22 februarie 2014                     |
| Ucraina · (vezi și: §2, §3, §13 și §15)                                              | Prim-miniștri (succesivi)                                              | Serhiy Arbuzov (interimar) | 28 ianuarie 2014                      |
| Ucraina · (vezi și: §2, §3, §13 și §15)                                              | Prim-miniștri (succesivi)                                              | Mykola Azarov | 11 martie 2010                        |
| Uganda                                                                               | Președinte al Republicii                                               | Yoweri Museveni | 26 ianuarie 1986                      |
| Uganda                                                                               | Prim-miniștri (succesivi)                                              | Ruhakana Rugunda | 18 septembrie 2014                    |
| Uganda                                                                               | Prim-miniștri (succesivi)                                              | Amama Mbabazi | 25 mai 2011                           |
| Ungaria                                                                              | Președinte al Republicii                                               | János Áder | 10 mai 2012                           |
| Ungaria                                                                              | Prim-ministru (ministru președinte)                                    | Viktor Orbán | 29 mai 2010                           |
| Uruguay                                                                              | Președinte al Republicii                                               | José Mujica | 1 martie 2010                         |
| Uzbekistan · (vezi și : §13)                                                         | Președinte al Republicii                                               | Islam Karimov | 24 martie 1990                        |
| Uzbekistan · (vezi și : §13)                                                         | Prim-ministru                                                          | Shavkat Mirziyoyev | 12 decembrie 2003                     |
| Vanuatu                                                                              | Președinți ai Republicii (succesivi)                                   | Baldwin Lonsdale | 22 septembrie 2014                    |
| Vanuatu                                                                              | Președinți ai Republicii (succesivi)                                   | Philip Boedoro (interimar) | 2 septembrie 2014                     |
| Vanuatu                                                                              | Președinți ai Republicii (succesivi)                                   | Iolu Abil | 2 septembrie 2009                     |
| Vanuatu                                                                              | Prim-miniștri (succesivi)                                              | Joe Natuman | 15 mai 2014                           |
| Vanuatu                                                                              | Prim-miniștri (succesivi)                                              | Moana Carcasses Kalosil | 23 martie 2013                        |
| Vatican / Sfântul Scaun                                                              | Suveran / Papă                                                         | Francisc | 13 martie 2013                        |
| Vatican / Sfântul Scaun                                                              | Președinte al Guvernoratului (șef al guvernului Statului Oraș Vatican) | cardinal Giuseppe Bertello | 1 octombrie 2011                      |
| Vatican / Sfântul Scaun                                                              | Secretar de stat (prim-ministru al Sfântului Scaun)                    | cardinal Pietro Parolin | 15 octombrie 2013                     |
| Venezuela                                                                            | Președinte al Republicii                                               | Nicolás Maduro , | 5 martie 2013                         |
| Venezuela                                                                            | Vicepreședinte executiv                                                | Jorge Arreaza | 8 martie 2013                         |
| Vietnam                                                                              | Secretar general al Partidului Comunist Vietnamez                      | Nguyen Phu Trong | 19 ianuarie 2011                      |
| Vietnam                                                                              | Președinte al Republicii                                               | Truong Tan Sang | 25 iulie 2011                         |
| Vietnam                                                                              | Prim-ministru (premier al Guvernului)                                  | Nguyen Tan Dung | 27 iunie 2006                         |
| Yemen                                                                                | Președinte al Republicii                                               | Abd Rabbuh Mansur Hadi | 25 februarie 2012                     |
| Yemen                                                                                | Prim-miniștri (miniștri președinți) (succesivi)                        | Khaled Bahah | 9 noiembrie 2014                      |
| Yemen                                                                                | Prim-miniștri (miniștri președinți) (succesivi)                        | Abdullah Mohsen al-Akwa (interimar) | 21 septembrie 2014 - 9 noiembrie 2014 |
| Yemen                                                                                | Prim-miniștri (miniștri președinți) (succesivi)                        | Mohammed Basindawaa | 10 decembrie 2011                     |
| Zambia                                                                               | Președinți ai Republicii (succesivi)                                   | Guy Scott (interimar) | 28 octombrie 2014                     |
| Zambia                                                                               | Președinți ai Republicii (succesivi)                                   | Michael Sata | 23 septembrie 2011                    |
| Zimbabwe                                                                             | Președinte al Republicii                                               | Robert Mugabe | 31 decembrie 1987                     |

## State independente recunoscute parțial
| Statul și statutul                                                                                  | Separat din                                 | Funcția                                                                         | Numele                      | Începând cu        |
| --------------------------------------------------------------------------------------------------- | ------------------------------------------- | ------------------------------------------------------------------------------- | --------------------------- | ------------------ |
| Abhazia (Stat secesionist prorus, fostă republică autonomă) (vezi și : §15)                         | Georgia                                     | Președinți (succesivi)                                                          | Raul Khadjimba              | 25 septembrie 2014 |
| Abhazia (Stat secesionist prorus, fostă republică autonomă) (vezi și : §15)                         | Georgia                                     | Președinți (succesivi)                                                          | Valery Bganba (interimar)   | 31 mai 2014        |
| Abhazia (Stat secesionist prorus, fostă republică autonomă) (vezi și : §15)                         | Georgia                                     | Președinți (succesivi)                                                          | Aleksandr Ankvab ,          | 7 februarie 2011   |
| Abhazia (Stat secesionist prorus, fostă republică autonomă) (vezi și : §15)                         | Georgia                                     | Prim-miniștri (succesivi)                                                       | Beslan Butba                | 29 septembrie 2014 |
| Abhazia (Stat secesionist prorus, fostă republică autonomă) (vezi și : §15)                         | Georgia                                     | Prim-miniștri (succesivi)                                                       | Vladimir Delba (interimar)  | 2 iunie 2014       |
| Abhazia (Stat secesionist prorus, fostă republică autonomă) (vezi și : §15)                         | Georgia                                     | Prim-miniștri (succesivi)                                                       | Leonid Lakerbaia            | 27 septembrie 2011 |
| Azad Cașmir , (Stat constituit în zona ocupată de Pakistan a Cașmirului)                            | India · Jammu și Cașmir                     | Președinte                                                                      | Sardar Mohammad Yaqoob Khan | 25 august 2011     |
| Azad Cașmir , (Stat constituit în zona ocupată de Pakistan a Cașmirului)                            | India · Jammu și Cașmir                     | Prim-ministru                                                                   | Chaudhry Abdul Majeed       | 26 iulie 2011      |
| Ciprul de Nord (Stat secesionist proturc al minorității turce)                                      | Cipru                                       | Președinte                                                                      | Derviş Eroğlu               | 23 aprilie 2010    |
| Ciprul de Nord (Stat secesionist proturc al minorității turce)                                      | Cipru                                       | Prim-ministru                                                                   | Özkan Yorgancıoğlu          | 2 septembrie 2013  |
| Crimea (Republică autonomă a Ucrainei pro-rusă proclamată independentă) (vezi și : §15)             | Ucraina                                     | stat desființat prin anexarea de către Rusia                                    |                             | 21 martie 2014     |
| Crimea (Republică autonomă a Ucrainei pro-rusă proclamată independentă) (vezi și : §15)             | Ucraina                                     | Președinte al Consiliului de Stat                                               | Vladimir Konstatinov        | 17 martie 2014     |
| Crimea (Republică autonomă a Ucrainei pro-rusă proclamată independentă) (vezi și : §15)             | Ucraina                                     | Președinte al Consilului de Miniștri                                            | Serhiy Aksyonov             | 17 martie 2014     |
| Kosovo (Regiune apoi republică autonomă auto proclamată independentă) (vezi și : §15)               | Serbia                                      | Președintă al Republicii                                                        | Atifete Jahjaga             | 7 aprilie 2011     |
| Kosovo (Regiune apoi republică autonomă auto proclamată independentă) (vezi și : §15)               | Serbia                                      | Prim-miniștri (succesivi)                                                       | Isa Mustafa                 | 9 decembrie 2014   |
| Kosovo (Regiune apoi republică autonomă auto proclamată independentă) (vezi și : §15)               | Serbia                                      | Prim-miniștri (succesivi)                                                       | Hashim Thaçi                | 9 ianuarie 2008    |
| Kosovo (Regiune apoi republică autonomă auto proclamată independentă) (vezi și : §15)               | Serbia                                      | Reprezentant Special al Secretarului General al ONU prntru Kosovo (SRSG)        | Farid Zarif (Afghanistan)   | 3 august 2011      |
| Osetia de Sud , (Stat secesionist prorus, fostă republică autonomă) (vezi și : §15)                 | Georgia                                     | Președinte                                                                      | Leonid Tibilov              | 19 aprilie 2012    |
| Osetia de Sud , (Stat secesionist prorus, fostă republică autonomă) (vezi și : §15)                 | Georgia                                     | Președinți ai Guvernului (succesivi)                                            | Domenty Kulumbegov          | 20 ianuarie 2014   |
| Osetia de Sud , (Stat secesionist prorus, fostă republică autonomă) (vezi și : §15)                 | Georgia                                     | Președinți ai Guvernului (succesivi)                                            | Rostislav Khugayev          | 26 aprilie 2012    |
| Statul Palestina (Stat proclamat în numele poporului palestinian, practic inoperant) (vezi și : §5) | Israel · Autoritatea Națională Palestiniană | Președinte                                                                      | Mahmoud Abbas ,             | 8 mai 2005         |
| Statul Palestina (Stat proclamat în numele poporului palestinian, practic inoperant) (vezi și : §5) | Israel · Autoritatea Națională Palestiniană | Președinte al Consiliului Executiv al Organizației pentru Eliberarea Palestinei | Mahmoud Abbas ,             | 29 octombrie       |
| Sahara occidentală (Stat format în cadrul fostei Sahare Spaniole)                                   | Maroc                                       | Președinte                                                                      | Mohamed Abdelaziz           | 30 august 1976     |
| Sahara occidentală (Stat format în cadrul fostei Sahare Spaniole)                                   | Maroc                                       | Prim-ministru                                                                   | Abdelkader Taleb Oumar      | 29 octombrie 2003  |
| Taiwan (Stat constituit în insula Taiwan)                                                           | China                                       | Președinte al Republicii                                                        | Ma Ying-jeou                | 20 mai 2008        |
| Taiwan (Stat constituit în insula Taiwan)                                                           | China                                       | Președinți ai Yuan-ului executiv (prim-miniștri) (succesivi)                    | Mao Chi-kuo                 | 4 decembrie 2014   |
| Taiwan (Stat constituit în insula Taiwan)                                                           | China                                       | Președinți ai Yuan-ului executiv (prim-miniștri) (succesivi)                    | Jiang Yi-huah               | 18 februarie 2013  |

## State independente nerecunoscute
| Statul și statutul | Separat din                                                      | Funcția                                           | Numele                                                                          | Începând cu                |
| --- | ---------------------------------------------------------------- | ------------------------------------------------- | ------------------------------------------------------------------------------- | -------------------------- |
| Dar al-Kuti, Statul (Stat autoproclamat în nordul Republicii Centrafricane.)                                                                      | Centrafricană, Republica                                         | stat desființat                                   |                                                                                 | decembrie 2014             |
| Dar al-Kuti, Statul (Stat autoproclamat în nordul Republicii Centrafricane.)                                                                      | Centrafricană, Republica                                         | Președinte                                        | Michel Djotodia Am-Nondroko (ȋn exil)                                           | 14 august 2014             |
| Donețk, Republica Populară (Stat autoproclamat în regiunea Donețk a Ucrainei.)                                                                    | Ucraina                                                          | Șefi de stat (succesivi)                          | Aleksandr Zaharcenko (șeful statului)                                           | 4 noiembrie 2014           |
| Donețk, Republica Populară (Stat autoproclamat în regiunea Donețk a Ucrainei.)                                                                    | Ucraina                                                          | Șefi de stat (succesivi)                          | Boris Litvinov (președintele Prezidiului Consiliului Suprem)                    | 23 iulie 2014              |
| Donețk, Republica Populară (Stat autoproclamat în regiunea Donețk a Ucrainei.)                                                                    | Ucraina                                                          | Șefi de stat (succesivi)                          | Vladimir Makovici (interimar) (vicepreședintele Prezidiului Consiliului Suprem) | 18 iulie 2014              |
| Donețk, Republica Populară (Stat autoproclamat în regiunea Donețk a Ucrainei.)                                                                    | Ucraina                                                          | Șefi de stat (succesivi)                          | Denis Pușilin (președintele Prezidiului Consiliului Suprem)                     | 15 mai 2014                |
| Donețk, Republica Populară (Stat autoproclamat în regiunea Donețk a Ucrainei.)                                                                    | Ucraina                                                          | Șefi de stat (succesivi)                          | Denis Pușilin , (guvernator interimar al poporului)                             | 6 martie 2014 - 7 mai 2014 |
| Donețk, Republica Populară (Stat autoproclamat în regiunea Donețk a Ucrainei.)                                                                    | Ucraina                                                          | Șefi de stat (succesivi)                          | Pavel Gubarev , (guvernator al poporului)                                       | 1 martie 2014              |
| Donețk, Republica Populară (Stat autoproclamat în regiunea Donețk a Ucrainei.)                                                                    | Ucraina                                                          | Șefi ai Guvernului (succesivi)                    | Aleksandr Zaharcenko (președinte al Consiliului de Miniștri)                    | 7 august 2014              |
| Donețk, Republica Populară (Stat autoproclamat în regiunea Donețk a Ucrainei.)                                                                    | Ucraina                                                          | Șefi ai Guvernului (succesivi)                    | Aleksandr Borodai (președinte al Consiliului de Miniștri)                       | 16 mai 2014                |
| Donețk, Republica Populară (Stat autoproclamat în regiunea Donețk a Ucrainei.)                                                                    | Ucraina                                                          | Șefi ai Guvernului (succesivi)                    | Denis Pușilin , (copreședinte interimar și șef ai guvernului)                   | 7 aprilie 2014             |
| Harkov, Republica Populară (Stat autoproclamat în regiunea Harkov a Ucrainei.)                                                                    | Ucraina                                                          | stat desființat                                   |                                                                                 | 30 aprilie ? 2014          |
| Harkov, Republica Populară (Stat autoproclamat în regiunea Harkov a Ucrainei.)                                                                    | Ucraina                                                          | Guvernator al poporului                           | Vladimir Varșavski                                                              | 28 aprilie 2014            |
| Statul Islamic din Irak și Levant (Stat autoproclamat în zone ocupate din Irak și Siria.)                                                         | Irak · Siria                                                     | Calif                                             | Ibrahim                                                                         | 29 iunie 2014              |
| Karabahul de Munte (sau Nagorno Karabah) (Stat secesionist proarmean, fostă regiune autonomă.)                                                    | Azerbaidjan                                                      | Președinte                                        | Bako Sahakian                                                                   | 7 septembrie 2007          |
| Karabahul de Munte (sau Nagorno Karabah) (Stat secesionist proarmean, fostă regiune autonomă.)                                                    | Azerbaidjan                                                      | Prim-ministru                                     | Araik Haroutiounian                                                             | 14 septembrie 2007         |
| Lîsîceansk, Republica Populară (Stat autoproclamat în regiunea Lugansk a Ucrainei.)                                                               | Ucraina · Republica Populară Lugansk                             | stat desființat                                   |                                                                                 | 25 iulie ? 2014            |
| Lîsîceansk, Republica Populară (Stat autoproclamat în regiunea Lugansk a Ucrainei.)                                                               | Ucraina · Republica Populară Lugansk                             | ?                                                 | ?                                                                               | 11 iunie 2014              |
| Lugansk, Republica Populară (Stat autoproclamat în regiunea Lugansk a Ucrainei.)                                                                  | Ucraina                                                          | Șefi de stat ai Republicii (succesivi)            | Igor Plotnițki ,                                                                | 14 august 2014             |
| Lugansk, Republica Populară (Stat autoproclamat în regiunea Lugansk a Ucrainei.)                                                                  | Ucraina                                                          | Șefi de stat ai Republicii (succesivi)            | Valeri Bolotov                                                                  | 21 aprilie 2014            |
| Lugansk, Republica Populară (Stat autoproclamat în regiunea Lugansk a Ucrainei.)                                                                  | Ucraina                                                          | Preșesinți ai Consiliului de Miniștri (succesivi) | Hennadi Țîpkalov                                                                | 26 august 2014             |
| Lugansk, Republica Populară (Stat autoproclamat în regiunea Lugansk a Ucrainei.)                                                                  | Ucraina                                                          | Preșesinți ai Consiliului de Miniștri (succesivi) | Igor Plotnițki                                                                  | 20 august 2014             |
| Lugansk, Republica Populară (Stat autoproclamat în regiunea Lugansk a Ucrainei.)                                                                  | Ucraina                                                          | Preșesinți ai Consiliului de Miniștri (succesivi) | Marat Bașirov                                                                   | 4 iulie 2014               |
| Lugansk, Republica Populară (Stat autoproclamat în regiunea Lugansk a Ucrainei.)                                                                  | Ucraina                                                          | Preșesinți ai Consiliului de Miniștri (succesivi) | Vasili Nikitin                                                                  | 19 mai 2014                |
| Novorusia, Statul Federal (Confederație autoproclamată între Republica Populară Donețk și Republica Populară Lugansk.)                            | Ucraina · Republica Populară Donețk · Republica Populară Lugansk | Președintele Consiliului Popular                  | --                                                                              | --                         |
| Novorusia, Statul Federal (Confederație autoproclamată între Republica Populară Donețk și Republica Populară Lugansk.)                            | Ucraina · Republica Populară Donețk · Republica Populară Lugansk | Președintele Guvernului                           | --                                                                              | --                         |
| Odesa, Republica Populară (Stat autoproclamat în regiunea Odesa a Ucrainei.)                                                                      | Ucraina                                                          | stat desființat                                   |                                                                                 | 2 mai? 2014                |
| Odesa, Republica Populară (Stat autoproclamat în regiunea Odesa a Ucrainei.)                                                                      | Ucraina                                                          | Președinte                                        | Valeri Kaurov (autoproclamat)                                                   | aprilie 2014               |
| Rutenia Carpatică, Republica Populară (Stat autoproclamat în regiunea Zakarpattia a Ucrainei.)                                                    | Ucraina                                                          | administrație desființată de facto                |                                                                                 | 2014                       |
| Rutenia Carpatică, Republica Populară (Stat autoproclamat în regiunea Zakarpattia a Ucrainei.)                                                    | Ucraina                                                          | Președinte al Radei Populare a Ruteniei Carpatice | Vasly Ivanovich Mikulin                                                         | 24 aprilie 2014            |
| Rutenia Carpatică, Republica Populară (Stat autoproclamat în regiunea Zakarpattia a Ucrainei.)                                                    | Ucraina                                                          | Prim-ministru                                     | Petro Hetsko                                                                    | 2014                       |
| Somaliland (Stat secesionist, fostă regiune autonomă.) (vezi și : §15)                                                                            | Somalia                                                          | Președinte                                        | Ahmed Mahamoud Silanyo                                                          | 27 iulie 2010              |
| Stakhanov, Republica (Stat autoproclamat în zona orașului Kadiivka fost Stakhanov a Ucrainei pe teritoriul ocupat de Republica Populară Lugansk.) | Ucraina · Republica Populară Lugansk                             | Ataman                                            | Pavel Dryomov                                                                   | 14 septembrie 2014         |
| Transnistria (Stat secesionist prorus, fostă regiune autonomă.)                                                                                   | Moldova, Republica                                               | Președinte                                        | Evgheni Șevciuk                                                                 | 30 decembrie 2011          |
| Transnistria (Stat secesionist prorus, fostă regiune autonomă.)                                                                                   | Moldova, Republica                                               | Președintă a Guvernului                           | Tatiana Turanskaia                                                              | 10 iulie 2013              |

## Alte teritorii independentede facto
| Statul și statutul                                                        | Separat din | Funcția | Numele            | Începând cu      |
| ------------------------------------------------------------------------- | ----------- | ------- | ----------------- | ---------------- |
| Waziristan (Zonă controlată de facto de militanții islamiști pakistanezi) | Pakistan    | Emir    | Maulana Fazlullah | 7 noiembrie 2013 |

## Entități cu statut apropiat de cel de stat
| Entitate                                                 | Funcție                                          | Nume                                                                       | Începând cu       |
| -------------------------------------------------------- | ------------------------------------------------ | -------------------------------------------------------------------------- | ----------------- |
| Ordinul de Malta                                         | Mare Maestru                                     | Matthew Festing                                                            | 11 martie 2008    |
| Ordinul de Malta                                         | Mari Cancelari (succesivi)                       | Albrecht Freiherr von Boeselager                                           | 31 mai 2014       |
| Ordinul de Malta                                         | Mari Cancelari (succesivi)                       | Jean-Pierre Mazery                                                         | 16 aprilie 2005   |
| Autoritatea Națională Palestiniană (vezi și : §2 și §15) | Președinte al Autorității Naționale Palestiniene | Mahmoud Abbas , (corevendicator din 15 ianuarie 2009 până în 2 iunie 2014) | 15 ianuarie 2005  |
| Autoritatea Națională Palestiniană (vezi și : §2 și §15) | Prim-ministru                                    | Rami Hamdallah (corevendicator din 6 iunie 2013 până în 2 iunie 2014)      | 6 iunie 2013      |
| Uniunea Europeană                                        | Președinți ai Consiliului European (succesivi)   | Donald Tusk                                                                | 1 decembrie 2014  |
| Uniunea Europeană                                        | Președinți ai Consiliului European (succesivi)   | Herman Van Rompuy                                                          | 1 decembrie 2009  |
| Uniunea Europeană                                        | Președinți ai Comisiei Europene (succesivi)      | Jean-Claude Juncker                                                        | 1 noiembrie 2014  |
| Uniunea Europeană                                        | Președinți ai Comisiei Europene (succesivi)      | José Manuel Barroso                                                        | 22 noiembrie 2004 |

## Teritorii exterioare și asociate ale Australiei
| Teritoriu                          | Suveranitate și statut                                                                              | Funcția                                                           | Numele                     | Începând cu        |
| ---------------------------------- | --------------------------------------------------------------------------------------------------- | ----------------------------------------------------------------- | -------------------------- | ------------------ |
| Ashmore și Cartier, Insulele       | Australia · (Teritoriu exterior nelocuit)                                                           | Regină a Australiei                                               | Elisabeta a II-a           | 6 februarie 1952   |
| Ashmore și Cartier, Insulele       | Australia · (Teritoriu exterior nelocuit)                                                           | Guvernatori generali ai Australiei (succesivi)                    | sir Peter Cosgrove         | 27 martie 2014     |
| Ashmore și Cartier, Insulele       | Australia · (Teritoriu exterior nelocuit)                                                           | Guvernatori generali ai Australiei (succesivi)                    | dame Quentin Bryce         | 5 septembrie 2008  |
| Ashmore și Cartier, Insulele       | Australia · (Teritoriu exterior nelocuit)                                                           | Ministru al Infrastructurii și Dezvltării Regionale al Australiei | Warren Truss               | 18 septembrie 2013 |
| Christmas, Insula                  | Australia · (Teritoriu exterior)                                                                    | Regină a Australiei                                               | Elisabeta a II-a           | 6 februarie 1952   |
| Christmas, Insula                  | Australia · (Teritoriu exterior)                                                                    | Guvernatori generali ai Australiei (succesivi)                    | sir Peter Cosgrove         | 27 martie 2014     |
| Christmas, Insula                  | Australia · (Teritoriu exterior)                                                                    | Guvernatori generali ai Australiei (succesivi)                    | dame Quentin Bryce         | 5 septembrie 2008  |
| Christmas, Insula                  | Australia · (Teritoriu exterior)                                                                    | Administratori (succesivi)                                        | Barry Haase                | 6 octombrie 2014   |
| Christmas, Insula                  | Australia · (Teritoriu exterior)                                                                    | Administratori (succesivi)                                        | Jon Stanhope               | 5 octombrie 2012   |
| Christmas, Insula                  | Australia · (Teritoriu exterior)                                                                    | Președinte al Shire                                               | Gordon Thomson             | 21 octombrie 2013  |
| Cocos (Keeling), Insulele          | Australia · (Teritoriu exterior)                                                                    | Regină a Australiei                                               | Elisabeta a II-a           | 6 februarie 1952   |
| Cocos (Keeling), Insulele          | Australia · (Teritoriu exterior)                                                                    | Guvernatori generali ai Australiei (succesivi)                    | sir Peter Cosgrove         | 27 martie 2014     |
| Cocos (Keeling), Insulele          | Australia · (Teritoriu exterior)                                                                    | Guvernatori generali ai Australiei (succesivi)                    | dame Quentin Bryce         | 5 septembrie 2008  |
| Cocos (Keeling), Insulele          | Australia · (Teritoriu exterior)                                                                    | Administratori (succesivi)                                        | Barry Haase                | 6 octombrie 2014   |
| Cocos (Keeling), Insulele          | Australia · (Teritoriu exterior)                                                                    | Administratori (succesivi)                                        | Jon Stanhope               | 5 octombrie 2012   |
| Cocos (Keeling), Insulele          | Australia · (Teritoriu exterior)                                                                    | Președinte al Shire                                               | Aindil Minkom              | 29 iunie 2011      |
| Heard și McDonald, Insulele (HIMI) | Australia · (Teritoriu exterior nelocuit)                                                           | Regină a Australiei                                               | Elisabeta a II-a           | 6 februarie 1952   |
| Heard și McDonald, Insulele (HIMI) | Australia · (Teritoriu exterior nelocuit)                                                           | Guvernatori generali ai Australiei (succesivi)                    | sir Peter Cosgrove         | 27 martie 2014     |
| Heard și McDonald, Insulele (HIMI) | Australia · (Teritoriu exterior nelocuit)                                                           | Guvernatori generali ai Australiei (succesivi)                    | dame Quentin Bryce         | 5 septembrie 2008  |
| Heard și McDonald, Insulele (HIMI) | Australia · (Teritoriu exterior nelocuit)                                                           | Director al Departamentului Australian al Antarcticii             | Tony Fleming               | august 2011        |
| Lord Howe, Insula                  | Noul Wales de Sud (Zonă neîncorporată cu autoguvernare din cadrul statului Noul Wales de Sud)       | Guvernatori ai Noului Wales de Sud (succesivi)                    | David Hurley               | 2 octombrie 2014   |
| Lord Howe, Insula                  | Noul Wales de Sud (Zonă neîncorporată cu autoguvernare din cadrul statului Noul Wales de Sud)       | Guvernatori ai Noului Wales de Sud (succesivi)                    | dame Marie Bashir          | 1 martie 2001      |
| Lord Howe, Insula                  | Noul Wales de Sud (Zonă neîncorporată cu autoguvernare din cadrul statului Noul Wales de Sud)       | Premieri ai Noului Wales de Sud (succesivi)                       | Mike Baird                 | 17 aprilie 2014    |
| Lord Howe, Insula                  | Noul Wales de Sud (Zonă neîncorporată cu autoguvernare din cadrul statului Noul Wales de Sud)       | Premieri ai Noului Wales de Sud (succesivi)                       | Barry O'Farrell            | 28 martie 2011     |
| Lord Howe, Insula                  | Noul Wales de Sud (Zonă neîncorporată cu autoguvernare din cadrul statului Noul Wales de Sud)       | Președinți ai Consiliului Insulei Lord Howe (succesivi)           | Barney Nichols (interimar) | 25 iunie 2014      |
| Lord Howe, Insula                  | Noul Wales de Sud (Zonă neîncorporată cu autoguvernare din cadrul statului Noul Wales de Sud)       | Președinți ai Consiliului Insulei Lord Howe (succesivi)           | Chris Eccles               | 12 august 2013     |
| Lord Howe, Insula                  | Noul Wales de Sud (Zonă neîncorporată cu autoguvernare din cadrul statului Noul Wales de Sud)       | Directoare executivă a Consiliului Insulei Lord Howe              | Penny Holloway             | decembrie 2013     |
| Macquarie, Insula                  | Tasmania (Insuliță nelocuită și izolată atașată Consiliul Huon Valley din cadrul statului Tasmania) | Guvernatori ai Tasmaniei (succesivi)                              | Kate Warner                | 10 decembrie 2014  |
| Macquarie, Insula                  | Tasmania (Insuliță nelocuită și izolată atașată Consiliul Huon Valley din cadrul statului Tasmania) | Guvernatori ai Tasmaniei (succesivi)                              | Alan Blow (interimar)      | 10 iulie 2014      |
| Macquarie, Insula                  | Tasmania (Insuliță nelocuită și izolată atașată Consiliul Huon Valley din cadrul statului Tasmania) | Guvernatori ai Tasmaniei (succesivi)                              | David Porter (interimar)   | 7 iulie 2014       |
| Macquarie, Insula                  | Tasmania (Insuliță nelocuită și izolată atașată Consiliul Huon Valley din cadrul statului Tasmania) | Guvernatori ai Tasmaniei (succesivi)                              | Peter Underwood            | 2 aprilie 2008     |
| Macquarie, Insula                  | Tasmania (Insuliță nelocuită și izolată atașată Consiliul Huon Valley din cadrul statului Tasmania) | Premieri ai Tasmaniei (succesivi)                                 | Will Hodgman               | 24 martie 2014     |
| Macquarie, Insula                  | Tasmania (Insuliță nelocuită și izolată atașată Consiliul Huon Valley din cadrul statului Tasmania) | Premieri ai Tasmaniei (succesivi)                                 | Lara Giddings              | 24 ianuarie 2011   |
| Macquarie, Insula                  | Tasmania (Insuliță nelocuită și izolată atașată Consiliul Huon Valley din cadrul statului Tasmania) | Primarii Consiliului Huon Valley (succesivi)                      | Peter James Coad           | 2014               |
| Macquarie, Insula                  | Tasmania (Insuliță nelocuită și izolată atașată Consiliul Huon Valley din cadrul statului Tasmania) | Primarii Consiliului Huon Valley (succesivi)                      | Robert Armstrong           | ?                  |
| Macquarie, Insula                  | Tasmania (Insuliță nelocuită și izolată atașată Consiliul Huon Valley din cadrul statului Tasmania) | Directoare executivă a Consiliului Huon Valley                    | Simone Watson              | septembrie 2013    |
| Macquarie, Insula                  | Tasmania (Insuliță nelocuită și izolată atașată Consiliul Huon Valley din cadrul statului Tasmania) | Secretar adjunct pentru Parcuri al Tasmaniei                      | Peter Mooney               | .../august 2008    |
| Mării de Coral, Insulele           | Australia · (Teritoriu exterior nelocuit)                                                           | Regină a Australiei                                               | Elisabeta a II-a           | 6 februarie 1952   |
| Mării de Coral, Insulele           | Australia · (Teritoriu exterior nelocuit)                                                           | Guvernatori generali ai Australiei (succesivi)                    | sir Peter Cosgrove         | 27 martie 2014     |
| Mării de Coral, Insulele           | Australia · (Teritoriu exterior nelocuit)                                                           | Guvernatori generali ai Australiei (succesivi)                    | dame Quentin Bryce         | 5 septembrie 2008  |
| Mării de Coral, Insulele           | Australia · (Teritoriu exterior nelocuit)                                                           | Ministru al Infrastructurii și Dezvltării Regionale al Australiei | Warren Truss               | 18 septembrie 2013 |
| Norfolk, Insula                    | Australia · (Teritoriu asociat cu autoguvernare)                                                    | Regină a Australiei                                               | Elisabeta a II-a           | 6 februarie 1952   |
| Norfolk, Insula                    | Australia · (Teritoriu asociat cu autoguvernare)                                                    | Guvernatori generali ai Australiei (succesivi)                    | sir Peter Cosgrove         | 27 martie 2014     |
| Norfolk, Insula                    | Australia · (Teritoriu asociat cu autoguvernare)                                                    | Guvernatori generali ai Australiei (succesivi)                    | dame Quentin Bryce         | 5 septembrie 2008  |
| Norfolk, Insula                    | Australia · (Teritoriu asociat cu autoguvernare)                                                    | Administratori (succesivi)                                        | Gary Hardgrave             | 1 iulie 2014       |
| Norfolk, Insula                    | Australia · (Teritoriu asociat cu autoguvernare)                                                    | Administratori (succesivi)                                        | Neil Pope                  | 2 aprilie 2012     |
| Norfolk, Insula                    | Australia · (Teritoriu asociat cu autoguvernare)                                                    | Ministru șef                                                      | Lisle Denis Snell          | 20 martie 2013     |
| Strâmtorii Torres, Insulele        | Queensland (Teritoriu cu un statut special aparținând statului Queensland)                          | Guvernatori ai statului Queensland (succesivi)                    | Paul de Jersey             | 29 iulie 2014      |
| Strâmtorii Torres, Insulele        | Queensland (Teritoriu cu un statut special aparținând statului Queensland)                          | Guvernatori ai statului Queensland (succesivi)                    | Penelope Wensley           | 28 iulie 2008      |
| Strâmtorii Torres, Insulele        | Queensland (Teritoriu cu un statut special aparținând statului Queensland)                          | Premier al statului Queensland                                    | Campbell Newman            | 26 martie 2012     |
| Strâmtorii Torres, Insulele        | Queensland (Teritoriu cu un statut special aparținând statului Queensland)                          | Președinte al Autorității Regionale a Strâmtorii Torres           | Joseph Elu                 | 13 noiembrie 2012  |
| Zona Antarctică Australiană        | Australia · (Teritoriu exterior)                                                                    | Regină a Australiei                                               | Elisabeta a II-a           | 6 februarie 1952   |
| Zona Antarctică Australiană        | Australia · (Teritoriu exterior)                                                                    | Guvernatori generali ai Australiei (succesivi)                    | sir Peter Cosgrove         | 27 martie 2014     |
| Zona Antarctică Australiană        | Australia · (Teritoriu exterior)                                                                    | Guvernatori generali ai Australiei (succesivi)                    | dame Quentin Bryce         | 5 septembrie 2008  |
| Zona Antarctică Australiană        | Australia · (Teritoriu exterior)                                                                    | Director al Departamentului Australian al Antarcticii             | Tony Fleming               | august 2011        |

## Teritorii britanice de peste mări și dependențe ale coroanei britanice
| Teritoriu                                                                                  | Suveranitate și statut                                                                                              | Funcția                                                                | Numele                                     | Începând cu        |
| ------------------------------------------------------------------------------------------ | --- | ---------------------------------------------------------------------- | ------------------------------------------ | ------------------ |
| Akrotiri și Dhekelia, Zonele Bazelor Suverane                                              | Regatul Unit (Baze militare suverane)                                                                               | Regină a Regatului Unit                                                | Elisabeta a II-a                           | 6 februarie 1952   |
| Akrotiri și Dhekelia, Zonele Bazelor Suverane                                              | Regatul Unit (Baze militare suverane)                                                                               | Administrator                                                          | Richard J. Cripwell                        | 10 ianuarie 2013   |
| Alderney                                                                                   | Guernsey (Dependență a bailiwick-ului Guernsey)                                                                     | Locotenent guvernator al bailiwick-ului Guernsey                       | Peter Walker                               | 15 aprilie 2011    |
| Alderney                                                                                   | Guernsey (Dependență a bailiwick-ului Guernsey)                                                                     | Bailiff de Guernsey                                                    | sir Richard Collas                         | 23 martie 2012     |
| Alderney                                                                                   | Guernsey (Dependență a bailiwick-ului Guernsey)                                                                     | Miniștri Șefi ai bailiwick-ului Guernsey (succesivi)                   | Jonathan Le Tocq                           | 12 martie 2014     |
| Alderney                                                                                   | Guernsey (Dependență a bailiwick-ului Guernsey)                                                                     | Miniștri Șefi ai bailiwick-ului Guernsey (succesivi)                   | Peter Harwood                              | 1 mai 2012         |
| Alderney                                                                                   | Guernsey (Dependență a bailiwick-ului Guernsey)                                                                     | Președinte al Statelor                                                 | Stuart Trought                             | 22 iunie 2011      |
| Anguilla                                                                                   | Regatul Unit (Teritoriu de peste mări)                                                                              | Regină a Regatului Unit                                                | Elisabeta a II-a                           | 6 februarie 1952   |
| Anguilla                                                                                   | Regatul Unit (Teritoriu de peste mări)                                                                              | Guvernator                                                             | Christina Scott                            | 23 iulie 2013      |
| Anguilla                                                                                   | Regatul Unit (Teritoriu de peste mări)                                                                              | Ministru Șef                                                           | Hubert Hughes                              | 16 februarie 2010  |
| Ascensión. Insula                                                                          | Sfânta Elena, Ascension și Tristan da Cunha (Componentă a teritoriului Sfânta Elena, Ascensión și Tristan da Cunha) | Guvernator al teritoriului Sfânta Elena, Ascensión și Tristan da Cunha | Mark Capes                                 | 29 octombrie 2011  |
| Ascensión. Insula                                                                          | Sfânta Elena, Ascension și Tristan da Cunha (Componentă a teritoriului Sfânta Elena, Ascensión și Tristan da Cunha) | Administratori (succesivi)                                             | Marc Holland                               | 26 august 2014     |
| Ascensión. Insula                                                                          | Sfânta Elena, Ascension și Tristan da Cunha (Componentă a teritoriului Sfânta Elena, Ascensión și Tristan da Cunha) | Administratori (succesivi)                                             | Colin Wells                                | 27 octombrie 2011  |
| Bermude, Insulele                                                                          | Regatul Unit (Teritoriu de peste mări)                                                                              | Regină a Regatului Unit                                                | Elisabeta a II-a                           | 6 februarie 1952   |
| Bermude, Insulele                                                                          | Regatul Unit (Teritoriu de peste mări)                                                                              | Guvernator                                                             | George Fergusson                           | 23 mai 2012        |
| Bermude, Insulele                                                                          | Regatul Unit (Teritoriu de peste mări)                                                                              | Premieri (succesivi)                                                   | Michael Dunkley                            | 19 mai 2014        |
| Bermude, Insulele                                                                          | Regatul Unit (Teritoriu de peste mări)                                                                              | Premieri (succesivi)                                                   | Craig Cannonier                            | 18 decembrie 2012  |
| Brecqhou                                                                                   | Sark (Insulă proprietate privată, componentă a senioriei Sark) (statut în dispută)                                  | Locotenent guvernator al bailiwick-ului Guernsey                       | Peter Walker                               | 15 aprilie 2011    |
| Brecqhou                                                                                   | Sark (Insulă proprietate privată, componentă a senioriei Sark) (statut în dispută)                                  | Bailiff de Guernsey                                                    | sir Richard Collas                         | 23 martie 2012     |
| Brecqhou                                                                                   | Sark (Insulă proprietate privată, componentă a senioriei Sark) (statut în dispută)                                  | Miniștri Șefi ai bailiwick-ului Guernsey (succesivi)                   | Jonathan Le Tocq                           | 12 martie 2014     |
| Brecqhou                                                                                   | Sark (Insulă proprietate privată, componentă a senioriei Sark) (statut în dispută)                                  | Miniștri Șefi ai bailiwick-ului Guernsey (succesivi)                   | Peter Harwood                              | 1 mai 2012         |
| Brecqhou                                                                                   | Sark (Insulă proprietate privată, componentă a senioriei Sark) (statut în dispută)                                  | Senior de Sark                                                         | Michael Beaumont                           | 14 iulie 1974      |
| Brecqhou                                                                                   | Sark (Insulă proprietate privată, componentă a senioriei Sark) (statut în dispută)                                  | Tenants                                                                | sir David Barclay și sir Frederick Barclay | septembrie 1993    |
| Cayman, Insulele                                                                           | Regatul Unit (Teritoriu de peste mări)                                                                              | Regină a Regatului Unit                                                | Elisabeta a II-a                           | 6 februarie 1952   |
| Cayman, Insulele                                                                           | Regatul Unit (Teritoriu de peste mări)                                                                              | Guvernator                                                             | Helen Kilpatrick                           | 6 septembrie 2013  |
| Cayman, Insulele                                                                           | Regatul Unit (Teritoriu de peste mări)                                                                              | Premier                                                                | Alden McLaughlin                           | 29 mai 2013        |
| Falkland, Insulele                                                                         | Regatul Unit (Teritoriu de peste mări),                                                                             | Regină a Regatului Unit                                                | Elisabeta a II-a                           | 6 februarie 1952   |
| Falkland, Insulele                                                                         | Regatul Unit (Teritoriu de peste mări),                                                                             | Guvernatori (succesivi)                                                | Colin Roberts                              | 29 aprilie 2014    |
| Falkland, Insulele                                                                         | Regatul Unit (Teritoriu de peste mări),                                                                             | Guvernatori (succesivi)                                                | John Duncan (interimar)                    | 28 februarie 2014  |
| Falkland, Insulele                                                                         | Regatul Unit (Teritoriu de peste mări),                                                                             | Guvernatori (succesivi)                                                | Sandra Tyler-Haywood (interimar)           | 25 februarie 2014  |
| Falkland, Insulele                                                                         | Regatul Unit (Teritoriu de peste mări),                                                                             | Guvernatori (succesivi)                                                | Nigel Haywood                              | 16 octombrie 2010  |
| Falkland, Insulele                                                                         | Regatul Unit (Teritoriu de peste mări),                                                                             | Șef al executivului                                                    | Keith Padgett                              | 1 februarie 2012   |
| Georgia de Sud și Sandwich de Sud, Insulele (SGSSI)                                        | Regatul Unit (Teritoriu de peste mări),                                                                             | Regină a Regatului Unit                                                | Elisabeta a II-a                           | 6 februarie 1952   |
| Georgia de Sud și Sandwich de Sud, Insulele (SGSSI)                                        | Regatul Unit (Teritoriu de peste mări),                                                                             | Comisari , (succesivi)                                                 | Colin Roberts                              | 29 aprilie 2014    |
| Georgia de Sud și Sandwich de Sud, Insulele (SGSSI)                                        | Regatul Unit (Teritoriu de peste mări),                                                                             | Comisari , (succesivi)                                                 | John Duncan (interimar)                    | 28 februarie 2014  |
| Georgia de Sud și Sandwich de Sud, Insulele (SGSSI)                                        | Regatul Unit (Teritoriu de peste mări),                                                                             | Comisari , (succesivi)                                                 | Sandra Tyler-Haywood (interimar)           | 25 februarie 2014  |
| Georgia de Sud și Sandwich de Sud, Insulele (SGSSI)                                        | Regatul Unit (Teritoriu de peste mări),                                                                             | Comisari , (succesivi)                                                 | Nigel Haywood                              | 16 octombrie 2010  |
| Georgia de Sud și Sandwich de Sud, Insulele (SGSSI)                                        | Regatul Unit (Teritoriu de peste mări),                                                                             | Administrator șef                                                      | Martin Collins                             | mai 2009           |
| Gibraltar                                                                                  | Regatul Unit (Teritoriu de peste mări)                                                                              | Regină a Regatului Unit                                                | Elisabeta a II-a                           | 6 februarie 1952   |
| Gibraltar                                                                                  | Regatul Unit (Teritoriu de peste mări)                                                                              | Guvernator                                                             | James Dutton                               | 6 decembrie 2013   |
| Gibraltar                                                                                  | Regatul Unit (Teritoriu de peste mări)                                                                              | Ministru Șef                                                           | Fabian Picardo                             | 9 decembrie 2011   |
| Guernsey                                                                                   | Coroana briranică (Dependență a Coroanei Britanice)                                                                 | Regină a Regatului Unit, Duce de Normandia                             | Elisabeta a II-a                           | 6 februarie 1952   |
| Guernsey                                                                                   | Coroana briranică (Dependență a Coroanei Britanice)                                                                 | Locotenent guvernator                                                  | Peter Walker                               | 15 aprilie 2011    |
| Guernsey                                                                                   | Coroana briranică (Dependență a Coroanei Britanice)                                                                 | Bailiff                                                                | sir Richard Collas                         | 23 martie 2012     |
| Guernsey                                                                                   | Coroana briranică (Dependență a Coroanei Britanice)                                                                 | Miniștri Șefi (succesivi)                                              | Jonathan Le Tocq                           | 12 martie 2014     |
| Guernsey                                                                                   | Coroana briranică (Dependență a Coroanei Britanice)                                                                 | Miniștri Șefi (succesivi)                                              | Peter Harwood                              | 1 mai 2012         |
| Herm                                                                                       | Guernsey (Dependență a bailiwick-ului Guernsey)                                                                     | Locotenent guvernator al bailiwick-ului Guernsey                       | Peter Walker                               | 15 aprilie 2011    |
| Herm                                                                                       | Guernsey (Dependență a bailiwick-ului Guernsey)                                                                     | Bailiff de Guernsey                                                    | sir Richard Collas                         | 23 martie 2012     |
| Herm                                                                                       | Guernsey (Dependență a bailiwick-ului Guernsey)                                                                     | Miniștri Șefi ai bailiwick-ului Guernsey (succesivi)                   | Jonathan Le Tocq                           | 12 martie 2014     |
| Herm                                                                                       | Guernsey (Dependență a bailiwick-ului Guernsey)                                                                     | Miniștri Șefi ai bailiwick-ului Guernsey (succesivi)                   | Peter Harwood                              | 1 mai 2012         |
| Herm                                                                                       | Guernsey (Dependență a bailiwick-ului Guernsey)                                                                     | Tenants                                                                | John Singer și Julia Singer                | 1 octombrie 2008   |
| Jersey                                                                                     | Coroana briranică (Dependență a Coroanei Britanice)                                                                 | Regină a Regatului Unit, Duce de Normandia                             | Elisabeta a II-a                           | 6 februarie 1952   |
| Jersey                                                                                     | Coroana briranică (Dependență a Coroanei Britanice)                                                                 | Locotenent guvernator                                                  | sir John McColl                            | 26 septembrie 2011 |
| Jersey                                                                                     | Coroana briranică (Dependență a Coroanei Britanice)                                                                 | Bailiff                                                                | sir Michael Birt                           | 9 iulie 2009       |
| Jersey                                                                                     | Coroana briranică (Dependență a Coroanei Britanice)                                                                 | Ministru Șef                                                           | Ian Gorst                                  | 18 noiembrie 2011  |
| Jethou                                                                                     | Guernsey (Dependență a bailiwick-ului Guernsey)                                                                     | Locotenent guvernator al bailiwick-ului Guernsey                       | Peter Walker                               | 15 aprilie 2011    |
| Jethou                                                                                     | Guernsey (Dependență a bailiwick-ului Guernsey)                                                                     | Bailiff de Guernsey                                                    | sir Richard Collas                         | 23 martie 2012     |
| Jethou                                                                                     | Guernsey (Dependență a bailiwick-ului Guernsey)                                                                     | Miniștri Șefi ai bailiwick-ului Guernsey (succesivi)                   | Jonathan Le Tocq                           | 12 martie 2014     |
| Jethou                                                                                     | Guernsey (Dependență a bailiwick-ului Guernsey)                                                                     | Miniștri Șefi ai bailiwick-ului Guernsey (succesivi)                   | Peter Harwood                              | 1 mai 2012         |
| Jethou                                                                                     | Guernsey (Dependență a bailiwick-ului Guernsey)                                                                     | Subtenants                                                             | sir Peter Ogden și Philip Hulme            | 1995               |
| Lihou                                                                                      | Guernsey (Dependență a bailiwick-ului Guernsey)                                                                     | Locotenent guvernator al bailiwick-ului Guernsey                       | Peter Walker                               | 15 aprilie 2011    |
| Lihou                                                                                      | Guernsey (Dependență a bailiwick-ului Guernsey)                                                                     | Bailiff de Guernsey                                                    | Richard Collas                             | 23 martie 2012     |
| Lihou                                                                                      | Guernsey (Dependență a bailiwick-ului Guernsey)                                                                     | Miniștri Șefi ai bailiwick-ului Guernsey (succesivi)                   | Jonathan Le Tocq                           | 12 martie 2014     |
| Lihou                                                                                      | Guernsey (Dependență a bailiwick-ului Guernsey)                                                                     | Miniștri Șefi ai bailiwick-ului Guernsey (succesivi)                   | Peter Harwood                              | 1 mai 2012         |
| Lihou                                                                                      | Guernsey (Dependență a bailiwick-ului Guernsey)                                                                     | Administrator                                                          | Richard Curtis                             | februarie 2006     |
| Man, Insula                                                                                | Coroana briranică (Dependență a Coroanei Britanice)                                                                 | Regină a Regatului Unit, Lord de Man                                   | Elisabeta a II-a                           | 6 februarie 1952   |
| Man, Insula                                                                                | Coroana briranică (Dependență a Coroanei Britanice)                                                                 | Locotenent guvernator                                                  | Adam Wood                                  | 7 aprilie 2011     |
| Man, Insula                                                                                | Coroana briranică (Dependență a Coroanei Britanice)                                                                 | Prim deemster                                                          | David Doyle                                | 20 decembrie 2010  |
| Man, Insula                                                                                | Coroana briranică (Dependență a Coroanei Britanice)                                                                 | Ministru Șef                                                           | Allan Bell                                 | 11 octombrie 2011  |
| Montserrat                                                                                 | Regatul Unit (Teritoriu de peste mări)                                                                              | Regină a Regatului Unit                                                | Elisabeta a II-a                           | 6 februarie 1952   |
| Montserrat                                                                                 | Regatul Unit (Teritoriu de peste mări)                                                                              | Guvernator                                                             | Adrian Davis                               | 8 aprilie 2011     |
| Montserrat                                                                                 | Regatul Unit (Teritoriu de peste mări)                                                                              | Premieri (succesivi)                                                   | Donaldson Romeo                            | 12 septembrie 2014 |
| Montserrat                                                                                 | Regatul Unit (Teritoriu de peste mări)                                                                              | Premieri (succesivi)                                                   | Reuben Meade                               | 10 septembrie 2009 |
| Pitcairn, Insulele                                                                         | Regatul Unit (Teritoriu de peste mări)                                                                              | Regină a Regatului Unit                                                | Elisabeta a II-a                           | 6 februarie 1952   |
| Pitcairn, Insulele                                                                         | Regatul Unit (Teritoriu de peste mări)                                                                              | Guvernatori (succesivi)                                                | Jonathan Sinclair                          | august 2014        |
| Pitcairn, Insulele                                                                         | Regatul Unit (Teritoriu de peste mări)                                                                              | Guvernatori (succesivi)                                                | Victoria Treadell                          | 29 mai 2010        |
| Pitcairn, Insulele                                                                         | Regatul Unit (Teritoriu de peste mări)                                                                              | Administrator                                                          | Alan Richmond                              | noiembrie 2014     |
| Pitcairn, Insulele                                                                         | Regatul Unit (Teritoriu de peste mări)                                                                              | Primar                                                                 | Shawn Christian                            | 1 ianuarie 2014    |
| Rockall                                                                                    | Scoția [Stâncă nelocuită și izolată atașată Consiliului Unitar Hebridele Exterioare (na h-Eileanan Siar)]           | Secretar de Stat pentru Scoția                                         | Alistair Carmichael                        | 7 octombrie 2013   |
| Rockall                                                                                    | Scoția [Stâncă nelocuită și izolată atașată Consiliului Unitar Hebridele Exterioare (na h-Eileanan Siar)]           | Primi miniștri ai Scoției (succesivi)                                  | Nicola Sturgeon                            | 19 noiembrie 2014  |
| Rockall                                                                                    | Scoția [Stâncă nelocuită și izolată atașată Consiliului Unitar Hebridele Exterioare (na h-Eileanan Siar)]           | Primi miniștri ai Scoției (succesivi)                                  | Alex Salmond                               | 17 mai 2007        |
| Rockall                                                                                    | Scoția [Stâncă nelocuită și izolată atașată Consiliului Unitar Hebridele Exterioare (na h-Eileanan Siar)]           | Președinte al Consiliului Hebridelor Exterioare                        | Norman A Macdonald                         | 10 mai 2012        |
| Rockall                                                                                    | Scoția [Stâncă nelocuită și izolată atașată Consiliului Unitar Hebridele Exterioare (na h-Eileanan Siar)]           | Lider al Consiliului Hebridelor Exterioare                             | Angus Campbell                             | mai 2007           |
| Rockall                                                                                    | Scoția [Stâncă nelocuită și izolată atașată Consiliului Unitar Hebridele Exterioare (na h-Eileanan Siar)]           | Director executiv al Consiliului Hebridelor Exterioare                 | Malcolm Burr                               | octombrie 2005     |
| Sark                                                                                       | Guernsey (Dependență a bailiwick-ului Guernsey)                                                                     | Locotenent guvernator al bailiwick-ului Guernsey                       | Peter Walker                               | 15 aprilie 2011    |
| Sark                                                                                       | Guernsey (Dependență a bailiwick-ului Guernsey)                                                                     | Bailiff de Guernsey                                                    | sir Richard Collas                         | 23 martie 2012     |
| Sark                                                                                       | Guernsey (Dependență a bailiwick-ului Guernsey)                                                                     | Miniștri Șefi ai bailiwick-ului Guernsey (succesivi)                   | Jonathan Le Tocq                           | 12 martie 2014     |
| Sark                                                                                       | Guernsey (Dependență a bailiwick-ului Guernsey)                                                                     | Miniștri Șefi ai bailiwick-ului Guernsey (succesivi)                   | Peter Harwood                              | 1 mai 2012         |
| Sark                                                                                       | Guernsey (Dependență a bailiwick-ului Guernsey)                                                                     | Senior                                                                 | Michael Beaumont                           | 14 iulie 1974      |
| Sfânta Elena, Ascension și Tristan da Cunha (Saint Helena, Ascension and Tristan da Cunha) | Regatul Unit (Teritoriu de peste mări)                                                                              | Regină a Regatului Unit                                                | Elisabeta a II-a                           | 6 februarie 1952   |
| Sfânta Elena, Ascension și Tristan da Cunha (Saint Helena, Ascension and Tristan da Cunha) | Regatul Unit (Teritoriu de peste mări)                                                                              | Guvernator                                                             | Mark Capes                                 | 29 octombrie 2011  |
| Teritoriul Arctic Britanic (BAT)                                                           | Regatul Unit (Teritoriu de peste mări)                                                                              | Regină a Regatului Unit                                                | Elisabeta a II-a                           | 6 februarie 1952   |
| Teritoriul Arctic Britanic (BAT)                                                           | Regatul Unit (Teritoriu de peste mări)                                                                              | Comisar                                                                | Peter Hayes                                | 17 octombrie 2012  |
| Teritoriul Arctic Britanic (BAT)                                                           | Regatul Unit (Teritoriu de peste mări)                                                                              | Administrator                                                          | Henry Burgess                              | 2011               |
| Teritoriul Britanic din Oceanul Indian (BIOT)                                              | Regatul Unit (Teritoriu de peste mări)                                                                              | Regină a Regatului Unit                                                | Elisabeta a II-a                           | 6 februarie 1952   |
| Teritoriul Britanic din Oceanul Indian (BIOT)                                              | Regatul Unit (Teritoriu de peste mări)                                                                              | Comisar                                                                | Peter Hayes                                | 17 octombrie 2012  |
| Teritoriul Britanic din Oceanul Indian (BIOT)                                              | Regatul Unit (Teritoriu de peste mări)                                                                              | Administrator                                                          | Tom Moody                                  | iulie 2013         |
| Teritoriul Britanic din Oceanul Indian (BIOT)                                              | Regatul Unit (Teritoriu de peste mări)                                                                              | Reprezentant al comisarului                                            | Lee Hardy                                  | 14 ianuarie 2013   |
| Tristan da Cunha                                                                           | Sfânta Elena, Ascension și Tristan da Cunha (Componenră a teritoriului Sfânta Elena, Ascensión și Tristan da Cunha) | Guvernator al teritoriului Sfânta Elena, Ascensión și Tristan da Cunha | Mark Capes                                 | 29 octombrie 2011  |
| Tristan da Cunha                                                                           | Sfânta Elena, Ascension și Tristan da Cunha (Componenră a teritoriului Sfânta Elena, Ascensión și Tristan da Cunha) | Administrator                                                          | Alex Mitham                                | 23 septembrie 2013 |
| Turks și Caicos, Insulele                                                                  | Regatul Unit (Teritoriu de peste mări)                                                                              | Regină a Regatului Unit                                                | Elisabeta a II-a                           | 6 februarie 1952   |
| Turks și Caicos, Insulele                                                                  | Regatul Unit (Teritoriu de peste mări)                                                                              | Guvernator                                                             | Peter Beckingham                           | 8 octombrie 2013   |
| Turks și Caicos, Insulele                                                                  | Regatul Unit (Teritoriu de peste mări)                                                                              | Premier                                                                | Rufus Ewing                                | 13 noiembrie 2012  |
| Virgine Britanice, Insulele (BVI)                                                          | Regatul Unit (Teritoriu de peste mări)                                                                              | Regină a Regatului Unit                                                | Elisabeta a II-a                           | 6 februarie 1952   |
| Virgine Britanice, Insulele (BVI)                                                          | Regatul Unit (Teritoriu de peste mări)                                                                              | Guvernatori (succesivi)                                                | John Duncan                                | 15 august 2014     |
| Virgine Britanice, Insulele (BVI)                                                          | Regatul Unit (Teritoriu de peste mări)                                                                              | Guvernatori (succesivi)                                                | Vivian Inez Archibald (interimară)         | 1 august 2014      |
| Virgine Britanice, Insulele (BVI)                                                          | Regatul Unit (Teritoriu de peste mări)                                                                              | Guvernatori (succesivi)                                                | William Boyd McCleary                      | 20 august 2010     |
| Virgine Britanice, Insulele (BVI)                                                          | Regatul Unit (Teritoriu de peste mări)                                                                              | Premier                                                                | Orlando Smith                              | 9 noiembrie 2011   |

## Departamente și colectivități de peste mări și teritorii cu statut special franceze
| Teritoriu                                                                                       | Suveranitate și statut                                        | Funcția                                                                             | Numele                             | Începând cu        |
| ----------------------------------------------------------------------------------------------- | ------------------------------------------------------------- | ----------------------------------------------------------------------------------- | ---------------------------------- | ------------------ |
| Clipperton, Insula                                                                              | Franța (Domeniu public maritim al statului nelocuit)          | Președinte al Republicii Franceze                                                   | François Hollande                  | 15 mai 2012        |
| Clipperton, Insula                                                                              | Franța (Domeniu public maritim al statului nelocuit)          | Administratori (succesivi)                                                          | George Pau-Langevin                | 2 aprilie 2014     |
| Clipperton, Insula                                                                              | Franța (Domeniu public maritim al statului nelocuit)          | Administratori (succesivi)                                                          | Victorin Lurel                     | 16 mai 2012        |
| Clipperton, Insula                                                                              | Franța (Domeniu public maritim al statului nelocuit)          | Administrator delegat ,                                                             | Lionel Beffre                      | 16 septembrie 2013 |
| Domeniile franceze din Israel (Domeniul Național Francez din Țara Sfântă)                       | Franța · (Posesiuni ale statului)                             | Președinte al Republicii Franceze                                                   | François Hollande                  | 15 mai 2012        |
| Domeniile franceze din Israel (Domeniul Național Francez din Țara Sfântă)                       | Franța · (Posesiuni ale statului)                             | Ministru al Afacerilor Externe și Dezvoltării Internaționale al Republicii Franceze | Laurent Fabius                     | 16 mai 2012        |
| Domeniile franceze din Israel (Domeniul Național Francez din Țara Sfântă)                       | Franța · (Posesiuni ale statului)                             | Administrator                                                                       | Hervé Magro                        | 9 septembrie 2013  |
| Domeniile franceze din insula Sfânta Elena                                                      | Franța (Posesiuni ale statului)                               | Președinte al Republicii Franceze                                                   | François Hollande                  | 15 mai 2012        |
| Domeniile franceze din insula Sfânta Elena                                                      | Franța (Posesiuni ale statului)                               | Ministru al Afacerilor Externe și Dezvoltării Internaționale al Republicii Franceze | Laurent Fabius                     | 16 mai 2012        |
| Domeniile franceze din insula Sfânta Elena                                                      | Franța (Posesiuni ale statului)                               | Consul onorar al Franței la Jamestown (Sfânta Elena)                                | Michel Dancoisne-Martineau         | 1 decembrie 1987   |
| Domeniile franceze din insula Sfânta Elena                                                      | Franța (Posesiuni ale statului)                               | Conservator                                                                         | Michel Dancoisne-Martineau         | 5 august 1991      |
| Domeniile franceze la Vatican (Fundația Așezămintelor Pioase ale Franței la Roma și la Lorette) | Franța (Posesiuni ale statului)                               | Președinte al Republicii Franceze                                                   | François Hollande                  | 15 mai 2012        |
| Domeniile franceze la Vatican (Fundația Așezămintelor Pioase ale Franței la Roma și la Lorette) | Franța (Posesiuni ale statului)                               | Ministru al Afacerilor Externe și Dezvoltării Internaționale al Republicii Franceze | Laurent Fabius                     | 16 mai 2012        |
| Domeniile franceze la Vatican (Fundația Așezămintelor Pioase ale Franței la Roma și la Lorette) | Franța (Posesiuni ale statului)                               | Președinte al Congregației Generale                                                 | Bruno Joubert                      | 9 martie 2012      |
| Domeniile franceze la Vatican (Fundația Așezămintelor Pioase ale Franței la Roma și la Lorette) | Franța (Posesiuni ale statului)                               | Administrator al Fundației Așezămintelor Pioase ale Franței la Roma și la Lorette   | venerabilul părinte Bernard Ardura | 15 aprilie 2005    |
| Guadelupa                                                                                       | Franța (Departament de peste mări)                            | Președinte al Republicii Franceze                                                   | François Hollande                  | 15 mai 2012        |
| Guadelupa                                                                                       | Franța (Departament de peste mări)                            | Prefecți (succesivi)                                                                | Jacques Billant                    | 1 decembrie 2014   |
| Guadelupa                                                                                       | Franța (Departament de peste mări)                            | Prefecți (succesivi)                                                                | Marcelle Pierrot                   | 14 februarie 2013  |
| Guadelupa                                                                                       | Franța (Departament de peste mări)                            | Președinți ai Consilului Regional (succesivi)                                       | Victorin Lurel                     | 2 mai 2014         |
| Guadelupa                                                                                       | Franța (Departament de peste mări)                            | Președinți ai Consilului Regional (succesivi)                                       | Josette Borel-Lincertin            | 3 august 2012      |
| Guadelupa                                                                                       | Franța (Departament de peste mări)                            | Președinte al Consililui General                                                    | Jacques Gillot                     | 23 martie 2001     |
| Guyana Franceză                                                                                 | Franța (Departament de peste mări)                            | Președinte al Republicii Franceze                                                   | François Hollande                  | 15 mai 2012        |
| Guyana Franceză                                                                                 | Franța (Departament de peste mări)                            | Prefect                                                                             | Éric Spitz                         | 24 iunie 2013      |
| Guyana Franceză                                                                                 | Franța (Departament de peste mări)                            | Președinte al Consiliului Regional                                                  | Rodolphe Alexandre                 | 26 martie 2010     |
| Guyana Franceză                                                                                 | Franța (Departament de peste mări)                            | Președinte al Consililui General                                                    | Alain Tien-Liong                   | 20 martie 2008     |
| Casa Hauteville (Hauteville House)                                                              | Paris (proprietate a primăriei Parisului în Insula Guernesey) | Președinte al Republicii Franceze                                                   | François Hollande                  | 15 mai 2012        |
| Casa Hauteville (Hauteville House)                                                              | Paris (proprietate a primăriei Parisului în Insula Guernesey) | Ministru al Afacerilor Externe și Dezvoltării Internaționale al Republicii Franceze | Laurent Fabius                     | 16 mai 2012        |
| Casa Hauteville (Hauteville House)                                                              | Paris (proprietate a primăriei Parisului în Insula Guernesey) | Primari ai Parisului (succesivi)                                                    | Anne Hidalgo                       | 5 aprilie 2014     |
| Casa Hauteville (Hauteville House)                                                              | Paris (proprietate a primăriei Parisului în Insula Guernesey) | Primari ai Parisului (succesivi)                                                    | Bertrand Delanoë                   | 25 martie 2001     |
| Casa Hauteville (Hauteville House)                                                              | Paris (proprietate a primăriei Parisului în Insula Guernesey) | Consul onorar al Franței la Saint Peter Port (Guernsey)                             | Odile Blanchette                   | ianuarie 2003      |
| Casa Hauteville (Hauteville House)                                                              | Paris (proprietate a primăriei Parisului în Insula Guernesey) | Conservatoare                                                                       | Odile Blanchette                   | ianuarie 2003      |
| Martinica                                                                                       | Franța (Departament de peste mări)                            | Președinte al Republicii Franceze                                                   | François Hollande                  | 15 mai 2012        |
| Martinica                                                                                       | Franța (Departament de peste mări)                            | Prefecți (succesivi)                                                                | Fabrice Rigoulet-Roze              | 31 iulie 2014      |
| Martinica                                                                                       | Franța (Departament de peste mări)                            | Prefecți (succesivi)                                                                | Laurent Prévost                    | 30 martie 2011     |
| Martinica                                                                                       | Franța (Departament de peste mări)                            | Președinte al Consiliului Regional                                                  | Serge Letchimy                     | 26 martie 2010     |
| Martinica                                                                                       | Franța (Departament de peste mări)                            | Președintă a Consililui General                                                     | Josette Manin                      | 31 martie 2011     |
| Mayotte                                                                                         | Franța (Departament de peste mări)                            | Președinte al Republicii Franceze                                                   | François Hollande                  | 15 mai 2012        |
| Mayotte                                                                                         | Franța (Departament de peste mări)                            | Prefecți (succesivi)                                                                | Seymour Morsy                      | 2 septembrie 2014  |
| Mayotte                                                                                         | Franța (Departament de peste mări)                            | Prefecți (succesivi)                                                                | Jacques Witkowski                  | 18 februarie 2013  |
| Mayotte                                                                                         | Franța (Departament de peste mări)                            | Președinte al Consililui General                                                    | Daniel Zaïdani                     | 3 aprilie 2011     |
| Noua Caledonie                                                                                  | Franța (Colectivitate de peste mări sui generis)              | Președinte al Republicii Franceze                                                   | François Hollande                  | 15 mai 2012        |
| Noua Caledonie                                                                                  | Franța (Colectivitate de peste mări sui generis)              | Înalți Comisari ai Republicii (succesivi)                                           | Vincent Bouvier                    | 18 august 2014     |
| Noua Caledonie                                                                                  | Franța (Colectivitate de peste mări sui generis)              | Înalți Comisari ai Republicii (succesivi)                                           | Pascal Gauci (interimar)           | 23 iulie 2014      |
| Noua Caledonie                                                                                  | Franța (Colectivitate de peste mări sui generis)              | Înalți Comisari ai Republicii (succesivi)                                           | Jean-Jacques Brot                  | 27 februarie 2013  |
| Noua Caledonie                                                                                  | Franța (Colectivitate de peste mări sui generis)              | Președinți ai Guvernului (succesivi)                                                | Cynthia Ligeard                    | 5 iunie 2014       |
| Noua Caledonie                                                                                  | Franța (Colectivitate de peste mări sui generis)              | Președinți ai Guvernului (succesivi)                                                | Harold Martin                      | 3 martie 2011      |
| Polinezia Franceză                                                                              | Franța (colectivitate de peste mări)                          | Președinte al Republicii Franceze                                                   | François Hollande                  | 15 mai 2012        |
| Polinezia Franceză                                                                              | Franța (colectivitate de peste mări)                          | Înalt Comisar al Republicii                                                         | Lionel Beffre                      | 16 septembrie 2013 |
| Polinezia Franceză                                                                              | Franța (colectivitate de peste mări)                          | Președinți (succesivi)                                                              | Édouard Fritch                     | 12 septembrie 2014 |
| Polinezia Franceză                                                                              | Franța (colectivitate de peste mări)                          | Președinți (succesivi)                                                              | Nuihau Laurey (interimar)          | 5 septembrie 2014  |
| Polinezia Franceză                                                                              | Franța (colectivitate de peste mări)                          | Președinți (succesivi)                                                              | Gaston Flosse                      | 17 mai 2013        |
| 'Réunion                                                                                        | Franța (Departament de peste mări)                            | Președinte al Republicii Franceze                                                   | François Hollande                  | 15 mai 2012        |
| 'Réunion                                                                                        | Franța (Departament de peste mări)                            | Prefecți (succesivi)                                                                | Dominique Sorain                   | 2 septembrie 2014  |
| 'Réunion                                                                                        | Franța (Departament de peste mări)                            | Prefecți (succesivi)                                                                | Jean-Luc Marx                      | 27 august 2012     |
| 'Réunion                                                                                        | Franța (Departament de peste mări)                            | Președinte al Consiliului Regional                                                  | Didier Robert                      | 26 martie 2011     |
| 'Réunion                                                                                        | Franța (Departament de peste mări)                            | Președintă a Consililui General                                                     | Nassimah Dindar                    | 1 aprilie 2004     |
| Sfântul Bartolomeu (Saint Barthélemy)                                                           | Franța (Colectivitate de peste mări)                          | Președinte al Republicii Franceze                                                   | François Hollande                  | 15 mai 2012        |
| Sfântul Bartolomeu (Saint Barthélemy)                                                           | Franța (Colectivitate de peste mări)                          | Prefecți (succesivi)                                                                | Jacques Billant                    | 1 decembrie 2014   |
| Sfântul Bartolomeu (Saint Barthélemy)                                                           | Franța (Colectivitate de peste mări)                          | Prefecți (succesivi)                                                                | Marcelle Pierrot                   | 14 februarie 2013  |
| Sfântul Bartolomeu (Saint Barthélemy)                                                           | Franța (Colectivitate de peste mări)                          | Prefect delegat                                                                     | Philippe Chopin                    | 12 decembrie 2011  |
| Sfântul Bartolomeu (Saint Barthélemy)                                                           | Franța (Colectivitate de peste mări)                          | Președinte al Consililui Teritorial                                                 | Bruno Magras                       | 15 iulie 2007      |
| Sfântul Martin [Saint Martin (France)]                                                          | Franța (Colectivitate de peste mări)                          | Președinte al Republicii Franceze                                                   | François Hollande                  | 15 mai 2012        |
| Sfântul Martin [Saint Martin (France)]                                                          | Franța (Colectivitate de peste mări)                          | Prefecți (succesivi)                                                                | Jacques Billant                    | 1 decembrie 2014   |
| Sfântul Martin [Saint Martin (France)]                                                          | Franța (Colectivitate de peste mări)                          | Prefecți (succesivi)                                                                | Marcelle Pierrot                   | 14 februarie 2013  |
| Sfântul Martin [Saint Martin (France)]                                                          | Franța (Colectivitate de peste mări)                          | Prefect delegat                                                                     | Philippe Chopin                    | 12 decembrie 2011  |
| Sfântul Martin [Saint Martin (France)]                                                          | Franța (Colectivitate de peste mări)                          | Președintă a Consililui Teritorial                                                  | Aline Hanson                       | 17 aprilie 2013    |
| Sfântul Petru și Miquelon (Saint Pierre et Miquelon)                                            | Franța (Colectivitate de peste mări)                          | Președinte al Republicii Franceze                                                   | François Hollande                  | 15 mai 2012        |
| Sfântul Petru și Miquelon (Saint Pierre et Miquelon)                                            | Franța (Colectivitate de peste mări)                          | Prefecți (succesivi)                                                                | Jean-Christophe Bouvier            | 4 septembrie 2014  |
| Sfântul Petru și Miquelon (Saint Pierre et Miquelon)                                            | Franța (Colectivitate de peste mări)                          | Prefecți (succesivi)                                                                | Catherine Walterski (interimară)   | 2 septembrie 2014  |
| Sfântul Petru și Miquelon (Saint Pierre et Miquelon)                                            | Franța (Colectivitate de peste mări)                          | Prefecți (succesivi)                                                                | Patrice Latron                     | 12 decembrie 2011  |
| Sfântul Petru și Miquelon (Saint Pierre et Miquelon)                                            | Franța (Colectivitate de peste mări)                          | Președinte al Consililui Teritorial                                                 | Stéphane Artano                    | 21 februarie 2007  |
| Teritoriile australe și antarctice franceze (TAAF)                                              | Franța (Teritoriu de peste mări)                              | Președinte al Republicii Franceze                                                   | François Hollande                  | 15 mai 2012        |
| Teritoriile australe și antarctice franceze (TAAF)                                              | Franța (Teritoriu de peste mări)                              | Prefecți administratori superiori (succesivi)                                       | Cécile Pozzo di Borgo              | 7 octombrie 2014   |
| Teritoriile australe și antarctice franceze (TAAF)                                              | Franța (Teritoriu de peste mări)                              | Prefecți administratori superiori (succesivi)                                       | Pascal Bolot                       | 10 aprilie 2012    |
| Wallis și Futuna (vezi și : §13)                                                                | Franța (Colectivitate de peste mări)                          | Președinte al Republicii Franceze                                                   | François Hollande                  | 15 mai 2012        |
| Wallis și Futuna (vezi și : §13)                                                                | Franța (Colectivitate de peste mări)                          | Administrator superior                                                              | Michel Aubouin                     | 30 martie 2013     |
| Wallis și Futuna (vezi și : §13)                                                                | Franța (Colectivitate de peste mări)                          | Președinți ai Adunării Teritoriale (succesivi)                                      | Mikaele Kulimoetoke                | 26 noiembrie 2014  |
| Wallis și Futuna (vezi și : §13)                                                                | Franța (Colectivitate de peste mări)                          | Președinți ai Adunării Teritoriale (succesivi)                                      | Petelo Hanisi                      | 11 decembrie 2013  |

## Dependințe și teritorii speciale ale Norvegiei
| Teritoriu         | Suveranitate și statut                          | Funcția                                                 | Numele             | Începând cu        |
| ----------------- | ----------------------------------------------- | ------------------------------------------------------- | ------------------ | ------------------ |
| Bouvet, Insula    | Norvegia · (Dependență nelocuită)               | Rege al Norvegiei                                       | Harald al V-lea ,  | 17 ianuarie 1991   |
| Bouvet, Insula    | Norvegia · (Dependență nelocuită)               | Directoare generală a Departamentului Afacerilor Polare | Kjerstin Askholt   | 2006               |
| Bouvet, Insula    | Norvegia · (Dependență nelocuită)               | Director al Institutului Polar Norvegian                | Jan-Gunnar Winther | 2005               |
| Jan Mayen, Insula | Norvegia · (Componentă a Regatului Norvegiei)   | Rege al Norvegiei                                       | Harald al V-lea ,  | 17 ianuarie 1991   |
| Jan Mayen, Insula | Norvegia · (Componentă a Regatului Norvegiei)   | Administratoare                                         | Hill-Marta Solberg | 21 septembrie 2007 |
| Petru I, Insula   | Norvegia · (Dependență nelocuită)               | Rege al Norvegiei                                       | Harald al V-lea ,  | 17 ianuarie 1991   |
| Petru I, Insula   | Norvegia · (Dependență nelocuită)               | Directoare generală a Departamentului Afacerilor Polare | Kjerstin Askholt   | 2006               |
| Petru I, Insula   | Norvegia · (Dependență nelocuită)               | Director al Institutului Polar Norvegian                | Jan-Gunnar Winther | 2005               |
| Svalbard          | Norvegia · (Teritoriu cu suveranitate specială) | Rege al Norvegiei                                       | Harald al V-lea ,  | 17 ianuarie 1991   |
| Svalbard          | Norvegia · (Teritoriu cu suveranitate specială) | Guvernator (Sysselmann)                                 | Odd Olsen Ingerø   | 16 septembrie 2009 |
| Țara Reginei Maud | Norvegia · (Dependență nelocuită)               | Rege al Norvegiei                                       | Harald al V-lea ,  | 17 ianuarie 1991   |
| Țara Reginei Maud | Norvegia · (Dependență nelocuită)               | Directoare generală a Departamentului Afacerilor Polare | Kjerstin Askholt   | 2006               |
| Țara Reginei Maud | Norvegia · (Dependență nelocuită)               | Director al Institutului Polar Norvegian                | Jan-Gunnar Winther | 2005               |

## Dependințe și teritorii speciale ale Noii-Zeelande
| Teritoriu        | Suveranitate și statut                                 | Funcția                                                     | Numele                     | Începând cu       |
| ---------------- | ------------------------------------------------------ | ----------------------------------------------------------- | -------------------------- | ----------------- |
| Cook, Insulele   | Noua Zeelandă · (Stat independent în liberă asociere)  | Regină a Noii Zeelende                                      | Elisabeta a II-a           | 6 februarie 1952  |
| Cook, Insulele   | Noua Zeelandă · (Stat independent în liberă asociere)  | Reprezentant al reginei                                     | Tom Marsters               | 27 iulie 2013     |
| Cook, Insulele   | Noua Zeelandă · (Stat independent în liberă asociere)  | Înalți Comisari ai Noii Zeelande (succesive)                | Aimee Jephson (interimară) | decembrie 2014    |
| Cook, Insulele   | Noua Zeelandă · (Stat independent în liberă asociere)  | Înalți Comisari ai Noii Zeelande (succesive)                | Joanna Kempkers            | 19 iulie 2013     |
| Cook, Insulele   | Noua Zeelandă · (Stat independent în liberă asociere)  | Prim-ministru                                               | Henry Puna                 | 30 noiembrie 2010 |
| Niue, Insule     | Noua Zeelandă · (Teritoriu autonom în liberă asociere) | Regină a Noii Zeelende                                      | Elisabeta a II-a           | 6 februarie 1952  |
| Niue, Insule     | Noua Zeelandă · (Teritoriu autonom în liberă asociere) | Guvernator general                                          | sir Jerry Mateparae        | 31 august 2011    |
| Niue, Insule     | Noua Zeelandă · (Teritoriu autonom în liberă asociere) | Înalți Comisari ai Noii Zeelande (succesivi)                | Ross Ardern                | februarie 2014    |
| Niue, Insule     | Noua Zeelandă · (Teritoriu autonom în liberă asociere) | Înalți Comisari ai Noii Zeelande (succesivi)                | Marc Blumsky               | octombrie 2010    |
| Niue, Insule     | Noua Zeelandă · (Teritoriu autonom în liberă asociere) | Premier                                                     | Toke Tufukia Talagi        | 19 iunie 2008     |
| Ross, Dependența | Noua Zeelandă · (Dependență nelocuită)                 | Regină a Noii Zeelende                                      | Elisabeta a II-a           | 6 februarie 1952  |
| Ross, Dependența | Noua Zeelandă · (Dependență nelocuită)                 | Guvernator general al Noii Zeelende                         | sir Jerry Mateparae        | 31 august 2011    |
| Ross, Dependența | Noua Zeelandă · (Dependență nelocuită)                 | Directori generali ai Antarcticii Noii Zeelende (succesivi) | Peter Beggs                | 4 ianuarie 2014   |
| Ross, Dependența | Noua Zeelandă · (Dependență nelocuită)                 | Directori generali ai Antarcticii Noii Zeelende (succesivi) | Peter Smith (interimar)    | septembrie 2013   |
| Tokelau          | Noua Zeelandă · Teritoriu autonom în liberă asociere)  | Regină a Noii Zeelende                                      | Elisabeta a II-a           | 6 februarie 1952  |
| Tokelau          | Noua Zeelandă · Teritoriu autonom în liberă asociere)  | Guvernator general al Noii Zeelende                         | sir Jerry Mateparae        | 31 august 2011    |
| Tokelau          | Noua Zeelandă · Teritoriu autonom în liberă asociere)  | Administrator                                               | Jonathan Kings             | februarie 2011    |
| Tokelau          | Noua Zeelandă · Teritoriu autonom în liberă asociere)  | Șefi ai Guvernului (Ulu o Tokelau) (succesivi)              | Kuresa Nassau              | februarie 2014    |
| Tokelau          | Noua Zeelandă · Teritoriu autonom în liberă asociere)  | Șefi ai Guvernului (Ulu o Tokelau) (succesivi)              | Salesio Lui                | 5 martie 2013     |

## Teritorii speciale ale Statelor Unite ale Americii
| Teritoriu                                         | Suveranitate și statut                                                                                             | Funcția                                                                             | Numele                            | Începând cu       |
| ------------------------------------------------- | --- | ----------------------------------------------------------------------------------- | --------------------------------- | ----------------- |
| Baker, Insula                                     | Statele Unite ale Americii · (Teritoriu neîncorporat, neorganizat, nelocuit)                                       | Președinte al Statelor Unite ale Americii                                           | Barack Obama                      | 20 ianuarie 2009  |
| Baker, Insula                                     | Statele Unite ale Americii · (Teritoriu neîncorporat, neorganizat, nelocuit)                                       | Director al Servicului Pescuitului și Faunei al Statelor Unite ale Americii         | Daniel M. Ashe                    | 1 iulie 2011      |
| Guam                                              | Statele Unite ale Americii · (Teritoriu neîncorporat, organizat)                                                   | Președinte al Statelor Unite ale Americii                                           | Barack Obama                      | 20 ianuarie 2009  |
| Guam                                              | Statele Unite ale Americii · (Teritoriu neîncorporat, organizat)                                                   | Guvernator                                                                          | Eddie Calvo                       | 3 ianuarie 2011   |
| Guantanamo, Stația Navală Golful (Gitmo sau GTMO) | Statele Unite ale Americii · (Bază navală închiriată)                                                              | Președinte al Statelor Unite ale Americii                                           | Barack Obama                      | 20 ianuarie 2009  |
| Guantanamo, Stația Navală Golful (Gitmo sau GTMO) | Statele Unite ale Americii · (Bază navală închiriată)                                                              | Comandant al bazei                                                                  | Capt. John R. Nettleton           | 29 iunie 2012     |
| Howland, Insula                                   | Statele Unite ale Americii · (Teritoriu neîncorporat, neorganizat, nelocuit)                                       | Președinte al Statelor Unite ale Americii                                           | Barack Obama                      | 20 ianuarie 2009  |
| Howland, Insula                                   | Statele Unite ale Americii · (Teritoriu neîncorporat, neorganizat, nelocuit)                                       | Director al Servicului Pescuitului și Faunei al Statelor Unite ale Americii         | Daniel M. Ashe                    | 1 iulie 2011      |
| Jarvis, Insula                                    | Statele Unite ale Americii · (Teritoriu neîncorporat, neorganizat, nelocuit)                                       | Președinte al Statelor Unite ale Americii                                           | Barack Obama                      | 20 ianuarie 2009  |
| Jarvis, Insula                                    | Statele Unite ale Americii · (Teritoriu neîncorporat, neorganizat, nelocuit)                                       | Director al Servicului Pescuitului și Faunei al Statelor Unite ale Americii         | Daniel M. Ashe                    | 1 iulie 2011      |
| Johnston, Atolul                                  | Statele Unite ale Americii · (Teritoriu neîncorporat, neorganizat, nelocuit)                                       | Președinte al Statelor Unite ale Americii                                           | Barack Obama                      | 20 ianuarie 2009  |
| Johnston, Atolul                                  | Statele Unite ale Americii · (Teritoriu neîncorporat, neorganizat, nelocuit)                                       | Director al Servicului Pescuitului și Faunei al Statelor Unite ale Americii ,       | Daniel M. Ashe                    | 1 iulie 2011      |
| Kingman Reciful                                   | Statele Unite ale Americii · (Teritoriu neîncorporat, neorganizat, nelocuit)                                       | Președinte al Statelor Unite ale Americii                                           | Barack Obama                      | 20 ianuarie 2009  |
| Kingman Reciful                                   | Statele Unite ale Americii · (Teritoriu neîncorporat, neorganizat, nelocuit)                                       | Director al Servicului Pescuitului și Faunei al Statelor Unite ale Americii         | Daniel M. Ashe                    | 1 iulie 2011      |
| Mariane de Nord, Insulele                         | Statele Unite ale Americii · (Stat liber asociat cu Statele Unite ale Americii, teritoriu neîncorporat, organizat) | Președinte al Statelor Unite ale Americii                                           | Barack Obama                      | 20 ianuarie 2009  |
| Mariane de Nord, Insulele                         | Statele Unite ale Americii · (Stat liber asociat cu Statele Unite ale Americii, teritoriu neîncorporat, organizat) | Guvernator                                                                          | Eloy Songao Inos                  | 20 februarie 2013 |
| Midway, Atolul                                    | Statele Unite ale Americii · (Teritoriu neîncorporat, neorganizat, nelocuit)                                       | Președinte al Statelor Unite ale Americii                                           | Barack Obama                      | 20 ianuarie 2009  |
| Midway, Atolul                                    | Statele Unite ale Americii · (Teritoriu neîncorporat, neorganizat, nelocuit)                                       | Director al Servicului Pescuitului și Faunei al Statelor Unite ale Americii         | Daniel M. Ashe                    | 1 iulie 2011      |
| Navasa, Insula                                    | Statele Unite ale Americii · (Teritoriu neîncorporat, neorganizat, nelocuit)                                       | Președinte al Statelor Unite ale Americii                                           | Barack Obama                      | 20 ianuarie 2009  |
| Navasa, Insula                                    | Statele Unite ale Americii · (Teritoriu neîncorporat, neorganizat, nelocuit)                                       | Director al Servicului Pescuitului și Faunei al Statelor Unite ale Americii         | Daniel M. Ashe                    | 1 iulie 2011      |
| Palmyra, Atolul                                   | Statele Unite ale Americii · (Teritoriu neîncorporat, neorganizat, nelocuit)                                       | Președinte al Statelor Unite ale Americii                                           | Barack Obama                      | 20 ianuarie 2009  |
| Palmyra, Atolul                                   | Statele Unite ale Americii · (Teritoriu neîncorporat, neorganizat, nelocuit)                                       | Director al Servicului Pescuitului și Faunei al Statelor Unite ale Americii ,       | Daniel M. Ashe                    | 1 iulie 2011      |
| Palmyra, Atolul                                   | Statele Unite ale Americii · (Teritoriu neîncorporat, neorganizat, nelocuit)                                       | Subsecretari pentru Afacerile Insulare ai Statelor Unite ale Americii , (succesivi) | Esther Puakela Kia’aina           | 11 iulie 2014     |
| Palmyra, Atolul                                   | Statele Unite ale Americii · (Teritoriu neîncorporat, neorganizat, nelocuit)                                       | Subsecretari pentru Afacerile Insulare ai Statelor Unite ale Americii , (succesivi) | Nikolao Pula (interimar)          | 27 ianuarie 2014  |
| Palmyra, Atolul                                   | Statele Unite ale Americii · (Teritoriu neîncorporat, neorganizat, nelocuit)                                       | Subsecretari pentru Afacerile Insulare ai Statelor Unite ale Americii , (succesivi) | Eileen Sobeck (interimară)        | 1 februarie 2013  |
| Palmyra, Atolul                                   | Statele Unite ale Americii · (Teritoriu neîncorporat, neorganizat, nelocuit)                                       | Gestionar                                                                           | Laurie Moore                      | ianuarie 2013     |
| Porto Rico                                        | Statele Unite ale Americii · (Stat liber asociat cu Statele Unite ale Americii, teritoriu neîncorporat, organizat) | Președinte al Statelor Unite ale Americii                                           | Barack Obama                      | 20 ianuarie 2009  |
| Porto Rico                                        | Statele Unite ale Americii · (Stat liber asociat cu Statele Unite ale Americii, teritoriu neîncorporat, organizat) | Guvernator                                                                          | Alejandro García Padilla          | 2 ianuarie 2012   |
| Samoa Americană                                   | Statele Unite ale Americii · (Teritoriu neîncorporat, organizat)                                                   | Președinte al Statelor Unite ale Americii                                           | Barack Obama                      | 20 ianuarie 2009  |
| Samoa Americană                                   | Statele Unite ale Americii · (Teritoriu neîncorporat, organizat)                                                   | Guvernator                                                                          | Lolo Matalasi Moliga              | 3 ianuarie 2012   |
| Virgine Americane, Insulele                       | Statele Unite ale Americii · (Teritoriu neîncorporat, organizat)                                                   | Președinte al Statelor Unite ale Americii                                           | Barack Obama                      | 20 ianuarie 2009  |
| Virgine Americane, Insulele                       | Statele Unite ale Americii · (Teritoriu neîncorporat, organizat)                                                   | Guvernator                                                                          | John de Jongh                     | 1 ianuarie 2007   |
| Wake, Insula sau Atolul Wake                      | Statele Unite ale Americii · (Teritoriu neîncorporat, neorganizat, nelocuit)                                       | Președinte al Statelor Unite ale Americii                                           | Barack Obama                      | 20 ianuarie 2009  |
| Wake, Insula sau Atolul Wake                      | Statele Unite ale Americii · (Teritoriu neîncorporat, neorganizat, nelocuit)                                       | Administratori (succesivi)                                                          | Esther Puakela Kia’aina           | 11 iulie 2014     |
| Wake, Insula sau Atolul Wake                      | Statele Unite ale Americii · (Teritoriu neîncorporat, neorganizat, nelocuit)                                       | Administratori (succesivi)                                                          | Nikolao Pula (interimar)          | 27 ianuarie 2014  |
| Wake, Insula sau Atolul Wake                      | Statele Unite ale Americii · (Teritoriu neîncorporat, neorganizat, nelocuit)                                       | Administratori (succesivi)                                                          | Eileen Sobeck (interimar)         | 1 februarie 2013  |
| Wake, Insula sau Atolul Wake                      | Statele Unite ale Americii · (Teritoriu neîncorporat, neorganizat, nelocuit)                                       | Guvernatori (succesivi)                                                             | Gordon O. Tanne                   | septembrie 2014   |
| Wake, Insula sau Atolul Wake                      | Statele Unite ale Americii · (Teritoriu neîncorporat, neorganizat, nelocuit)                                       | Guvernatori (succesivi)                                                             | Joseph M. McDade, Jr. (interimar) | noiembrie 2013    |

## Teritorii speciale ale Regatului Țărilor de Jos
| Teritoriu                                 | Suveranitate și statut                                                                                     | Funcția                                                                                         | Numele                                | Începând cu       |
| ----------------------------------------- | --- | ----------------------------------------------------------------------------------------------- | ------------------------------------- | ----------------- |
| Aruba                                     | Țările de Jos · (Stat constitutiv al Regatului Țărilor de Jos)                                             | Rege al Țărilor de Jos                                                                          | Willem-Alexander                      | 30 aprilie 2013   |
| Aruba                                     | Țările de Jos · (Stat constitutiv al Regatului Țărilor de Jos)                                             | Guvernator                                                                                      | Fredis Refunjol                       | 1 mai 2004        |
| Aruba                                     | Țările de Jos · (Stat constitutiv al Regatului Țărilor de Jos)                                             | Prim-ministru (ministru președinte)                                                             | Mike Eman                             | 30 octombrie 2009 |
| Bonaire                                   | Țările de Jos · [Municipalitate specială (entitate publlică caraibiană) în cadrul statului Țările de Jos.] | Rege al Țărilor de Jos                                                                          | Willem-Alexander                      | 30 aprilie 2013   |
| Bonaire                                   | Țările de Jos · [Municipalitate specială (entitate publlică caraibiană) în cadrul statului Țările de Jos.] | Prim-ministru al Țărilor de Jos                                                                 | Mark Rutte                            | 14 octombrie 2010 |
| Bonaire                                   | Țările de Jos · [Municipalitate specială (entitate publlică caraibiană) în cadrul statului Țările de Jos.] | Reprezentanți naționali pentru entitățile publice Bonaire, Saba și Sfântul Eustatie (succesivi) | Gilbert Isabella                      | 1 septembrie 2014 |
| Bonaire                                   | Țările de Jos · [Municipalitate specială (entitate publlică caraibiană) în cadrul statului Țările de Jos.] | Reprezentanți naționali pentru entitățile publice Bonaire, Saba și Sfântul Eustatie (succesivi) | Julian Carlyle A. Woodley (interimar) | 1 mai 2014        |
| Bonaire                                   | Țările de Jos · [Municipalitate specială (entitate publlică caraibiană) în cadrul statului Țările de Jos.] | Reprezentanți naționali pentru entitățile publice Bonaire, Saba și Sfântul Eustatie (succesivi) | Wilbert Stolte                        | 1 mai 2011        |
| Bonaire                                   | Țările de Jos · [Municipalitate specială (entitate publlică caraibiană) în cadrul statului Țările de Jos.] | Locotenenți guvernatori (gezaghebber) (succesivi)                                               | Edison Rijna                          | 1 martie 2014     |
| Bonaire                                   | Țările de Jos · [Municipalitate specială (entitate publlică caraibiană) în cadrul statului Țările de Jos.] | Locotenenți guvernatori (gezaghebber) (succesivi)                                               | Lydia Emerencia                       | 1 martie 2012     |
| Curaçao                                   | Țările de Jos · (Stat constitutiv al Regatului Țărilor de Jos)                                             | Rege al Țărilor de Jos                                                                          | Willem-Alexander                      | 30 aprilie 2013   |
| Curaçao                                   | Țările de Jos · (Stat constitutiv al Regatului Țărilor de Jos)                                             | Guvernatoare                                                                                    | Lucille George-Wout                   | 4 noiembrie 2013  |
| Curaçao                                   | Țările de Jos · (Stat constitutiv al Regatului Țărilor de Jos)                                             | Prim-ministru (ministru preșsdinte)                                                             | Ivar Asjes                            | 7 iunie 2013      |
| Saba                                      | Țările de Jos · [Municipalitate specială (entitate publlică caraibiană) în cadrul statului Țările de Jos]  | Rege al Țărilor de Jos                                                                          | Willem-Alexander                      | 30 aprilie 2013   |
| Saba                                      | Țările de Jos · [Municipalitate specială (entitate publlică caraibiană) în cadrul statului Țările de Jos]  | Prim-ministru al Țărilor de Jos                                                                 | Mark Rutte                            | 14 octombrie 2010 |
| Saba                                      | Țările de Jos · [Municipalitate specială (entitate publlică caraibiană) în cadrul statului Țările de Jos]  | Reprezentanți naționali pentru entitățile publice Bonaire, Saba și Sfântul Eustatie (succesivi) | Gilbert Isabella                      | 1 septembrie 2014 |
| Saba                                      | Țările de Jos · [Municipalitate specială (entitate publlică caraibiană) în cadrul statului Țările de Jos]  | Reprezentanți naționali pentru entitățile publice Bonaire, Saba și Sfântul Eustatie (succesivi) | Julian Carlyle A. Woodley (interimar) | 1 mai 2014        |
| Saba                                      | Țările de Jos · [Municipalitate specială (entitate publlică caraibiană) în cadrul statului Țările de Jos]  | Reprezentanți naționali pentru entitățile publice Bonaire, Saba și Sfântul Eustatie (succesivi) | Wilbert Stolte                        | 1 mai 2011        |
| Saba                                      | Țările de Jos · [Municipalitate specială (entitate publlică caraibiană) în cadrul statului Țările de Jos]  | Locotenent guvernator (gezaghebber)                                                             | Jonathan G.A. Johnson                 | 2 iulie 2008      |
| Sfântul Eustatie (Sint Eustatius)         | Țările de Jos · [Municipalitate specială (entitate publlică caraibiană) în cadrul statului Țările de Jos]  | Rege al Țărilor de Jos                                                                          | Willem-Alexander                      | 30 aprilie 2013   |
| Sfântul Eustatie (Sint Eustatius)         | Țările de Jos · [Municipalitate specială (entitate publlică caraibiană) în cadrul statului Țările de Jos]  | Prim-ministru al Țărilor de Jos                                                                 | Mark Rutte                            | 14 octombrie 2010 |
| Sfântul Eustatie (Sint Eustatius)         | Țările de Jos · [Municipalitate specială (entitate publlică caraibiană) în cadrul statului Țările de Jos]  | Reprezentanți naționali pentru entitățile publice Bonaire, Saba și Sfântul Eustatie (succesivi) | Gilbert Isabella                      | 1 septembrie 2014 |
| Sfântul Eustatie (Sint Eustatius)         | Țările de Jos · [Municipalitate specială (entitate publlică caraibiană) în cadrul statului Țările de Jos]  | Reprezentanți naționali pentru entitățile publice Bonaire, Saba și Sfântul Eustatie (succesivi) | Julian Carlyle A. Woodley (interimar) | 1 mai 2014        |
| Sfântul Eustatie (Sint Eustatius)         | Țările de Jos · [Municipalitate specială (entitate publlică caraibiană) în cadrul statului Țările de Jos]  | Reprezentanți naționali pentru entitățile publice Bonaire, Saba și Sfântul Eustatie (succesivi) | Wilbert Stolte                        | 1 mai 2011        |
| Sfântul Eustatie (Sint Eustatius)         | Țările de Jos · [Municipalitate specială (entitate publlică caraibiană) în cadrul statului Țările de Jos]  | Locotenent guvernator (gezaghebber)                                                             | Gerald Berkel                         | 1 aprilie 2010    |
| Sfântul Martin [Sint Maarten (Nederland)] | Țările de Jos · (Stat constitutiv al Regatului Țărilor de Jos)                                             | Rege al Țărilor de Jos                                                                          | Willem-Alexander                      | 30 aprilie 2013   |
| Sfântul Martin [Sint Maarten (Nederland)] | Țările de Jos · (Stat constitutiv al Regatului Țărilor de Jos)                                             | Guvernator                                                                                      | Eugene Holiday                        | 10 octombrie 2010 |
| Sfântul Martin [Sint Maarten (Nederland)] | Țările de Jos · (Stat constitutiv al Regatului Țărilor de Jos)                                             | Prim-miniștri (miniștri președinți) (succesivi)                                                 | Marcel Gumbs                          | 17 decembrie 2014 |
| Sfântul Martin [Sint Maarten (Nederland)] | Țările de Jos · (Stat constitutiv al Regatului Țărilor de Jos)                                             | Prim-miniștri (miniștri președinți) (succesivi)                                                 | Sarah Wescot-Williams                 | 10 octombrie 2010 |

## Alte teritorii nesuverane
| Teritoriu                                              | Suveranitate și statut                                                           | Funcția                                                                                             | Numele                                         | Începând cu        |
| ------------------------------------------------------ | -------------------------------------------------------------------------------- | --------------------------------------------------------------------------------------------------- | ---------------------------------------------- | ------------------ |
| Adjaria (Acaristan)                                    | Georgia · (Republică autonomă)                                                   | Președinte al Georgiei                                                                              | Giorgi Margvelashvili                          | 17 noiembrie 2013  |
| Adjaria (Acaristan)                                    | Georgia · (Republică autonomă)                                                   | Președinte al Consiliului Suprem                                                                    | Avtandil Beridze                               | 28 octombrie 2012  |
| Adjaria (Acaristan)                                    | Georgia · (Republică autonomă)                                                   | Președinte al guvernului                                                                            | Archil Khabadze                                | 30 octombrie 2012  |
| Alo                                                    | Wallis și Futuna (Regat tradițional)                                             | Administrator superior al Wallis și Futuna                                                          | Michel Aubouin                                 | 30 martie 2013     |
| Alo                                                    | Wallis și Futuna (Regat tradițional)                                             | Regi (Tu`i Agaifo)                                                                                  | Petelo Sea                                     | 17 ianuarie 2014   |
| Alo                                                    | Wallis și Futuna (Regat tradițional)                                             | Regi (Tu`i Agaifo)                                                                                  | funcție vacantă                                | 22 ianuarie 2010   |
| Alo                                                    | Wallis și Futuna (Regat tradițional)                                             | Prim-ministru (Tiafo)                                                                               | Atonio Tuiseka                                 | 2008 ?             |
| Antarctica                                             | Statele semnatare ale Tratatului Antarcticii (Teritoriu cu statut intrenational) | Secretar Executiv al Secretariatului Tratatului Antarctic                                           | Manfred Reinke Germania)                       | 1 septembrie 2009  |
| Antarctica Argentiniană                                | Argentina · (Teritoriu revendicat)                                               | Președintă a Națiunii Argentiniene                                                                  | Cristina Fernández de Kirchner                 | 10 decembrie 2007  |
| Antarctica Argentiniană                                | Argentina · (Teritoriu revendicat)                                               | Guvernatoare a provinciei argentiniene Tierra del Fuego, Antarctica și Insulele Atlanticului de Sud | Fabiana Rios                                   | 10 decembrie 2007  |
| Antarctica Braziliană                                  | Brazilia · (Teritoriu revendicat informal)                                       | Președintă a Republicii Federale Brazilia                                                           | Dilma Rousseff                                 | 1 ianuarie 2011    |
| Antarctica Braziliană                                  | Brazilia · (Teritoriu revendicat informal)                                       | Coordonator al Comisiei Interministeriale Braziliene pentru Resurse Maritime                        | Julio Soares de Moura Neto                     | 1 martie 2007      |
| Antarctica Chiliană                                    | Chile · (Teritoriu revendicat)                                                   | Președinți ai Republicii Chile (succesivi)                                                          | Michelle Bachelet                              | 11 martie 2014     |
| Antarctica Chiliană                                    | Chile · (Teritoriu revendicat)                                                   | Președinți ai Republicii Chile (succesivi)                                                          | Sebastián Piñera                               | 11 martie 2010     |
| Antarctica Chiliană                                    | Chile · (Teritoriu revendicat)                                                   | Guvernatori ai provinciei Antartica Chileană (succesivi)                                            | Patricio Oyarzo Gaez                           | 11 martie 2014     |
| Antarctica Chiliană                                    | Chile · (Teritoriu revendicat)                                                   | Guvernatori ai provinciei Antartica Chileană (succesivi)                                            | Nelson Cárcamo Barrera                         | 16 martie 2010     |
| Athos, Statul Teocratic al Sfîntului Munte             | Grecia · (Republică monastică autonomă)                                          | Șef al statului                                                                                     | Evangelos Venizelos                            | 25 iunie 2013      |
| Athos, Statul Teocratic al Sfîntului Munte             | Grecia · (Republică monastică autonomă)                                          | Administrator laic                                                                                  | Aristos Kasmiroglou                            | 31 mai 2010        |
| Athos, Statul Teocratic al Sfîntului Munte             | Grecia · (Republică monastică autonomă)                                          | Lider spiritual                                                                                     | Bartolomeu I                                   | 22 octombrie 1991  |
| Athos, Statul Teocratic al Sfîntului Munte             | Grecia · (Republică monastică autonomă)                                          | Protoi (succesivi)                                                                                  | geron Simeon (Mănăstirea Dionisiu)             | 14 iunie 2014      |
| Athos, Statul Teocratic al Sfîntului Munte             | Grecia · (Republică monastică autonomă)                                          | Protoi (succesivi)                                                                                  | geron ieromonah Stefanos (Mănăstirea Hilandar) | 14 iunie 2013      |
| Azore, Insulele                                        | Portugalia · (Regiune autonomă)                                                  | Președinte al Republicii Portugheze                                                                 | Aníbal Cavaco Silva                            | 9 martie 2006      |
| Azore, Insulele                                        | Portugalia · (Regiune autonomă)                                                  | Reprezentant al Republicii Portugheze                                                               | Pedro Manuel dos Reis Alves Catarino           | 11 aprilie 2011    |
| Azore, Insulele                                        | Portugalia · (Regiune autonomă)                                                  | Președinte al Guvernului                                                                            | Vasco Cordeiro                                 | 6 noiembrie 2012   |
| Åland, Insulele (sau Insulele Aaland)                  | Finlanda · (Regiune autonomă)                                                    | Președinte al Republicii Finlanda                                                                   | Sauli Niinistö                                 | 1 martie 2012      |
| Åland, Insulele (sau Insulele Aaland)                  | Finlanda · (Regiune autonomă)                                                    | Guvernator (Landshövding)                                                                           | Peter Lindbäck                                 | 5 martie 1999      |
| Åland, Insulele (sau Insulele Aaland)                  | Finlanda · (Regiune autonomă)                                                    | Prim-ministru (lantråd)                                                                             | Camilla Gunell                                 | 25 noiembrie 2011  |
| Badahșanul de Munte (sau Gorno Badahșan, GBAO)         | Tadjikistan · (Provincie autonomă)                                               | Președinte al Republicii Tadjikistan                                                                | Emomali Rahmon                                 | 19 noiembrie 1992  |
| Badahșanul de Munte (sau Gorno Badahșan, GBAO)         | Tadjikistan · (Provincie autonomă)                                               | Președinte al Hukumat                                                                               | Shodikhon Jamshedov                            | 19 noiembrie 2013  |
| Bajo Nuevo, Bancul (sau Insula Petrel)                 | Columbia · (Insulǎ nelocuitǎ)                                                    | Președinte al Republicii Columbia                                                                   | Juan Manuel Santos                             | 7 august 2010      |
| Bajo Nuevo, Bancul (sau Insula Petrel)                 | Columbia · (Insulǎ nelocuitǎ)                                                    | Guvernator al departamentului San Andrés y Providencia                                              | Aury Socorro Guerrero Bowie                    | 1 ianuarie 2012    |
| Barbuda                                                | Antigua și Barbuda · (Depedență autonomă)                                        | Regină a Antiguei și Barbudei                                                                       | Elisabeta a II-a                               | 1 noiembrie 1981   |
| Barbuda                                                | Antigua și Barbuda · (Depedență autonomă)                                        | Guvernatori generali (succesivi)                                                                    | sir Rodney Williams                            | 14 august 2014     |
| Barbuda                                                | Antigua și Barbuda · (Depedență autonomă)                                        | Guvernatori generali (succesivi)                                                                    | dame Louise Lake-Tack                          | 17 iulie 2007      |
| Barbuda                                                | Antigua și Barbuda · (Depedență autonomă)                                        | Președintele Consiliului Barbudei                                                                   | Arthur Manoah Nibbs                            | mai 2013           |
| Bougainville, Insulele                                 | Papua Noua Guinee · (Regiune autonomă)                                           | Regină a Papua Noua Guinee                                                                          | Elisabeta a II-a                               | 16 septembrie 1971 |
| Bougainville, Insulele                                 | Papua Noua Guinee · (Regiune autonomă)                                           | Guvernator general al Papua Noua Guinee                                                             | sir Michael Ogio                               | 20 decembrie 2010  |
| Bougainville, Insulele                                 | Papua Noua Guinee · (Regiune autonomă)                                           | Președinte                                                                                          | John Momis                                     | 10 ianuarie 2010   |
| Canare, Insulele                                       | Spania · (Comunitate autonomă a Spaniei)                                         | Regi ai Spaniei (succesivi)                                                                         | Felipe al VI-lea                               | 17 iunie 2014      |
| Canare, Insulele                                       | Spania · (Comunitate autonomă a Spaniei)                                         | Regi ai Spaniei (succesivi)                                                                         | Juan Carlos I                                  | 22 noiembrie 1975  |
| Canare, Insulele                                       | Spania · (Comunitate autonomă a Spaniei)                                         | Delegată a Guvernului spaniol                                                                       | María del Carmen Hernández Bento               | 31 decembrie 2011  |
| Canare, Insulele                                       | Spania · (Comunitate autonomă a Spaniei)                                         | Președinte al Guvernului                                                                            | Paulino Rivero                                 | 13 iulie 2007      |
| Carriacou și Petite Martinique                         | Grenada · (Dependență de jure autonomă)                                          | Regină a Grenadei                                                                                   | Elisabeta a II-a                               | 7 februarie 1974   |
| Carriacou și Petite Martinique                         | Grenada · (Dependență de jure autonomă)                                          | Guvernatoare generală a Grenadei                                                                    | dame Cécile La Grenade                         | 7 aprilie 2013     |
| Carriacou și Petite Martinique                         | Grenada · (Dependență de jure autonomă)                                          | Ministru însărcinat cu Carriacou și Petite Martinique                                               | Elvin Nimrod                                   | 3 martie 2013      |
| Ceuta                                                  | Spania · (Oraș autonom al Spaniei)                                               | Regi ai Spaniei (succesivi)                                                                         | Felipe al VI-lea                               | 17 iunie 2014      |
| Ceuta                                                  | Spania · (Oraș autonom al Spaniei)                                               | Regi ai Spaniei (succesivi)                                                                         | Juan Carlos I                                  | 22 noiembrie 1975  |
| Ceuta                                                  | Spania · (Oraș autonom al Spaniei)                                               | Delegat al Guvernului spaniol                                                                       | Francisco Antonio González Pérez               | 31 decembrie 2011  |
| Ceuta                                                  | Spania · (Oraș autonom al Spaniei)                                               | Primar președinte                                                                                   | Juan Jesús Vivas Lara                          | 7 februarie 2001   |
| Crimeea (vezi și: §2 și §15)                           | Ucraina · (Republică autonomă)                                                   | administrație autodizolvată prin proclamarea unilaterală a independenței față de Ucraina            |                                                | 17 martie 2014     |
| Crimeea (vezi și: §2 și §15)                           | Ucraina · (Republică autonomă)                                                   | abolirea autonomiei de jure de de către guvernul central ucrainean                                  |                                                | 15 martie 2014     |
| Crimeea (vezi și: §2 și §15)                           | Ucraina · (Republică autonomă)                                                   | Președinți ai Republicii Ucraina (succesivi)                                                        | Oleksandr Turchynov (interimar)                | 23 februarie 2014  |
| Crimeea (vezi și: §2 și §15)                           | Ucraina · (Republică autonomă)                                                   | Președinți ai Republicii Ucraina (succesivi)                                                        | Viktor Ianukovici                              | 25 februarie 2010  |
| Crimeea (vezi și: §2 și §15)                           | Ucraina · (Republică autonomă)                                                   | Reprezentanți ai președintelui Ucrainei (succesivi)                                                 | Serhiy Kunitsyn                                | 27 februarie 2014  |
| Crimeea (vezi și: §2 și §15)                           | Ucraina · (Republică autonomă)                                                   | Reprezentanți ai președintelui Ucrainei (succesivi)                                                 | Viktor Plakida ,                               | 8 iunie 2011       |
| Crimeea (vezi și: §2 și §15)                           | Ucraina · (Republică autonomă)                                                   | Președinte al Consiliului Suptrm                                                                    | Volodymyr Konstantynov                         | 17 martie 2010     |
| Crimeea (vezi și: §2 și §15)                           | Ucraina · (Republică autonomă)                                                   | Primi-miniștri (succesivi)                                                                          | Serhiy Aksyonov (de facto)                     | 27 februarie 2014  |
| Crimeea (vezi și: §2 și §15)                           | Ucraina · (Republică autonomă)                                                   | Primi-miniștri (succesivi)                                                                          | Anatolii Mogilev                               | 11 noiembrie 2011  |
| Feroe, Insulele (sau Insulele Færøerne)                | Danemarca · (Regiune autonomă)                                                   | Regină a Danemarcei                                                                                 | Margareta a II-a                               | 14 ianuarie 1972   |
| Feroe, Insulele (sau Insulele Færøerne)                | Danemarca · (Regiune autonomă)                                                   | Înalt comisar (Rigsombudsmand)                                                                      | Dan M. Knudsen                                 | 1 ianuarie 2008    |
| Feroe, Insulele (sau Insulele Færøerne)                | Danemarca · (Regiune autonomă)                                                   | Prim-ministru (Løgmað)                                                                              | Kaj Leo Johannesen                             | 26 septembrie 2008 |
| Galapagos, Insulele (sau Arhipelagul Colón)            | Ecuador · (Provincie)                                                            | Președinte al Republicii Ecuador                                                                    | Rafael Correa                                  | 15 ianuarie 2007   |
| Galapagos, Insulele (sau Arhipelagul Colón)            | Ecuador · (Provincie)                                                            | Guvernator                                                                                          | Jorge Alfredo Torres Pallo                     | 18 septembrie 2008 |
| Galapagos, Insulele (sau Arhipelagul Colón)            | Ecuador · (Provincie)                                                            | Președintă a Consiliului de Guvernare cu Regim Special                                              | María Isabel Salvador Crespo                   | august 2013        |
| ,Galmudug                                              | Somalia · (Stat autonom în cadrul Somaliei)                                      | Președinte al Republicii Federale Somalia                                                           | Hassan Sheikh Mohamoud                         | 10 septembrie 2012 |
| ,Galmudug                                              | Somalia · (Stat autonom în cadrul Somaliei)                                      | Președinte                                                                                          | Abdi Hasan Awale                               | 14 august 2012     |
| Găgăuzia (sau Gagauz-Yeri)                             | Moldova, Republica (District autonom)                                            | Președinte al Republicii Moldova                                                                    | Nicolae Timofti                                | 23 martie 2012     |
| Găgăuzia (sau Gagauz-Yeri)                             | Moldova, Republica (District autonom)                                            | Guvernator (bașkan)                                                                                 | Mihail Formuzal                                | 29 decembrie 2006  |
| Gilgit-Baltistan                                       | Pakistan · (Provincie autonomâ)                                                  | Președinte al Republicii Pakistan                                                                   | Mamnoon Hussain                                | 9 septembrie 2013  |
| Gilgit-Baltistan                                       | Pakistan · (Provincie autonomâ)                                                  | Guvernator                                                                                          | Karam Ali Shah                                 | 26 ianuarie 2011   |
| Gilgit-Baltistan                                       | Pakistan · (Provincie autonomâ)                                                  | Miniștri Șefi (succesivi)                                                                           | Sher Jahan Mir (interimar)                     | 12 decembrie 2014  |
| Gilgit-Baltistan                                       | Pakistan · (Provincie autonomâ)                                                  | Miniștri Șefi (succesivi)                                                                           | Syed Mehdi Shah                                | 12 decembrie 2009  |
| Groenlanda                                             | Danemarca · (Regiune autonomă)                                                   | Regină a Danemarcei                                                                                 | Margareta a II-a                               | 14 ianuarie 1972   |
| Groenlanda                                             | Danemarca · (Regiune autonomă)                                                   | Înalt comisar (Rigsombudsmandur)                                                                    | Mikaela Engell                                 | 1 aprilie 2011     |
| Groenlanda                                             | Danemarca · (Regiune autonomă)                                                   | Premieri (conducători ai Guvernului Landsstyreformanden) (succesivi)                                | Kim Kielsen                                    | 1 octombrie 2014   |
| Groenlanda                                             | Danemarca · (Regiune autonomă)                                                   | Premieri (conducători ai Guvernului Landsstyreformanden) (succesivi)                                | Aleqa Hammond                                  | 5 aprilie 2013     |
| Hong Kong (sau Xianggang)                              | China (Regiune administrativă specială)                                          | Președinte al Republicii Populare Chineze                                                           | Xi Jinping                                     | 14 martie 2013     |
| Hong Kong (sau Xianggang)                              | China (Regiune administrativă specială)                                          | Șef al executivului                                                                                 | Leung Chun-ying                                | 1 iulie 2012       |
| Jubaland (vezi și : §15)                               | Somalia · (Stat autonom în cadrul Somaliei)                                      | Președinte al Republicii Federalr Somalia                                                           | Hassan Sheikh Mohamoud                         | 10 septembrie 2012 |
| Jubaland (vezi și : §15)                               | Somalia · (Stat autonom în cadrul Somaliei)                                      | Președinte al Consililui Executiv al Administrației Interimare                                      | Sheikh Ahmed Mohamed Islam "Madobe"            | 20 ianuarie 2014   |
| Karakalpakstan                                         | Uzbekistan · (Republică autonomă)                                                | Președinte al Republicii Uzbekistan                                                                 | Islam Karimov                                  | 24 martie 1990     |
| Karakalpakstan                                         | Uzbekistan · (Republică autonomă)                                                | Președinte al Jokargy Kenes                                                                         | Musa Yerniyazov                                | 2 mai 2002         |
| Karakalpakstan                                         | Uzbekistan · (Republică autonomă)                                                | Președinte al Consiliului de Miniștri                                                               | Bakhodir Yangiboyev                            | 3 martie 2006      |
| Kurdistanul Irakian                                    | Irak · (Regiune autonomă)                                                        | Președinți ai Republicii Irak (succesivi)                                                           | Fuad Masum                                     | 24 iulie 2014      |
| Kurdistanul Irakian                                    | Irak · (Regiune autonomă)                                                        | Președinți ai Republicii Irak (succesivi)                                                           | Jalal Talabani                                 | 7 aprilie 2005     |
| Kurdistanul Irakian                                    | Irak · (Regiune autonomă)                                                        | Președinte                                                                                          | Massoud Barzani ,                              | 14 iunie 2005      |
| Kurdistanul Irakian                                    | Irak · (Regiune autonomă)                                                        | Prim-ministru                                                                                       | Nechervan Barzani ,                            | 7 martie 2012      |
| Macao (sau Àomén)                                      | China (Regiune administrativă specială)                                          | Președinte al Republicii Populare Chineze                                                           | Xi Jinping                                     | 14 martie 2013     |
| Macao (sau Àomén)                                      | China (Regiune administrativă specială)                                          | Șef al executivului                                                                                 | Fernando Chui Sai On                           | 20 decembrie 2009  |
| Madeira, Insulele                                      | Portugalia · (Regiune autonomă)                                                  | Președinte al Republicii Portugheze                                                                 | Aníbal Cavaco Silva                            | 9 martie 2006      |
| Madeira, Insulele                                      | Portugalia · (Regiune autonomă)                                                  | Reprezentant al Republicii Portugheze                                                               | Irineu Cabral Barreto                          | 11 aprilie 2011    |
| Madeira, Insulele                                      | Portugalia · (Regiune autonomă)                                                  | Președinte al Guvernului                                                                            | Alberto João Jardim                            | 17 martie 1978     |
| Melilla                                                | Spania · (Oraș autonom al Spaniei)                                               | Regi ai Spaniei (succesivi)                                                                         | Felipe al VI-lea                               | 17 iunie 2014      |
| Melilla                                                | Spania · (Oraș autonom al Spaniei)                                               | Regi ai Spaniei (succesivi)                                                                         | Juan Carlos I                                  | 22 noiembrie 1975  |
| Melilla                                                | Spania · (Oraș autonom al Spaniei)                                               | Delegat al Guvernului spaniol                                                                       | Abdelmalik El Barkani Abdelkader               | 31 decembrie 2011  |
| Melilla                                                | Spania · (Oraș autonom al Spaniei)                                               | Primar președinte                                                                                   | Juan José Imbroda Ortiz                        | 19 iulie 2000      |
| Mindanao musulman                                      | Filipine · (Regiune autonomă)                                                    | Președinte al Republicii Filipine                                                                   | Benigno Aquino III                             | 30 iunie 2010      |
| Mindanao musulman                                      | Filipine · (Regiune autonomă)                                                    | Guvernator                                                                                          | Mujiv Hataman                                  | 22 decembrie 2011  |
| Nahicivan                                              | Azerbaidjan · (Republică autonomă)                                               | Președinte al Republicii Azerbaidjan                                                                | Ilham Aliyev ,                                 | 15 octombrie 2003  |
| Nahicivan                                              | Azerbaidjan · (Republică autonomă)                                               | Președinte al Consiliului Suprem                                                                    | Vasif Talıbov                                  | 16 decembrie 1995  |
| Nahicivan                                              | Azerbaidjan · (Republică autonomă)                                               | Prim-ministru                                                                                       | Alovsat Bakhshiyev                             | 2000               |
| Nevis, Insula                                          | Sfântul Cristofor și Nevis · (Insulă autonomă)                                   | Regină a Sfântului Cristofor și Nevisului                                                           | Elisabeta a II-a                               | 19 septembrie 1979 |
| Nevis, Insula                                          | Sfântul Cristofor și Nevis · (Insulă autonomă)                                   | Guvernator general al Sfântului Cristofor și Nevisului                                              | Sir Edmund Lawrence                            | 2 ianuarie 2013    |
| Nevis, Insula                                          | Sfântul Cristofor și Nevis · (Insulă autonomă)                                   | Viceguvernator general                                                                              | Eustace John                                   | 15 ianuarie 1994   |
| Nevis, Insula                                          | Sfântul Cristofor și Nevis · (Insulă autonomă)                                   | Prim-ministru                                                                                       | Vance Amory                                    | 13 ianuarie 2013   |
| Paștelui, Insula                                       | Chile · (Provincie)                                                              | Președinți ai Republicii Chile (succesivi)                                                          | Michelle Bachelet                              | 11 martie 2014     |
| Paștelui, Insula                                       | Chile · (Provincie)                                                              | Președinți ai Republicii Chile (succesivi)                                                          | Sebastián Piñera                               | 11 martie 2010     |
| Paștelui, Insula                                       | Chile · (Provincie)                                                              | Guvernatori (succesivi)                                                                             | Marta Hotus Tuki                               | 11 martie 2014     |
| Paștelui, Insula                                       | Chile · (Provincie)                                                              | Guvernatori (succesivi)                                                                             | Carmen Cardinali Paoa                          | 6 septembrie 2010  |
| Paștelui, Insula                                       | Chile · (Provincie)                                                              | Primar                                                                                              | Pedro Edmunds Paoa                             | noiembrie 2012     |
| Principe, Insula                                       | São Tomé și Príncipe · (Provincie cu autoguvernare)                              | Președinte al Republicii Sao Tome și Principe                                                       | Manuel Pinto da Costa                          | 3 septembrie 2011  |
| Principe, Insula                                       | São Tomé și Príncipe · (Provincie cu autoguvernare)                              | Președinte al guvernului regional                                                                   | José Cardoso Cassandra                         | 5 octombrie 2006   |
| Prințul Eduard, Insulele                               | Africa de Sud · (Insule izolate și nelocuite atașate orașului Cape Town)         | Președinte al Republicii Africa de Sud                                                              | Jacob Zuma                                     | 9 mai 2009         |
| Prințul Eduard, Insulele                               | Africa de Sud · (Insule izolate și nelocuite atașate orașului Cape Town)         | Primar al orașului Cape Town                                                                        | Patricia de Lille                              | 1 iunie 2011       |
| Prințul Eduard, Insulele                               | Africa de Sud · (Insule izolate și nelocuite atașate orașului Cape Town)         | Director de Asistență pentru Oceanul de Sud și Antarctica                                           | Nishendra Devanunthan                          | 1 iulie 2013       |
| Puntland                                               | Somalia · (Stat autonom în cadrul Somaliei                                       | Președinte al Republicii Federale Somalia                                                           | Hassan Sheikh Mohamoud                         | 10 septembrie 2012 |
| Puntland                                               | Somalia · (Stat autonom în cadrul Somaliei                                       | Președinți (succesivi)                                                                              | Abdiweli Mohamed Ali                           | 8 ianuarie 2014    |
| Puntland                                               | Somalia · (Stat autonom în cadrul Somaliei                                       | Președinți (succesivi)                                                                              | Abdirahman Mohamud „Farole"                    | 11 ianuarie 2009   |
| Rodrigues, Insula                                      | Mauritius · (Insulă autonomă)                                                    | Președinte al Republicii Mauritius                                                                  | Rajkeswur Purryag                              | 21 iulie 2012      |
| Rodrigues, Insula                                      | Mauritius · (Insulă autonomă)                                                    | Comisar Șef                                                                                         | Louis Serge Clair                              | 11 februarie 2012  |
| Rodrigues, Insula                                      | Mauritius · (Insulă autonomă)                                                    | Director General                                                                                    | Jacques Davis Hee Hong Wye                     | 13 februarie 2012  |
| Rosalind, Bancul (sau Bancul Rosalinda sau Rosa Linda) | Columbia · (Atol submers nelocuit)                                               | Președinte al Republicii Columbia                                                                   | Juan Manuel Santos                             | 7 august 2010      |
| Rosalind, Bancul (sau Bancul Rosalinda sau Rosa Linda) | Columbia · (Atol submers nelocuit)                                               | Guvernator al departamentului San Andrés y Providencia                                              | Aury Socorro Guerrero Bowie                    | 1 ianuarie 2012    |
| Serranilla, Bancul                                     | Columbia · (Insulǎ nelocuitǎ)                                                    | Președinte al Republicii Columbia                                                                   | Juan Manuel Santos                             | 7 august 2010      |
| Serranilla, Bancul                                     | Columbia · (Insulǎ nelocuitǎ)                                                    | Guvernator al departamentului San Andrés y Providencia                                              | Aury Socorro Guerrero Bowie                    | 1 ianuarie 2012    |
| Sigavé                                                 | Wallis și Futuna (Regat tradițional)                                             | Administrator superior al Wallis și Futuna                                                          | Michel Aubouin                                 | 30 martie 2013     |
| Sigavé                                                 | Wallis și Futuna (Regat tradițional)                                             | Rege (Sau)                                                                                          | funcție vacantă                                | 24 octombrie 2014  |
| Sigavé                                                 | Wallis și Futuna (Regat tradițional)                                             | Rege (Sau)                                                                                          | Polikalepo Kolivai                             | 1 iulie 2010       |
| Sigavé                                                 | Wallis și Futuna (Regat tradițional)                                             | Prim-miniștri (Kaifakaului) (succesivi)                                                             | Ateliano Keletaona                             | 9 octombrie 2014   |
| Sigavé                                                 | Wallis și Futuna (Regat tradițional)                                             | Prim-miniștri (Kaifakaului) (succesivi)                                                             | Lusiano Soko                                   | 2006 ?             |
| , Somalia de Sud-Vest                                  | Somalia · (Stat autonom în cadrul Somaliei)                                      | Președinte al Republicii federale Somalia                                                           | Hassan Sheikh Mohamoud                         | 10 septembrie 2012 |
| , Somalia de Sud-Vest                                  | Somalia · (Stat autonom în cadrul Somaliei)                                      | Președinți (succesivi)                                                                              | Sharif Hassan Sheikh Aden                      | 3 decembrie 2014   |
| , Somalia de Sud-Vest                                  | Somalia · (Stat autonom în cadrul Somaliei)                                      | Președinți (succesivi)                                                                              | Madobe Nunow Mohamed                           | 3 martie 2014      |
| Tobago, Insula                                         | Trinidad și Tobago (Regiune autonomă) (Regiune autonomă)                         | Președinte al Republicii Trinidad și Tobago                                                         | Anthony Carmona                                | 18 martie 2013     |
| Tobago, Insula                                         | Trinidad și Tobago (Regiune autonomă) (Regiune autonomă)                         | Secretar șef al Camerii Adunării                                                                    | Orville London                                 | 29 ianuarie 2001   |
| Uvea                                                   | Wallis și Futuna (Regat tradițional)                                             | Administrator superior al Wallis și Futuna                                                          | Michel Aubouin                                 | 30 martie 2013     |
| Uvea                                                   | Wallis și Futuna (Regat tradițional)                                             | Rege (Lavelua)                                                                                      | funcție vacantă                                | 2 septembrie 2014  |
| Uvea                                                   | Wallis și Futuna (Regat tradițional)                                             | Rege (Lavelua)                                                                                      | Kapeliele „Gabriel" Faupala                    | 25 iulie 2008      |
| Uvea                                                   | Wallis și Futuna (Regat tradițional)                                             | Prim-miniștri (Kalae Kivalu) (succesivi)                                                            | Akusitino Manakofaiva                          | 11 septembrie 2014 |
| Uvea                                                   | Wallis și Futuna (Regat tradițional)                                             | Prim-miniștri (Kalae Kivalu) (succesivi)                                                            | funcție vacantă                                | 2 septembrie 2014  |
| Uvea                                                   | Wallis și Futuna (Regat tradițional)                                             | Prim-miniștri (Kalae Kivalu) (succesivi)                                                            | Akusitino Manakofaiva                          | 19 ianuarie 2014   |
| Uvea                                                   | Wallis și Futuna (Regat tradițional)                                             | Prim-miniștri (Kalae Kivalu) (succesivi)                                                            | Setefano Hanisi                                | 12 noiembrie 2011  |
| Voivodina                                              | Serbia · (Provincie autonomă)                                                    | Președinte al Republicii Serbia                                                                     | Tomislav Nikolić                               | 31 mai 2012        |
| Voivodina                                              | Serbia · (Provincie autonomă)                                                    | Președinte al Adunǎrii                                                                              | Ištvan Pastor                                  | 22 iunie 2012      |
| Voivodina                                              | Serbia · (Provincie autonomă)                                                    | Președinte al Guvernului                                                                            | Bojan Pajtić                                   | 14 decembrie 2009  |
| Zanzibar, Arhipelagul                                  | Tanzania · (Entitate administrativă autonomă)                                    | Președinte al Republicii Tanzania                                                                   | Jakaya Mrisho Kikwete                          | 21 decembrie 2005  |
| Zanzibar, Arhipelagul                                  | Tanzania · (Entitate administrativă autonomă)                                    | Președinte                                                                                          | Ali Mohamed Shein                              | 3 noiembrie 2010   |

## Teritorii nesuverane neutre sau cu statut contestat
| Teritoriu         | Suveranitate și statut |
| ----------------- | --- |
| Paracel, Insulele | Arhipelag ocupat de facto de Republica Populară Chineză. Revendicat de Taiwan și de Vietnam. |
| Spratly, Insulele | Arhipelag revendicat integral de Republica Populară Chineză, Taiwan și Vietnam. Porțiuni revendicate de Filipine și Malaezia. Brunei revendică o zonă de pescuit care se suprapune peste insulele de sud dar nu a formulat revendicări formale. 45 de insule sunt ocupate de mici forțe militare ale Republicii Populare Chineze, Taiwanului, Filipinelor și Malaeziei. |
| Țara Marie Byrd   | Teritoriu nerevendicat, considerat ca aparținând Statelor Unite ale Americii, deși nu există o revendicare formală. |

## Guverne în exil și / sau alterantive
| Entitate                                                                                       | Suveranitate recunoscută Internațional În concurență cu (Statut) | Funcția                                                                              | Numele | Începând cu        |
| ---------------------------------------------------------------------------------------------- | --- | ------------------------------------------------------------------------------------ | --- | ------------------ |
| Republica Autonemă Abhazia (vezi și : §2)                                                      | Georgia · Guvernul Republicii independente Abhazia · (Guvernul Republicii Autoneme Abhazia) | Președinte al Consliului Suprem                                                      | Elguja Gvazava                                                                                               | 20 martie 2009     |
| Republica Autonemă Abhazia (vezi și : §2)                                                      | Georgia · Guvernul Republicii independente Abhazia · (Guvernul Republicii Autoneme Abhazia) | Președinte al Guvernului                                                             | Vakhtang Kolbaia (interimar)                                                                                 | 7 aprilie 2013     |
| Awdalland                                                                                      | Somalia · Guvernul Republicii Somalia · Somaliland · (Guvernul statului autonom Awdalland) | Președinte                                                                           | Rashiid Awnur Hersi                                                                                          | 15 februarie 2012  |
| Republica Populară Belarus                                                                     | Belarus Guvernul Republicii Belarus (Guvernul Republicii Populare Belarus) | Președintă a Radei                                                                   | Ivonka Survilla                                                                                              | 1997               |
| Emiratul Caucaz                                                                                | Rusia · Guvernul Federației Ruse · Administrațiile unor diviziuni administrative ale Federației Ruse · (Entitatea Emiratul Caucaz)                                                                               | Emiri (succesivi)                                                                    | Ali Abu Mukhammad                                                                                            | 18 martie 2014     |
| Emiratul Caucaz                                                                                | Rusia · Guvernul Federației Ruse · Administrațiile unor diviziuni administrative ale Federației Ruse · (Entitatea Emiratul Caucaz)                                                                               | Emiri (succesivi)                                                                    | Dokou Oumarov                                                                                                | 11 octombrie 2007  |
| Cirenaica                                                                                      | Libia · Guvernul Salvării Naționale al Libiei · Guvernul Provizoriu (al Camerei Reprezentanților al Libiei) · Administrațiile unor districte ale Libiei · (Consiliul Cirenaicei și Biroul politic al Cirenaicei) | Șefi ai regiunii (în concurență)                                                     | Ibrahim Jadhran [șef al Biroului politic al Cirenaicei (BPC)] (corevendicator începând cu 24 octombrie 2013) | 24 octombrie 2013  |
| Cirenaica                                                                                      | Libia · Guvernul Salvării Naționale al Libiei · Guvernul Provizoriu (al Camerei Reprezentanților al Libiei) · Administrațiile unor districte ale Libiei · (Consiliul Cirenaicei și Biroul politic al Cirenaicei) | Șefi ai regiunii (în concurență)                                                     | Ahmed al-Senussi (șef al Consiliului Cirenaicei) (corevendicator începând cu din 24 octombrie 2013)          | 6 martie 2012      |
| Cirenaica                                                                                      | Libia · Guvernul Salvării Naționale al Libiei · Guvernul Provizoriu (al Camerei Reprezentanților al Libiei) · Administrațiile unor districte ale Libiei · (Consiliul Cirenaicei și Biroul politic al Cirenaicei) | Prim-ministru                                                                        | Abd-Rabbo al-Baraasi                                                                                         | 3 noiembrie 2013   |
| Crimeea                                                                                        | Ucraina · Guvernul Federației Ruse · Republica Crimeea din cadrul Frderației Ruse · (Administrația în exil a Republicii Autonome Crimea)                                                                         | Președinți ai Ucrainei (succesivi)                                                   | Petro Poroshenko                                                                                             | 7 iunie 2014       |
| Crimeea                                                                                        | Ucraina · Guvernul Federației Ruse · Republica Crimeea din cadrul Frderației Ruse · (Administrația în exil a Republicii Autonome Crimea)                                                                         | Președinți ai Ucrainei (succesivi)                                                   | Oleksandr Turchynov (interimar)                                                                              | 23 februarie 2014  |
| Crimeea                                                                                        | Ucraina · Guvernul Federației Ruse · Republica Crimeea din cadrul Frderației Ruse · (Administrația în exil a Republicii Autonome Crimea)                                                                         | Reprezentanți ai președintelui Ucrainei (succesivi)                                  | Nataliya Popovych                                                                                            | 22 mai 2014        |
| Crimeea                                                                                        | Ucraina · Guvernul Federației Ruse · Republica Crimeea din cadrul Frderației Ruse · (Administrația în exil a Republicii Autonome Crimea)                                                                         | Reprezentanți ai președintelui Ucrainei (succesivi)                                  | funcție vacantă                                                                                              | 29 aprilie 2014    |
| Crimeea                                                                                        | Ucraina · Guvernul Federației Ruse · Republica Crimeea din cadrul Frderației Ruse · (Administrația în exil a Republicii Autonome Crimea)                                                                         | Reprezentanți ai președintelui Ucrainei (succesivi)                                  | Vladimir Degtyaryov (interimar)                                                                              | 26 martie 2014     |
| Crimeea                                                                                        | Ucraina · Guvernul Federației Ruse · Republica Crimeea din cadrul Frderației Ruse · (Administrația în exil a Republicii Autonome Crimea)                                                                         | Reprezentanți ai președintelui Ucrainei (succesivi)                                  | Serhiy Kunitsyn                                                                                              | 27 februarie 2014  |
| Guvernul Alternativ al Estoniei                                                                | Estonia · Guvernul Republicii Estonia · (Guvern succesor al guvernului în exil din timpul ocupației sovietice)                                                                                                   | Președinte                                                                           | Kalev Ots | 28 noiembrie 2003  |
| Guvernul Alternativ al Estoniei                                                                | Estonia · Guvernul Republicii Estonia · (Guvern succesor al guvernului în exil din timpul ocupației sovietice)                                                                                                   | Prim-ministru                                                                        | Ahti Mänd (prim-ministru adjunct)                                                                            | 7 decembrie 2003   |
| Fezzan                                                                                         | Libia · Guvernul Salvării Naționale al Libiei · Guvernul Provizoriu (al Camerei Reprezentanților a Libiei) · Administrațiile unor districte ale Libiei · (Adminisrație autonomǎ autopeoclamatǎ)                  | Președinte al regiunii                                                               | aparent inactiv după 2013                                                                                    | 2014               |
| Fezzan                                                                                         | Libia · Guvernul Salvării Naționale al Libiei · Guvernul Provizoriu (al Camerei Reprezentanților a Libiei) · Administrațiile unor districte ale Libiei · (Adminisrație autonomǎ autopeoclamatǎ)                  | Președinte al regiunii                                                               | Nuri Muhammad al-Qouizi                                                                                      | 26 septembrie 2013 |
| Gaza, Fȃșia (vezi și : §6)                                                                     | Autoritatea Națională Palestiniană Guvernul Autoritǎții Naționale Palestiniene (Guvern alternativ al Hamas ȋn Fâșia Gaza)                                                                                        | guvern desființat                                                                    | | 2 iunie 2014       |
| Gaza, Fȃșia (vezi și : §6)                                                                     | Autoritatea Națională Palestiniană Guvernul Autoritǎții Naționale Palestiniene (Guvern alternativ al Hamas ȋn Fâșia Gaza)                                                                                        | Președinte                                                                           | Abdel Aziz Doweik , (interimar) (corevendicator din 15 ianuarie 2009 până în 2 iunie 2014)                   | 15 ianuarie 2009   |
| Gaza, Fȃșia (vezi și : §6)                                                                     | Autoritatea Națională Palestiniană Guvernul Autoritǎții Naționale Palestiniene (Guvern alternativ al Hamas ȋn Fâșia Gaza)                                                                                        | Prim-ministru                                                                        | Ismail Haniyeh , (corevendicator din 15 iunie 2007 până în 2 iunie 2014)                                     | 15 iunie 2007      |
| Himan și Heeb                                                                                  | Somalia · Guvernul Republicii Somalia · (Guvernul statului autonom Himan și Heeb) | Președinte                                                                           | Abdullahi Ali Mohamed                                                                                        | 13 iunie 2013      |
| Jubaland (vezi și : §13)                                                                       | Somalia · Guvernul Republicii Somalia · (Guvernul statului autonom Jubaland) | Proclamat stat autonom ȋn cadrul Republicii Somalia                                  | | 20 ianuarie 2014   |
| Jubaland (vezi și : §13)                                                                       | Somalia · Guvernul Republicii Somalia · (Guvernul statului autonom Jubaland) | Președinte                                                                           | Sheikh Ahmed Mohamed Islam "Madobe"                                                                          | 15 mai 2013        |
| Khatumo                                                                                        | Somalia · Guvernul Republicii Somalia · Somaliland · Puntland · (Guvernul statului autonom Khatumo) | Președinți (succesivi)                                                               | Ali Khalif Galaydh                                                                                           | 1 septembrie 2014  |
| Khatumo                                                                                        | Somalia · Guvernul Republicii Somalia · Somaliland · Puntland · (Guvernul statului autonom Khatumo) | Președinți (succesivi)                                                               | Mohamed Yusuf Jama                                                                                           | 12 ianuarie 2012   |
| Administrația sârbă a Kosovo                                                                   | Serbia sau Kosovo · Guvernul Kosovo · (Provincia Autonomă Kosovo și Metohia din cadrul Republicii Serbia) | Director al Biroului pentru Kosovo și Metohia                                        | Marko Đurić                                                                                                  | 2 septembrie 2013  |
| Administrația sârbă a Kosovo                                                                   | Serbia sau Kosovo · Guvernul Kosovo · (Provincia Autonomă Kosovo și Metohia din cadrul Republicii Serbia) | Prefecți ai distrctului Kosovo (succesivi)                                           | Srdjan Petković                                                                                              | 26 mai 2014        |
| Administrația sârbă a Kosovo                                                                   | Serbia sau Kosovo · Guvernul Kosovo · (Provincia Autonomă Kosovo și Metohia din cadrul Republicii Serbia) | Prefecți ai distrctului Kosovo (succesivi)                                           | Vladeta Kostić                                                                                               | 4 februarie 2013   |
| Administrația sârbă a Kosovo                                                                   | Serbia sau Kosovo · Guvernul Kosovo · (Provincia Autonomă Kosovo și Metohia din cadrul Republicii Serbia) | Prefect al distrctului Kosovo-Pomoravlje                                             | Srdjan Mitrović                                                                                              | 4 martie 2013      |
| Administrația sârbă a Kosovo                                                                   | Serbia sau Kosovo · Guvernul Kosovo · (Provincia Autonomă Kosovo și Metohia din cadrul Republicii Serbia) | Prefect al distrctului Kosovska Mitrovica                                            | Vaso Jelić                                                                                                   | 21 octombrie 2013  |
| Administrația sârbă a Kosovo                                                                   | Serbia sau Kosovo · Guvernul Kosovo · (Provincia Autonomă Kosovo și Metohia din cadrul Republicii Serbia) | Prefect al distrctului Peć                                                           | Vinka Radosavljević                                                                                          | 7 martie 2013      |
| Administrația sârbă a Kosovo                                                                   | Serbia sau Kosovo · Guvernul Kosovo · (Provincia Autonomă Kosovo și Metohia din cadrul Republicii Serbia) | Prefect al distrctului Prizren                                                       | Jovica Budurić                                                                                               | 11 decembrie 2008  |
| Cantoanele democratic-autonome Cîzirê (Jazira), Efrîn (Afrin) și Kobane din Kurdistanul Sirian | Siria · Guvernul Republicii Arabe Siriene · Administrațiile unor guvernorate ale Republicii Siria · (Autoadministrația descentralizatǎ a Rojavei)                                                                | Copreședinți ai Consiliului Popular din Kurdistanul de Vest                          | Ebdelselam Ehmed și Sinem Mihemed (conducători de facto) ,                                                   | noiembrie 2013     |
| Kurdistanul de Vest                                                                            | Siria · Guvernul Republicii Arabe Siriene · Administrațiile unor guvernorate ale Republicii Arabe Siriene · (Administrația interimarǎ de Tranziție a Kurdistanului de Vest)                                      | administrație transformată în Cantoanele democratic-autonome Cîzirê, Efrîn și Kobane | | ianuarie 2014      |
| Kurdistanul de Vest                                                                            | Siria · Guvernul Republicii Arabe Siriene · Administrațiile unor guvernorate ale Republicii Arabe Siriene · (Administrația interimarǎ de Tranziție a Kurdistanului de Vest)                                      | Copreședinți ai Consiliului Popular din Kurdistanul de Vest                          | Ebdelselam Ehmed și Sinem Mihemed                                                                            | noiembreie 2013    |
| Guvernul Salvării Naționale al Libiei                                                          | Libia Guvernul Provizoriu (al Camerei Reprezentanților a Libiei̠) (Guvern alternativ) | Președinte al Noului Congres Național General                                        | Nouri Abusahmain , (corevendicator ȋncepȃnd cu 25 august 2014)                                               | 25 august 2014     |
| Guvernul Salvării Naționale al Libiei                                                          | Libia Guvernul Provizoriu (al Camerei Reprezentanților a Libiei̠) (Guvern alternativ) | Prim-ministru                                                                        | Omar al-Hassi (corevendicator ȋncepȃnd cu 6 septembrie 2014)                                                 | 6 septembrie 2014  |
| Maluku (Insulelor Moluce) de Sud, Republica                                                    | Indonezia · Guvernul Republicii Indonezia · Administrația provinciei Maluku din cadrul Republicii Indonezia · (Guvernul în exil al Republicii Maluku Selantan)                                                   | Președinte                                                                           | John Wattilete                                                                                               | 17 aprilie 2010    |
| Entitatea Provizorie Osetia de Sud (vezi și : §2)                                              | Georgia · Guvernul Republicii independente Osetia de Sud · (Guvernul Entității Provizorii Osetia de Sud) | Șef al Administrației Provizorii                                                     | Dmitri Sanakoïev                                                                                             | 10 mai 2007        |
| Guvernul Interimar al Siriei                                                                   | Siria · Guvernul Republicii Arabe Siriene · (Guvern alternativ al opoziției siriene) | Președinții Coaliției Naționale a Forțelor de Opoziție și a Revoluției (succesivi)   | Hadi al-Bahra                                                                                                | 9 iulie 2014       |
| Guvernul Interimar al Siriei                                                                   | Siria · Guvernul Republicii Arabe Siriene · (Guvern alternativ al opoziției siriene) | Președinții Coaliției Naționale a Forțelor de Opoziție și a Revoluției (succesivi)   | Ahmad Jarba                                                                                                  | 6 iulie 2013       |
| Guvernul Interimar al Siriei                                                                   | Siria · Guvernul Republicii Arabe Siriene · (Guvern alternativ al opoziției siriene) | Prim-miniștri (succesivi)                                                            | Ahmad Tu'mah (interimar)                                                                                     | 15 octombrie 2014  |
| Guvernul Interimar al Siriei                                                                   | Siria · Guvernul Republicii Arabe Siriene · (Guvern alternativ al opoziției siriene) | Prim-miniștri (succesivi)                                                            | funcție vacantă                                                                                              | 22 iulie 2014      |
| Guvernul Interimar al Siriei                                                                   | Siria · Guvernul Republicii Arabe Siriene · (Guvern alternativ al opoziției siriene) | Prim-miniștri (succesivi)                                                            | Ahmad Tu'mah (interimar)                                                                                     | 14 septembrie 2013 |
| Administrația Centrală Tibetană                                                                | China Guvernul Republicii Populare Chineze Administeația Regiunii autonome Xizang din cadrul Republicii Populare Chineze (Guvern în exil)                                                                        | Dalai Lama                                                                           | Tenzin Gyatso                                                                                                | 25 august 1939     |
| Administrația Centrală Tibetană                                                                | China Guvernul Republicii Populare Chineze Administeația Regiunii autonome Xizang din cadrul Republicii Populare Chineze (Guvern în exil)                                                                        | Președinte al Administrației Centrale (Sikyong)                                      | Lobsang Sangay                                                                                               | 8 august 2011      |
| Zeila și Lughaya                                                                               | Somalia · Guvernul Republicii Somalia · Somaliland · Awdalland · (Guvernul statului autonom Zeila și Lughaya) | Președinte                                                                           | Mahad Abiib Mahamoud                                                                                         | 7 februarie 2012   |